# Río Po
El río Po [pɔ] (en latín: Padus; en griego antiguo: Πάδος y Ἠριδανός', Pádos y Eridanós; en celta antiguo: Bodinkòs o Bodenkùs) es un largo río de la Italia septentrional que fluye, de oeste a este, desde los Alpes cocios al mar Adriático, donde desemboca en un amplio delta cerca y al sur de la ciudad de Venecia. Tiene una longitud de 652 km —o 691 km considerando el sistema Po-Maira, un afluente de la margen derecha—, que lo convierten en el río más largo íntegramente por territorio italiano. Drena una cuenca hidrográfica de 74 000 km², de los que unos 71 057 km² son territorio italiano, un cuarto del país —41 000 km² en unos entornos montañosos y 29 000 km² en llanura —, siendo por ello la mayor cuenca italiana (el resto de la cuenca es territorio suizo y francés). También es el río italiano más caudaloso —ya sea por caudal mínimo (absoluto de 270 m³/s), medio (1540 m³/s) o máximo (13 000 m³/s)— y también por caudal medio el quinto río europeo (salvo los rusos, después del Danubio, Rin, Ródano y Dniéper)[cita requerida] (el Po se caracteriza por su gran caudal y bastantes ríos de más de 1000 km tienen menos caudal). El Po, en su punto más ancho tiene 503 m y discurre siguiendo en general el paralelo 45 norte.
El Po cruza o es frontera de 14 provincias —desde la fuente hasta la boca, Cuneo, Turín, Vercelli y Alessandria (región de Piamonte), Pavia, Lodi, Cremona y Mantua (región de Lombardía), Piacenza, Parma, Reggio Emilia y Ferrara (región de Emilia-Romagna) y Rovigo (región del Véneto)— y baña o atraviesa 183 comunas. Marca durante largos tramos la frontera regional, entre el Piamonte, la Lombardía, Emilia-Romagna y el Véneto. Su cuenca interesa a cerca de 3200 comunas de siete regiones —además de las que recorre, Valle d'Aosta,  Liguria, Toscana y la Provincia Autónoma de Trento— y en ella hay 450 lagos que drenan a través del Po o de sus 141 afluentes (entre ellos los lagos Maggiore, Lugano, Como y Garda). El río fluye a través de Turín - capital de la región Piamonte - y pasa a lado de Piacenza, Cremona y Ferrara — las tres capitales de provincia —. Además, está conectado con Milán a través de una red de canales llamados navigli que Leonardo da Vinci ayudó a diseñar. 
La cabecera del Po es un manantial localizado a 2022 m de altitud que se filtra desde una ladera pedregosa en Pian del Re, en el municipio piamontés de Crissolo, en una terraza en la cabeza del Val Po, debajo de la cara noroeste del Monviso (en los Alpes cocios). Cerca del final de su curso, se crea un amplio delta fluvial (con cientos de canales pequeños y cinco ramales principales, llamados Po di Maestra, Po della Pila, Po delle Tolle, Po di Gnocca y Po di Goro) en cuya parte meridional está Comacchio, una zona famosa por las anguilas. El delta del Po, por su gran valor ambiental, fue declarado en 1999 Patrimonio de la Humanidad por la UNESCO como parte de «Ferrara, Ciudad del Renacimiento y su Delta del Po».
El río está sujeto a fuertes inundaciones y más de la mitad de su longitud se controla con argini, o diques. La pendiente del valle disminuye desde el 0,35% en el oeste hasta el 0,14% en el este, un gradiente bajo. En la mayor parte de su curso el Po discurre por territorio llano, que por eso toma su nombre (llanura o valle padano). Actualmente, el Po es navegable unos 389 km desde la desembocadura del Ticino hasta el mar. Hay servicios activos de navegación comercial desde Cremona al mar (292 km).
Debido a su posición geográfica y a los acontecimientos históricos, sociales y económicos que han tenido lugar a su alrededor desde la Antigüedad —el valle del Po era ya parte de la Galia Cisalpina romana y su cauce la dividía en la Galia Cispadana (al sur del río) y la Galia Transpadana (al norte del río)— hasta hoy, el Po es reconocido como el río italiano más importante. En sus riberas se forma el 40% del producto interno bruto, se concentra el 37% de la industria nacional —que sostiene el 46% de los puestos de trabajo—, el 35% de la producción agrícola, el 55% de la zootecnia y se consume el 48% de la energía eléctrica nacional. Es por ello una zona neurálgica para toda la economía italiana y una de las zonas europeas con mayor concentración de población, industrias y actividad comercial.

## Hidrónimo

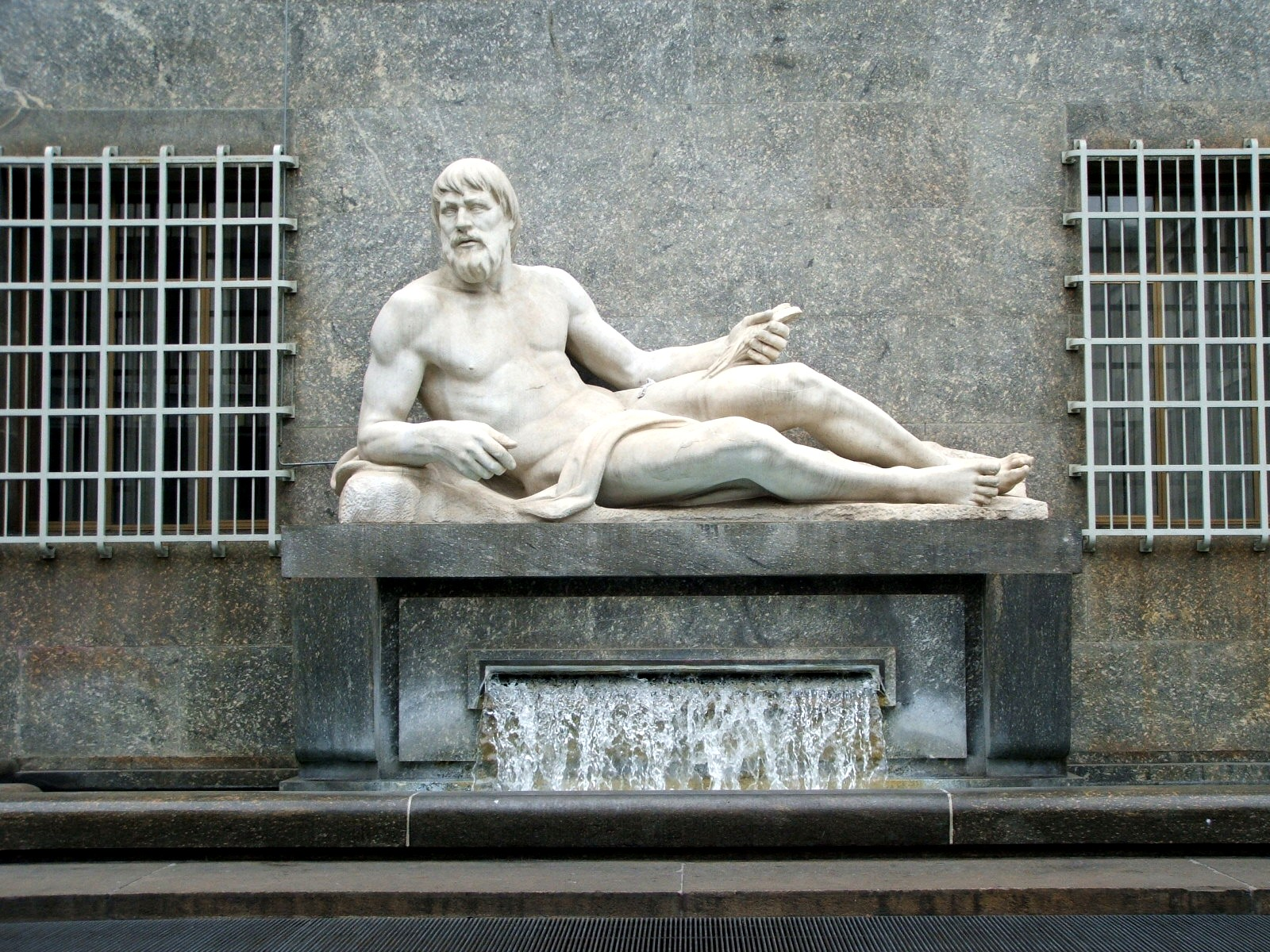
Estatua del río Po, en Turín, Piazza C.L.N.

El río Po era geográficamente conocido ya en la antigua Grecia bajo el nombre de Eridanós (en griego antiguo: Ἠριδανός, en latín: Eridanus; en el italiano literario Eridano); originalmente usado como sinónimo de un río mítico, que aparecería más o menos al sur de Escandinavia, y que se habría formado después de la última glaciación europea (Würm).
Las primeras fuentes históricas están en la Teogonía griega de Hesíodo (siglo VI a. C.), citado como nombre de uno de los muchos hijos del titán Océano y de la ninfa Tetis, y del que derivan varios nombres de ríos europeos. Este nombre fue retomado más tarde por el historiador Polibio en el siglo II a. C. donde Eridanus era uno de los hijos de Faetón, caído en un río durante una carrera de carros, suficiente para atribuirle las puertas del Hades, y de los infiernos según la mitología griega, pero también el título de un príncipe dedicado a los cultos egipcios, figura que aparece a menudo en las antiquísimas leyendas sobre Turín.
Sin embargo, el nombre tendría raíces aún más antiguas; tanto en acadio como en sumerio, aunque también en otras raíces semíticas, eridu significaría genéricamente un lugar o ciudad de mando ubicado cerca de un río, citando, por ejemplo, la ciudad homónima de Eridu de la región de la Mesopotamia datada en el siglo XX a. C. paralelamente, otras fuentes históricas dicen que una pequeña Eridu también fue construida cerca del delta del Po, sobre el mar Adriático. Por otro lado, el nombre Eridano contiene la antigua raíz semita *rdn, que es común a algunos otros nombres de ríos como el Ródano, Rin, Danubio, Giordano (Jordán). Además, en la antigua Grecia había un pequeño río llamado Eridano (durante mucho tiempo seco), que surgía de las alturas del Ática oriental y que desembocaba en el mar Egeo a través de la necrópolis de Cerámico, al sur de la ciudad de Atenas.
Para los celtas-ligures, que solo aparecieron en la región a partir del siglo IX a. C., el nombre del Po era Bodinkòs o Bodenkùs, a partir de una raíz indoeuropea (*bhedh-/*bhodh-) que indica 'excavar' o 'hacer profundo', la misma raíz de la que derivan los actuales términos italianos de «fossa» ('zanja') o «fossato» ('pozo'), haciendo alusión a toda la depresión geográfica de la zona fluvial padana. Así, el antiguo nombre latino Padus —de ahí el adjetivo padano— derivaría, según la sabiduría convencional, a partir de la misma raíz de bodinkòs; según otros, sin embargo, derivaría de otra palabra celta-ligur pades, que indicaría una resina producida por una variedad de pinos silvestres particularmente abundantes cerca de la fuente del Po.
El nombre italiano de «Po» se obtiene por contracción del latín Padus > Pàus > Pàu > Pò. En otros idiomas eslavos (checo, eslovaco, polaco, esloveno, serbio, croata), aunque también en lenguas romances, como el rumano, se utiliza a menudo todavía para llamar al Po Pad o Padus. Del mismo modo, entre los adjetivos italianos, que por lo general heredan la vieja raíz latina, todavía sobreviven las palabras paduano y padano, que se aplican a la llanura padana y dan nombre hasta la Padania, cuyo uso políticamente se ha extendido a partir de los años 1990.

## Historia

### Prehistoria y Antigüedad

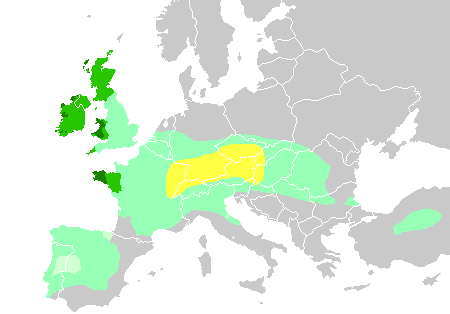
Distribución diacrónica de los pueblos celtas:
Núcleo del territorio Hallstatt, hacia el siglo VI a. C.
Máxima expansión celta, ca. 275 a. C.
El área lusitana de Iberia donde la presencia celta es incierta.
Las seis naciones celtas que mantuvieron un significativo número de hablantes celtas en la Edad Moderna.
Áreas donde las lenguas celtas aún son habladas hoy día.

El desarrollo urbano comenzó en el valle del Po mucho más tarde que en el sur de Italia o en Grecia. Los primeros habitantes conocidos de los espesos bosques y pantanos fueron los ligures, un pueblo indoeuropeo. Después, en el siglo VII a. C.,  llegó la progresiva migración de los insubros, un pueblo celta (y de ahí el nombre de Insubria con el que a veces se designa el noroeste de Lombardía) y las partes meridionales y centrales del valle fueron conquistadas y colonizadas por otro pueblo preindoeuropeo, los etruscos, que dejaron nombres tales como Parma, Rávena y Felsina, el nombre antiguo de Bolonia. La dominación etrusca dejó marcas importantes e introdujo la civilización urbana, pero fue de corta duración. Cuando comenzaba el siglo V a. C., una nueva horda céltica pululaba a través de los pasos de los Alpes occidentales y conquistaba la mayor parte del valle del Po. Esta invasión desde el norte no alcanzó el Véneto: sus habitantes, los vénetos es probable que fueran un grupo distinto que, siendo comerciantes hábiles, en ese momento fueron culturalmente influidos tanto por etruscos como por griegos.

Mapa de la Galia Cisalpina con las áreas ocupadas por los distintos pueblos.

Los conquistadores galos, divididos en tribus importantes como los boii (de los que deriva Bononia, la actual Bolonia), los taurinos (de ahí el nombre de Turín), los cenomanos y los anteriores insubros habitaban principalmente en las llanuras, al tiempo que incorporaban las poblaciones de los Alpes. Pueblo guerrero, incluso atacaron y quemaron la propia Roma en el 390 a. C. bajo un líder llamado Brennus. La venganza romana tomó tiempo, pero fue total y definitiva: las lenguas celtas desaparecieron del norte de Italia, siendo reemplazadas por la cultura latina. Esta transformación se produjo después de la victoria de la República de Roma sobre los galos en la batalla de Clastidio (222 a. C.) y luego de la derrota final de Aníbal en la batalla de Zama hacia el año 196 a. C., Roma ya era dueña de las llanuras leñosas y pronto desplazó a los etruscos, salpicando la región con animadas colonias, clareando los bosques para disponer nuevas tierras, luchando contra las últimas tribus rebeldes e imponiendo gradualmente su propia civilización.
Los siglos de dominación romana decidieron para siempre el aspecto principal del valle del Po. Las ciudades se localizaban en dos tramos de las áreas en las estribaciones de los Alpes y de los Apeninos: en el sur, seguían a lo largo de la vía Emilia; en el norte, a lo largo de la ruta entre Milán y Aquileia. Julio César concedió la ciudadanía romana a los pueblos de estas tierras, de donde reclutó a muchas de sus tropas más valientes. El valle del Po fue durante un tiempo sede de la capital del Imperio Romano de Occidente, en Mediolanum, entre 286-403, y luego en Rávena hasta su definitivo colapso político. La región fue atacada en el siglo III por tribus germánicas que irrumpieron a través de los Alpes y luego fue saqueada dos siglos después por Atila. Dirigidos por su rey Teodorico el Grande, los ostrogodos conquistaron la región desde el norte en los últimos años del siglo V, deponiendo a Odoacro, el gobernante bárbaro de Italia, que había sucedido al último emperador romano de Occidente (ver reino de Odoacro).

### Edad Media

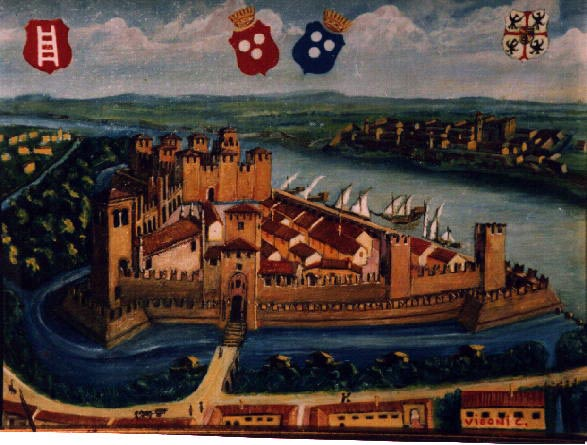
Vista del Castello di Ostiglia en el, una de las posesiones de los Gonzaga en el territorio mantuano.

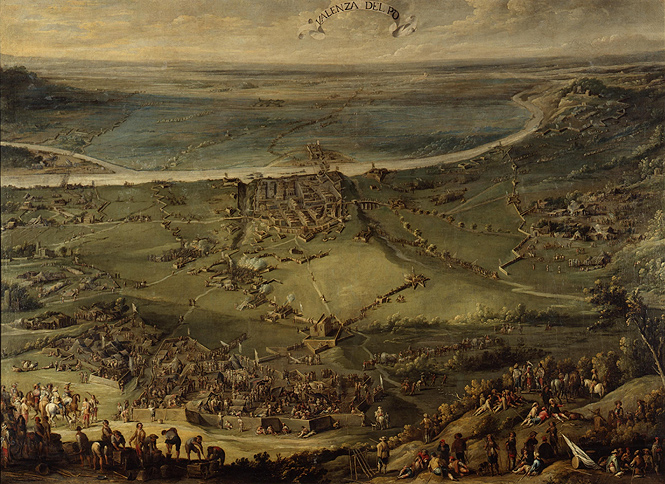
Representación del asedio de Valence, obra de Pieter Snayers (1592–1666).

La guerra gótica (535-554) y la peste de Justiniano (541-543) devastaron la población padana. En este escenario de desolación, del que muchas personas habían huido a las montañas por su seguridad (manteniéndose bastante pobladas hasta el siglo XX), llegaron los germánicos lombardos, un pueblo guerrero que dio su nombre a la casi totalidad del valle del Po: la Lombardía. En la Edad Media se utilizaba el término para indicar todo el norte de Italia. Los lombardos dividieron su dominio en ducados, que a menudo contendían por el trono; los de Turín y del Friul, en los extremos oeste y este, respectivamente, parecen haber sido los más poderosos; mientras, la capital pronto cambió de Verona a Pavía. Monza también fue una ciudad importante en ese momento, más que la ya arruinada Milán. El rígido gobierno de los lombardos, que se comportaban casi como una casta superior sobre los nativos, se suavizó un poco con su conversión del arrianismo al catolicismo.
El reino lombardo fue derrocado en el año 774 por Carlomagno y sus ejércitos francos, convirtiéndose en una parte preciada del Imperio carolingio. La afirmación de la gran propiedad de tierras en los siglos VIII/IX aceleró el proceso de recuperación de tierras y la intensificación del uso del suelo, transformando el paisaje del valle del Po. Después de la caótica disolución feudal del imperio y de las muchas luchas entre los pretendientes a la corona imperial, Otón I de Sajonia preparó el escenario para la siguiente fase de la historia de la región mediante la incorporación del valle del Po en 962 en el Sacro Imperio romano de la nación germánica. En el Véneto, en Venecia, la capital localizada en la laguna, surgió una gran potencia marítima en alianza con sus antiguos dueños, el Imperio bizantino. Con el tiempo surgieron las comuni a medida que las ciudades prosperaban en el comercio. Pronto Milán se convirtió en la ciudad más poderosa de la llanura central de la propia Lombardía, y a pesar de haber sido arrasada por las tropas imperiales germánicas en 1162, fue la Liga Lombarda impulsada por Milán, con la bendición papal, la que derrotó al emperador Federico Barbarroja en la batalla de Legnano en 1176.
Otras guerras civiles se intensificaron con los recíprocos baños de sangre de guelfos y gibelinos del siglo XIII y XIV. La Signorie llegó a partir de las instituciones comunales. En la primera mitad del siglo XV, con la expansión de Venecia, en la parte continental oriental, y con la supremacía de Milán, en el centro y el oeste de la región (que no disminuyó de manera significativa por la muerte Negra de 1348), se alcanzaron cuotas sin precedentes de prosperidad. Vastas áreas fueron irrigadas y cultivadas con las técnicas más modernas entonces disponibles. La población media se estima era de alrededor de 50 personas por kilómetro cuadrado un nivel muy alto para aquellos tiempos.
El Po, junto con otros ríos del norte de Italia, a lo largo de la Edad Media fue escenario de numerosos episodios militares y todas las principales ciudades y señoríos de la costa se dotaron de verdaderas flotillas fluviales. Particularmente acalorados fueron los enfrentamientos entre las escuadras navales de los municipios gibelinos (Cremona y Pavía) y las de los municipios de la liga lombarda durante el siglo XIII y entre la flota veneciana y la del Ducado de Milán en el siglo XV.

### Edad Moderna temprana

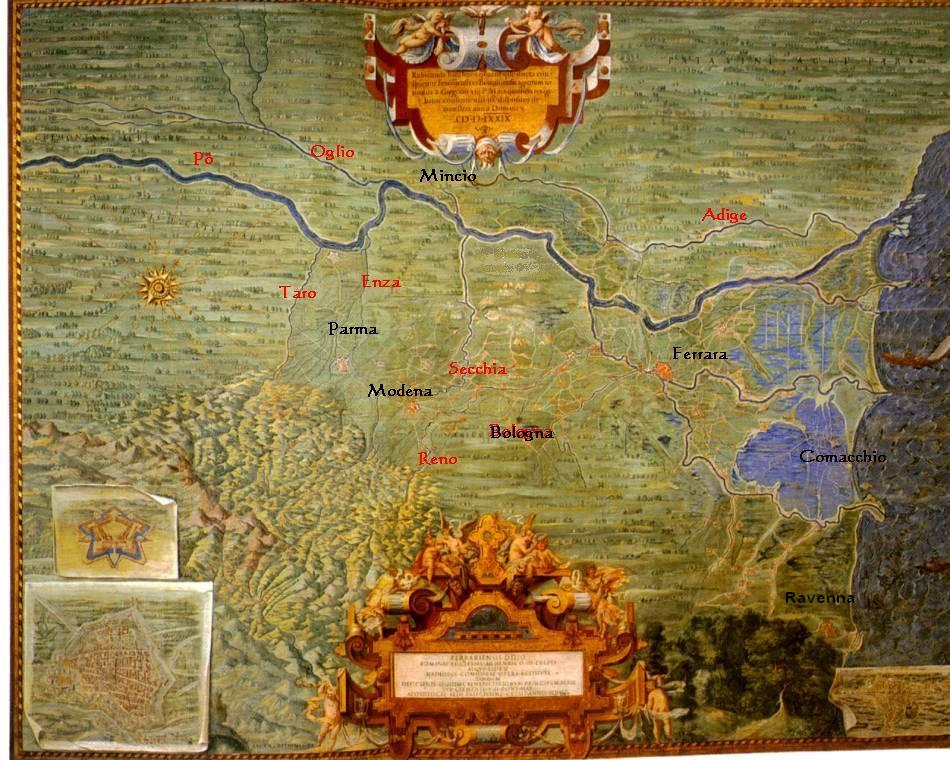
Mapa de 1585 que representa el temprano Valle del Po y el delta del río, museos del Vaticano.

En 1494 comenzaron las ruinosas guerras de Italia entre Francia y España, que se prolongaron durante unas décadas. La tierra cambió de manos con frecuencia. Incluso Suiza recibió algunas tierras italohablantes en el norte (el Cantón del Tesino, que técnicamente no es una parte de la región Padana), y el dominio veneciano fue cuestionado, forzando a Venecia a la neutralidad como un poder independiente. Al final, España se impuso con la victoria de Carlos V sobre Francisco I de Francia en la batalla de Pavía en 1525.
La dominación española fue opresiva, añadiendo su carga a la Contrarreforma impuesta por el arzobispado de Milán; el protestantismo fue combatido y no pudo implantarse en la zona. La quema en la hoguera se convirtió en una práctica común durante la caza de brujas, sobre todo en las vecinas tierras alpinas. Durante este período sombrío, sin embargo, la industria lombarda se recuperó, especialmente la rama textil, su pilar. Tras la guerra de sucesión española (1701-1713) y la cesión de Milán a Austria, el gobierno y la administración mejoraron significativamente, aunque el campesinado comenzó una caída en la miseria que duró un siglo, las ciudades crecieron y prosperaron.
Cuando Napoleón I entró en el valle del Po durante algunas de sus campañas más brillantes (en 1796 y en 1800, que culminó en la histórica batalla de Marengo), se encontró con un país avanzado y lo hizo su reino de Italia (1805-1814). Con la derrota final de Napoleón los austriacos volvieron, pero ya no fueron entonces bienvenidos. En el oeste, en el Piamonte, la casa de Saboya emergería para servir como un trampolín para la unificación de Italia.

### Edad Moderna tardía y Edad Contemporánea
El Risorgimento, después de un comienzo fallido en 1848 y 1849, triunfó diez años después en Lombardía, que fue conquistada por un ejército franco-piamontés. En 1866 el Véneto se unió a la joven Italia, gracias a la derrota de Austria frente a Prusia. La pobreza en el campo aumentó la emigración a las Américas, un fenómeno que continuó en la región central hasta el final del siglo XIX, pero que persistió en el Véneto hasta bien entrado el siglo XX. La industria creció rápidamente, gracias a la abundancia de agua y la mano de obra alfabetizada.
Las guerras mundiales no dañaron significativamente el área, a pesar de la destrucción causada por el bombardeo aéreo aliado de muchas ciudades y de los fuertes combates del frente en la Romaña. La Resistencia protegió las principales industrias de la región, que el Tercer Reich estaba usando para la producción de guerra, evitando su destrucción: el 25 de abril de 1945, una insurrección general a raíz de la derrota alemana tuvo un gran éxito. La mayoría de las ciudades y pueblos, en particular Milán y Turín, ya fueron liberadas por los partisanos días antes de que llegasen las tropas aliadas.
Después de la guerra, el área de la Padana lideró el milagro económico italiano de los años 1950 y 1960. Desde 1989, la Liga Norte, una federación de partidos regionalistas del norte, ha promovido tanto la secesión como una mayor autonomía para la zona padana que llaman Padania.

### Evolución histórica de la desembocadura en la costa adriática

#### Antigüedad
Alrededor del siglo X a. C. la línea de costa del Adriático estaba retirada unos 10 km en comparación con la actual. El Po entraba en el mar con dos estuarios: al norte, terminaba cerca de la actual Chioggia, mientras al sur desaguaba en un punto equidistante entre las actuales ciudades de Ferrara y Rávena. El río se dividía en dos ramales a la altura del actual municipio de Ficarolo.
En el siglo VI a. C. los griegos fundaron en el ramal norte del Po (Po di Adria) el emporio de Adria y, en poco tiempo, comenzaron a llamar Adrias Kolpos a toda la parte septentrional del mar Adriático. Posteriormente, los etruscos fundaron en el ramal meridional la ciudad de Espina. Entretanto, con el tiempo, se había producido una modificación en el régimen hídrico que dio más protagonismo al cauce meridional del río. Entre la protohistoria y la edad romana, el ramal del Adria se reducía mientras se incrementaba el ramal meridional. Lo demuestra la suerte que corrieron las dos ciudades: mientras Adria experimentaba un periodo de crisis, Espina alcanzaba su máximo esplendor. El Po, en Adria, se enterró en el espacio de unos pocos siglos.
Tal vez debido a la gran afluencia de agua, el ramal espinetico se dobló: nacieron el Olana (ahora Po di Volano) y el Padoa (del que podría derivar el nombre de Po). De la entonces línea de costa permanecen testimonios fósiles, siendo el principal el terraplén Agosta (Argine Agosta), en el interior del Valle del Comacchio. El Olana fluía más al norte de Espina y también tenía un ramal adicional que se dirigía al norte y del que nacía el tramo llamado Gaurus (del que derivan los actuales nombres Goro y Codigoro) que desaguaba cerca de la actual Mesola; las dunas fósiles de Massenzatica, al sur, y las del otro lado de San Basilio, dan testimonio de la posición de la antigua bocana.

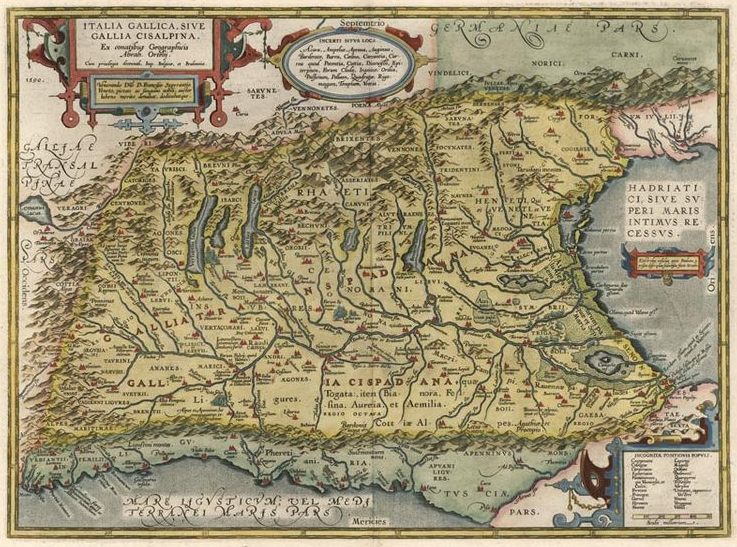
Mapa de la Galia Cisalpina (1595).

En la época romana los puertos fluviales más importantes en el Po eran los de Cremona, Piacenza, Brescello, Ostiglia, Vicus Varianus (el actual Vigarano Mainarda) y Vicus Hobentia (el actual Voghenza). Se conservan las descripciones del río de tres famosos autores romanos:
- Plinio el Viejo decía que el Po era navegable hasta Turín, como también eran navegables sus principales afluentes.
- Polibio afirmó que el Po se remontaba unos 2000 estadios (es decir, unos 355 kilómetros, hasta cerca del Tanaro) a partir de la antigua desembocadura del Volano. Describió el lugar de Trigaboli, donde el Po se dividía en dos ramales: el del Olana y el del Padua. Trigaboli deriva de tres gabuli, tres cabos, probablemente la actual Codrea. Aguas arriba de la bifurcación debía estar un puerto llamado Bodencus. Bodencus o Bodincus, una palabra celta de origen ligur que significa «profundo» y que también era utilizada para designar cualquier río.[15]
- Estrabón anotó que para ir desde Piacenza hasta Rávena siguiendo el curso del Padus se necesitaban dos días y dos noches. Rávena, situada en el extremo meridional del delta, estaba conectada al ramal espinetico a través de la Fossa Messanicia, un canal de 18 km.

#### Edad Media
En la Edad Media el ramal principal del delta ya estaba constituido por el actual Po Morto di Primaro, que se había formado en el siglo VIII un poco al sur del Padoa, y que corría al sur del Valli di Comacchio. Desde mediados del siglo XVIII, ese ramal constituía la parte final del río Reno (que también fue un tiempo un afluente del Po) en la que el propio Reno era transportado a raíz de la creación del Cavo Benedettino.
También el Po di Volano, que fluye en Ferrara, era uno de los dos cursos principales: esta situación se prolongó hasta 1152, el año de la Rotta di Ficarolo. Como resultado de las fuertes y frecuentes lluvias, el río rompió el dique norte cerca de la confluencia de ambos brazos, en Ficarolo, en la entonces Transpadana Ferrarese; el cauce del río se modificó y comenzó poco a poco a tomar la conformación actual.
La nueva sección era más corta que las otras, y por eso el agua fluía en ella más rápidamente, dando lugar al curso principal llamado Po di Tramontana y luego Po di Venezia, desviándose del Po di Volano en Pontelagoscuro, a pocos kilómetros al norte de Ferrara.

#### Época moderna
Entre 1600 y 1604 la República de Venecia, a pesar de las protestas de los Estados Pontificios, desvió el tramo final del curso del Po para evitar que el delta se desplazase y anegase la laguna. Las obras, que se llamaron "taglio di Porto Viro" ('Corte de Porto Viro'), comenzaron el 5 de mayo de 1600 y fueron terminadas el 16 de septiembre de 1604. Esta modificación extendió en pocos años el delta hacia el este para formar nuevos territorios incluidos en el actual delta del Po, enterrando parcialmente la sacca di Goro. Se formaron, de norte a sur, los ramales del Po di Levante, Po di Maistra, Po di Pila, Po delle Tolle, Po di Gnocca y Po di Goro (que ya existía, pero que se duplicó en longitud). Además, al sur y al norte del actual delta, en las zonas costeras entonces privadas del aporte de sedimentos, además del fenómeno de la subsidencia, se agudizó la erosión del cordón dunar litoral y de las playas.
Un mapa de 1693 rótula Po di Venezia a la bifurcación norte del Po di Goro. Continuando hacia el este y próximo a Donada, el mismo ramal se grafía como Po delle Fornaci.
El Po di Levante, durante las grandes mejoras realizadas en la década de los años 1930 para proteger la hidrovia Fissero-Tartaro-Canalbianco, fue desconectado del Po di Venezia, permaneciendo conectado a través de la esclusa de navegación de Volta Grimana,  convirtiéndose en la sección terminal del Canalbianco.
El Po di Volano llega al mar a través de un pequeño estuario que desemboca en el Goro.

## Geografía

### Descripción del curso

#### Curso en el Piamonte

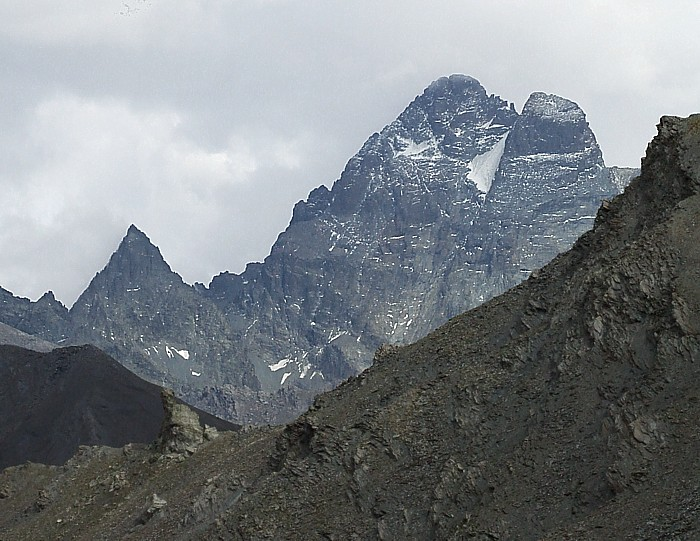
El Monviso, de cuyas laderas surge el Po.

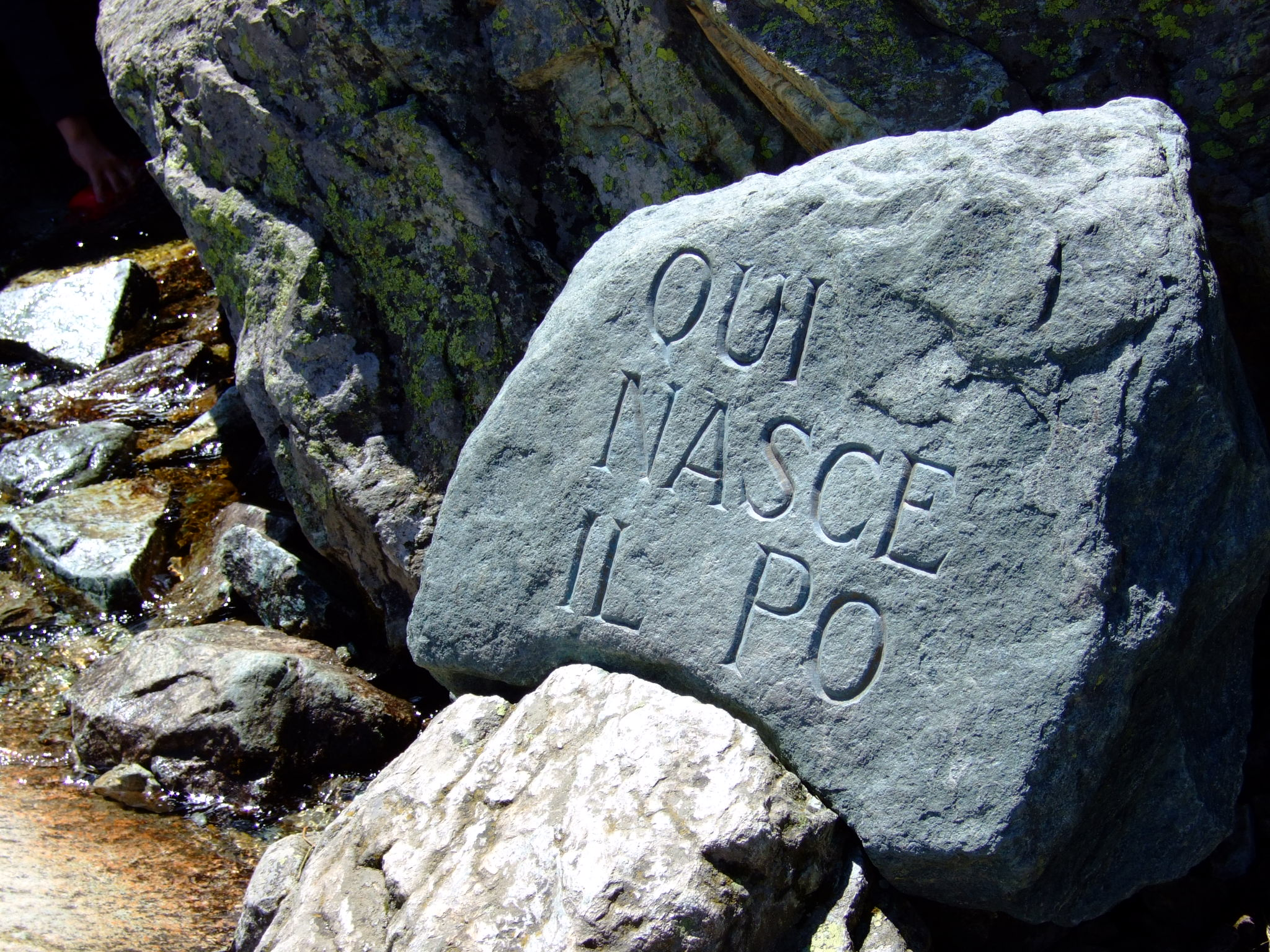
La fuente del Po, con la inscripción que da testimonio del nacimiento oficial del río.

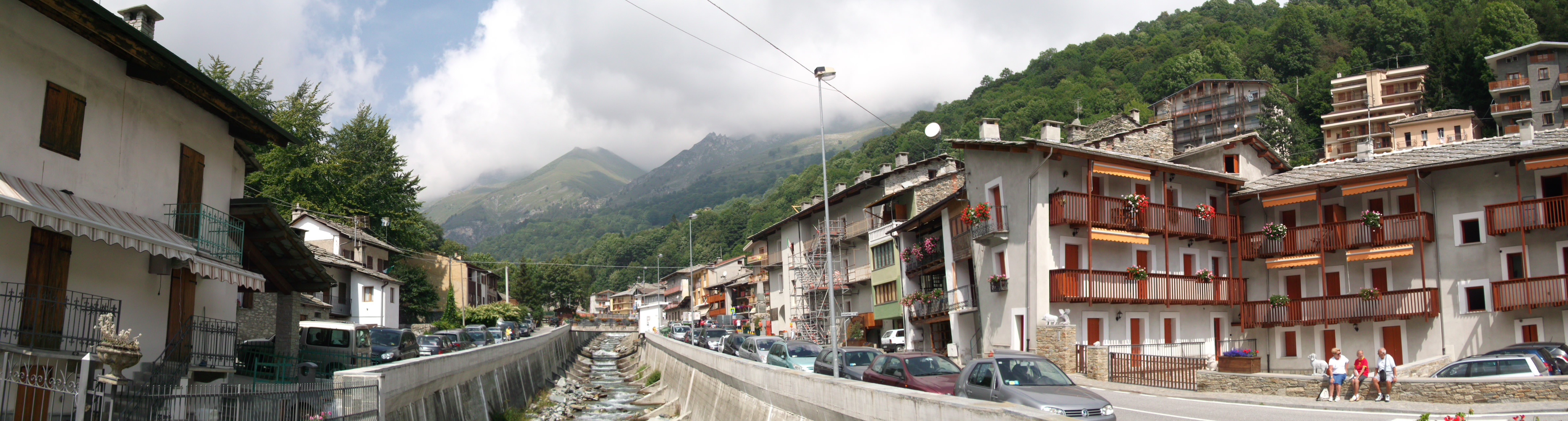
El Po en Crissolo, la primera localidad atravesada en su curso de montaña.

El río Po nace en la región del Piamonte, en la provincia de Cuneo, muy cerca de la frontera con Francia. Su fuente se encuentra en los Alpes cocios en una terraza en la cabeza del Val Po, en un manantial localizado a 2022 m de altitud que se filtra desde una ladera pedregosa cerca de la localidad de Pian del Re (comuna de Crissolo), debajo de la cara noroeste del Monviso (3841 m). Una gran roca con una inscripción —«QUI NASCE IL PO»— indica ahora ese origen. Enriquecido por la contribución de un sinnúmero de otras fuentes (no es un error decir que «el Monviso en sí es la fuente del Po»), comienza a discurrir impetuoso en el valle homónimo. Esa zona está considerada como Riserva Naturale Pian del Re integrada dentro del Parco della fascia fluviale del Po - tramo cuneese (establecido en 1990 y que protege 7780,14 ha).
En la primera parte de su curso el Po es un arroyo típico de montaña, que discurre rápido por el fondo de un valle con la forma de U típica de los valles glaciares, de laderas escarpadas y fondo redondeado. El río se dirige pronto al este, pasando por Crissolo (174 hab.), Ostana (74 hab.) y luego Paesana (2784 hab.), donde ya hay una banda continua y estrecha de zonas agrícolas a unos 610 m s. n. m., encajonada entre dos laderas boscosas de la cuenca de Rocchetta, que bordean el monte Bracco (1306 m), una importante formación geológica e interesante sitio arqueológico, histórico-arquitectónico y natural.
Cerca de Revello (351 m s. n. m.) el Po sale ya de las montañas, el valle se ensancha muchísimo hasta ser una amplia llanura, y el río se encamina al norte: solo 13 km en línea recta separan las fuentes del Po de esta llanura, una distancia en la que ha perdido casi 1900 m. Entra en la «Reserva natural de la confluencia con el Bronda» (Riserva Naturale della confluenza con il Bronda) y el «Área equipada del Puente de los Peces Vivos» (Area Attrezzata del Ponte dei Pesci Vivi). Pasa algo al norte de Saluzzo (17 057 hab. en 2014), donde el río ya tiene las características de un río de llanura, lento y perezoso. Las aguas lentas albergan más especies y permiten una vida de ribera más compleja. En el puente de la SS 623, con una de sus imágenes icónicas, el lejano Monviso se refleja en el ahora ancho río Po. Después de la confluencia con el corto arroyo Ghiandone (23,8 km), el cauce del río Po es cada vez más profundo y regular, con un abundante caudal que permite la navegación durante todo el año con canoas y los típicos barche a punta. En su discurrir, en la margen izquierda, está la Abadía de Santa María de Staffarda, un antiguo monumento construido por los monjes cistercienses en 1135 y, más allá, en la llanura, el estímulo de la Reserva Natural de la Rocca di Cavour. En la Edad Media se drenaron estas tierras antaño pantanosas hasta hacerlas productivas.

El Po en la provincia de Cuneo
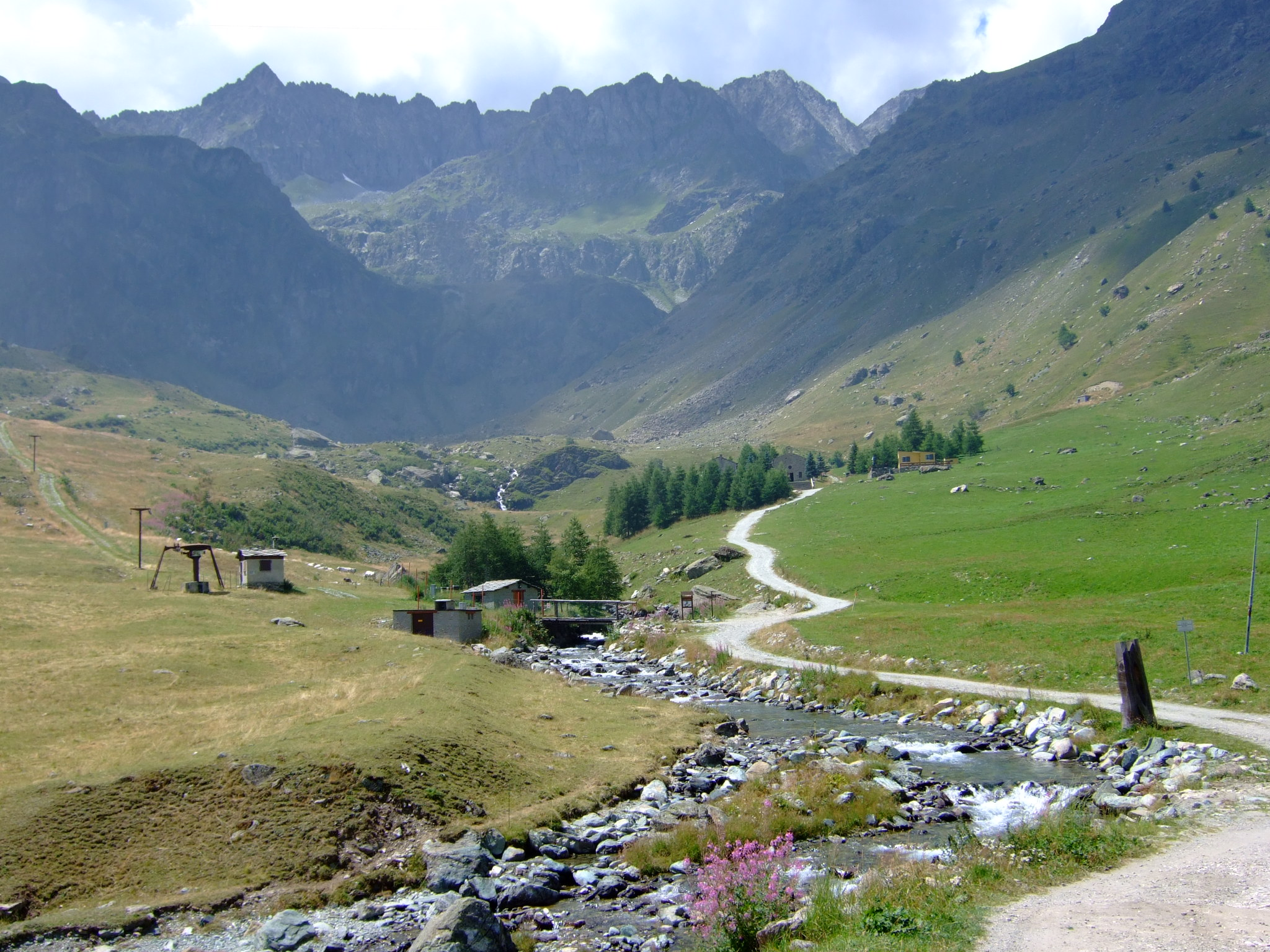
El alto valle del Po.
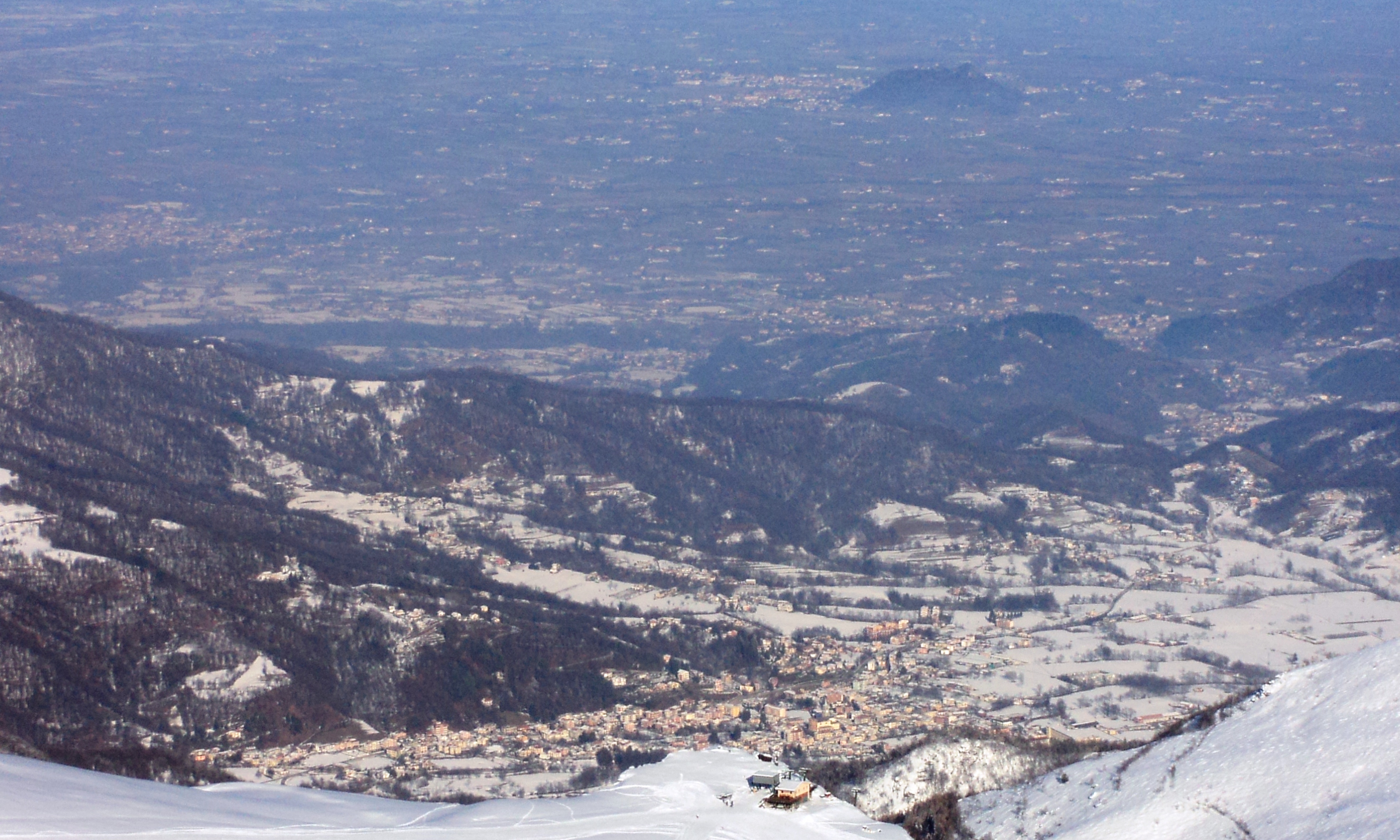
Vista de Paesana, con la salida del Po de las montañas.
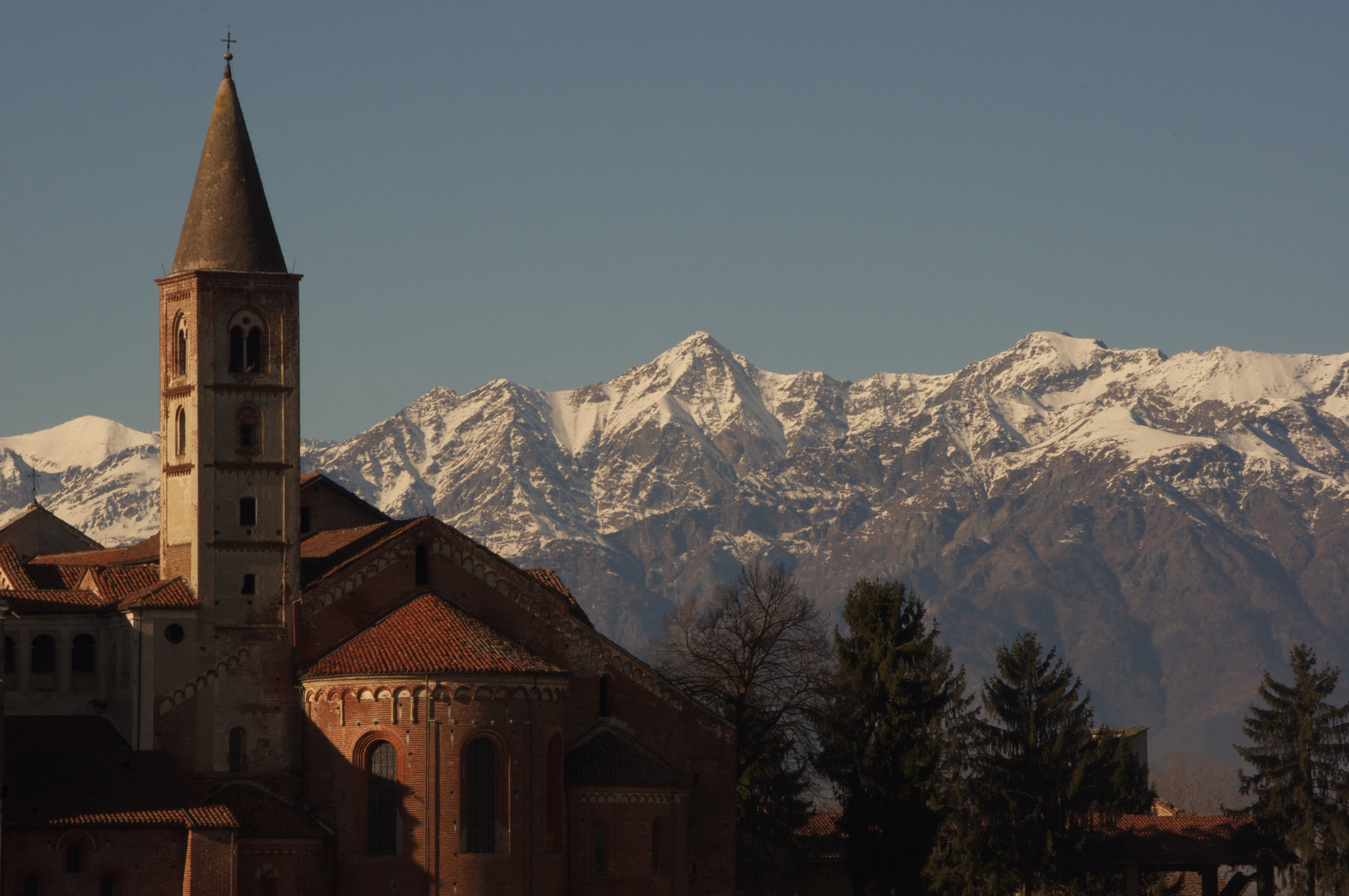
La abadía de Staffarda, en el curso alto.
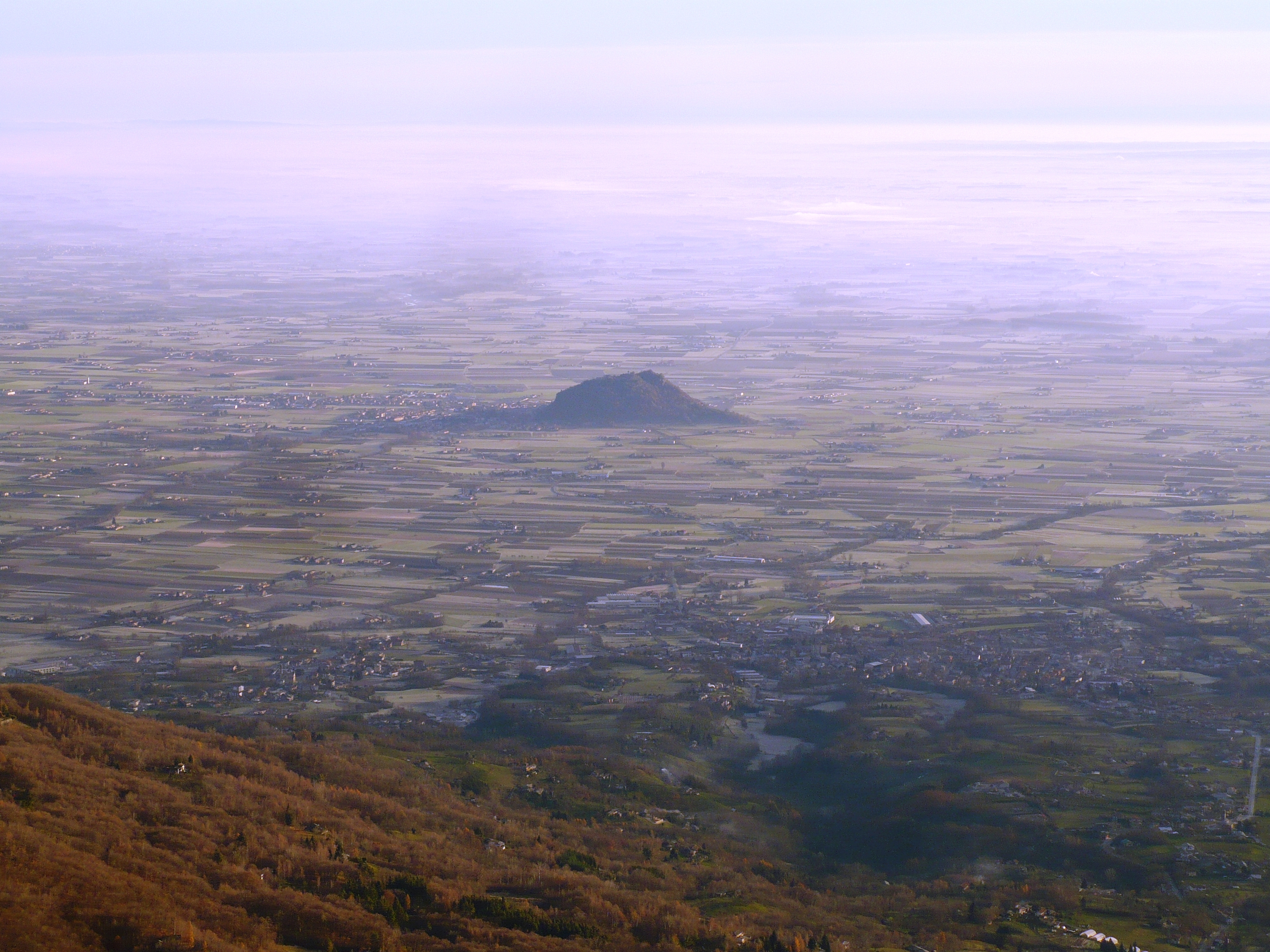
La llanura turinesa, con la Rocca di Cavour, que el Po flanquea por el sureste.

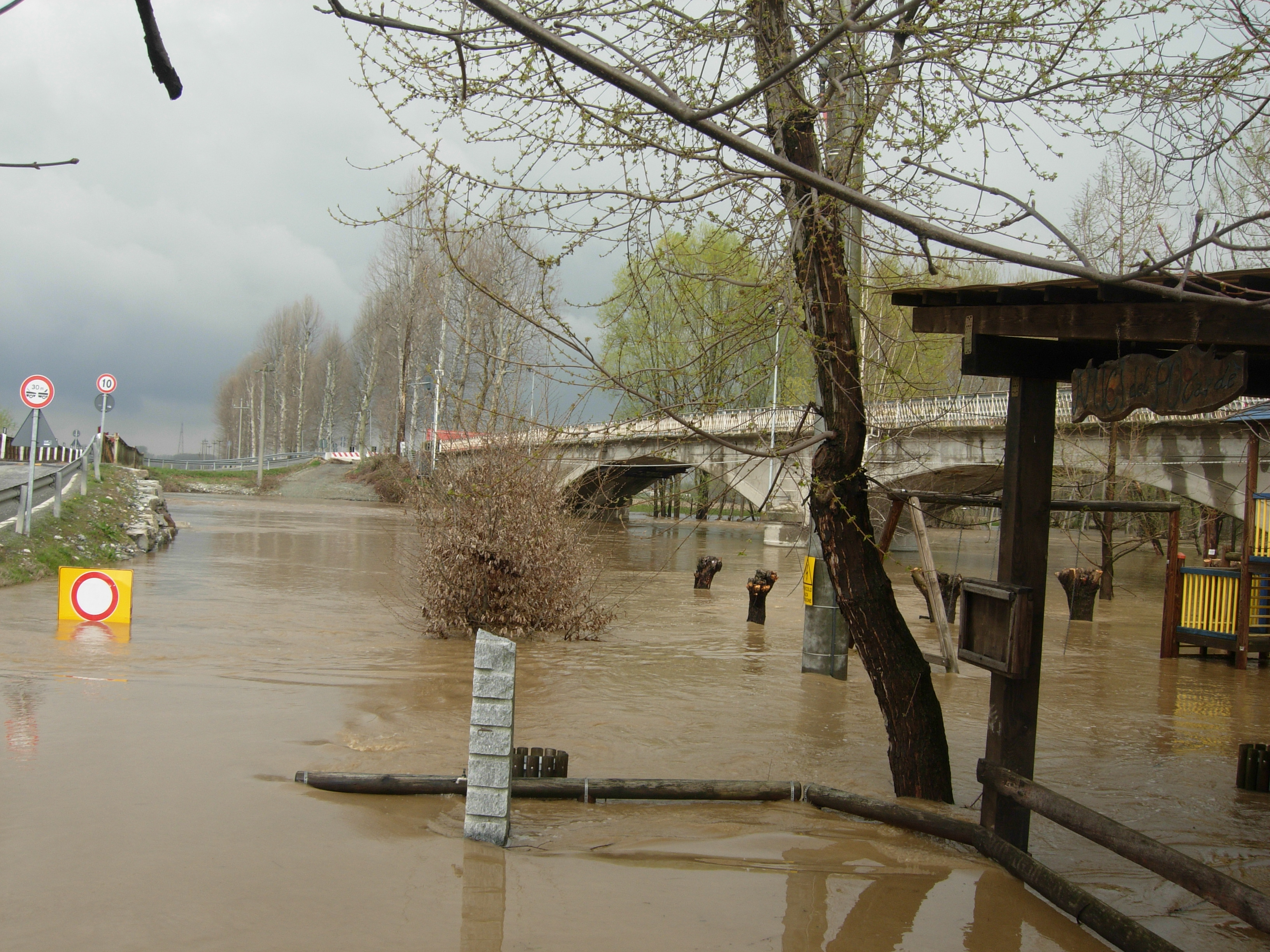
Crecida del Po en Cardè en 2009.

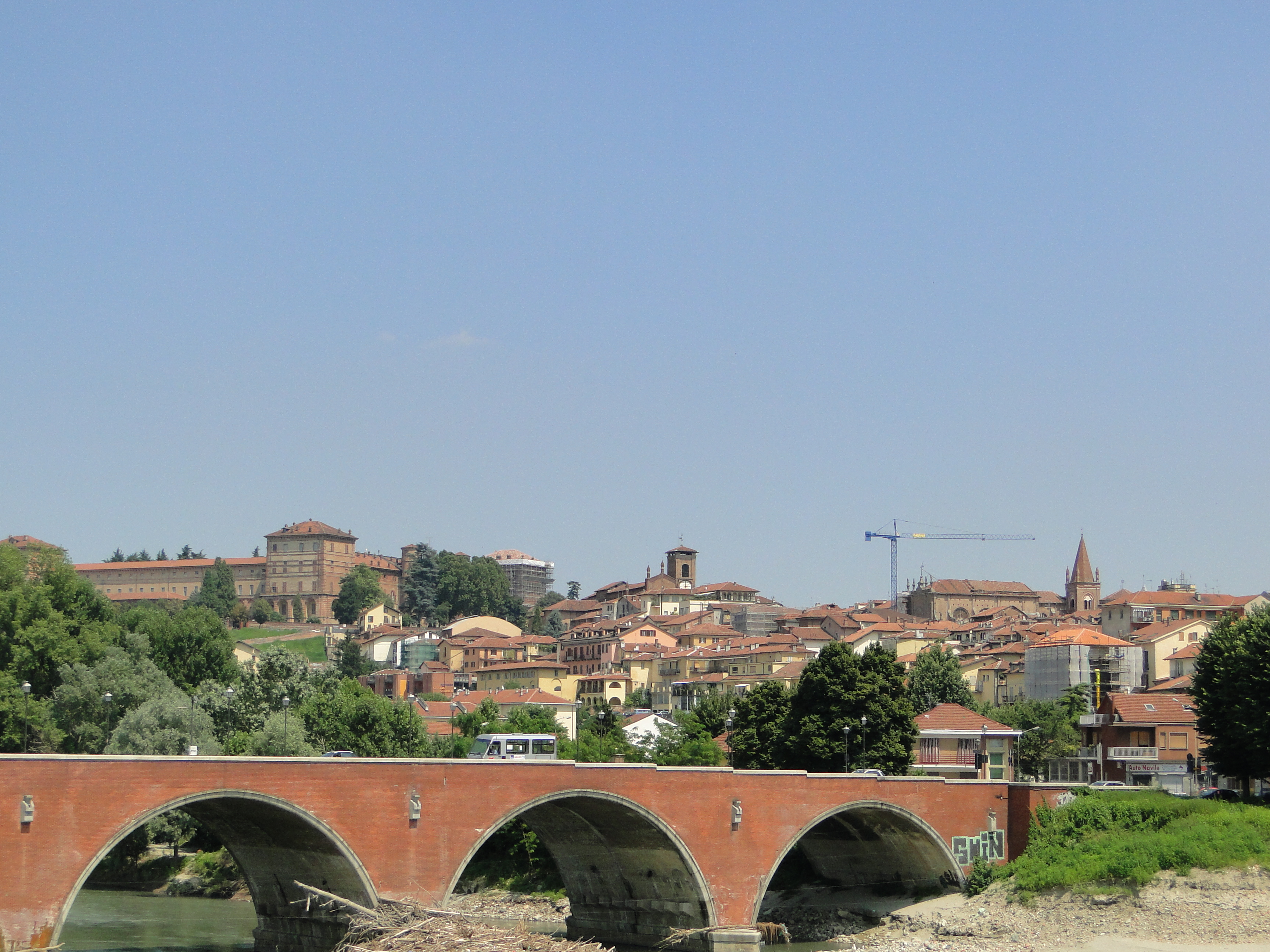
Vista de Moncalieri desde uno de los puentes del Po.

Pasa luego el Po por Cardè (1124 hab.) y comienza un tramo en el que va a ser límite provincial, entre Cuneo, al sureste, y Turín, en el noroeste. En este tramo llega enseguida a Cantogno, Villafranca Piamonte (4764 hab.) y Faule (489 hab.), donde encuentra al Torrente Pellice, en un área protegida como «Reserva Natural de la confluencia Pellice» (Riserva Naturale della confluenza del Pellice, a 247 m s. n. m.), cerca de Polonghera (1160 hab.). Unida al área protegida se encuentra la última reserva natural de Cuneo, ya a solo 241 m s. n. m. de altitud, en la confluencia con el Varaita (92,4 km), un afluente que llega por la derecha. Luego tras pasar por Casalgrasso (1449 hab.), llega a la pequeña Lombriasco (1075 hab.), ya en el límite con la provincia de Turín, donde recibe también por la derecha al torrente Maira (111,1 km), cerca de la ciudad de Carmagnola (29 033 hab.). Los centros habitados de estas tierras bajas conservan valiosos testimonios de las obras ligadas con el uso del agua por el hombre durante siglos: molinos, bealere, canalizaciones, piedra cerrada. 
El Po se adentra en la provincia de Turín, recibiendo por la derecha al corto Meletta (26,4 km) y pasando después por Carignano (9258 hab.), La Loggia (8930 hab.) y la ciudad de Moncalieri (57 120 hab.), ya en el área metropolitana de la capital piamontesa y donde destaca el homónimo castillo de Moncalieri, construido en el siglo XII y ampliado en el siglo XV, que forma parte del lugar Patrimonio de la Humanidad (Residencias reales de la casa de Saboya). En Moncalieri recibe, por la izquierda, primero, al torrente Chisola (39,4 km) y al salir al Sangone (46,1 km); y por la derecha, dos cortos torrentes, el Banna (28 km) y el Tepice (17,6 km).

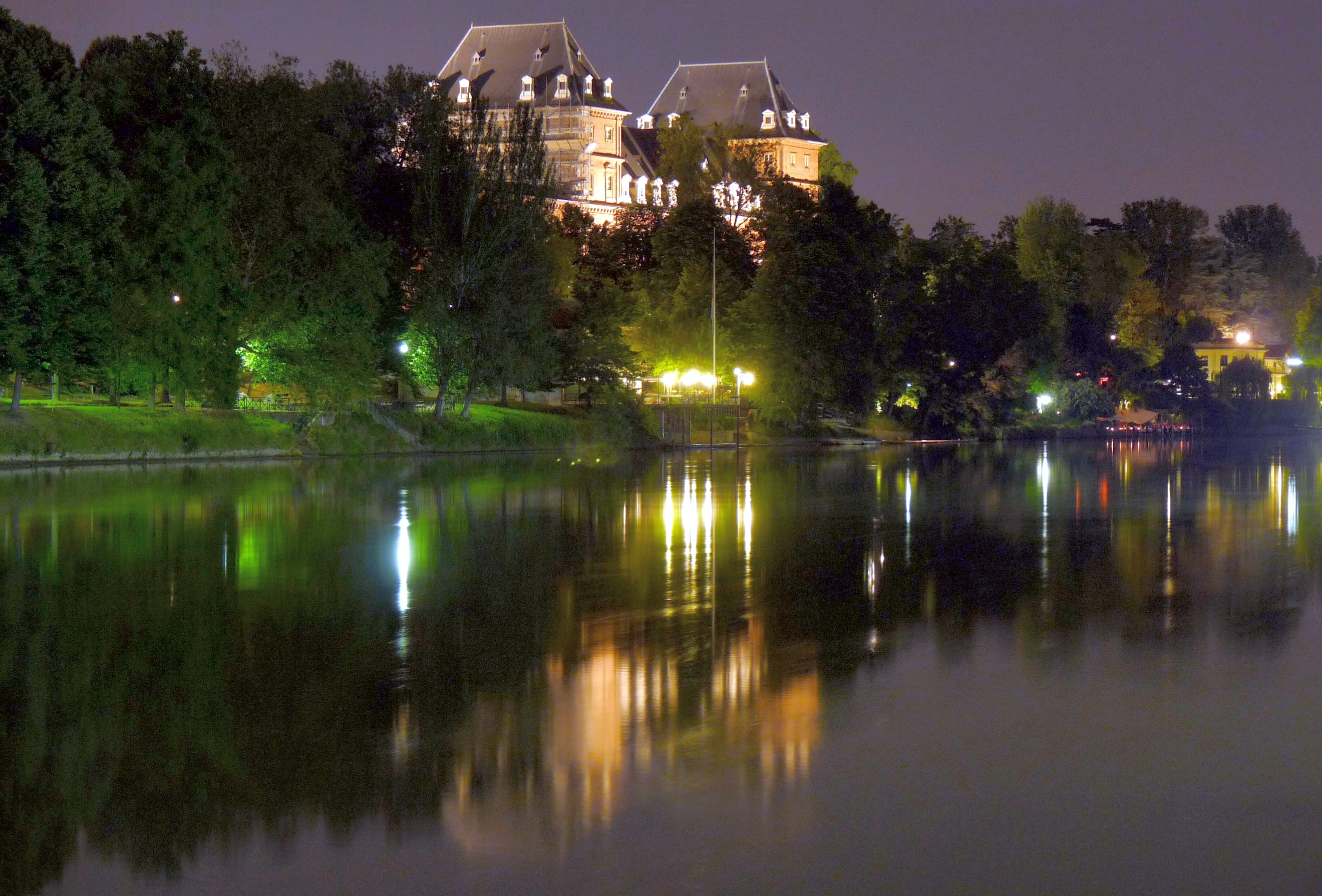
Vista del castillo del Valentino reflejado en el Po en Turín.

El Po entra luego en la ciudad de Turín (890 385 hab.) llegando desde el sur y a pesar de no haber viajado más de un centenar de kilómetros desde sus fuentes, ya es una importante corriente con un gran cauce de unos 200 m de anchura y con un caudal medio de cerca de 100 m³/s. Después de bordear el centro de la ciudad recibe, llegando desde el oeste y por la izquierda, a los ríos Dora Riparia (101,09 km) y Stura di Lanzo (68,8 km), dos ríos que le aportan aguas llegadas desde el área alpina del Gran Paradiso. En las orillas del Po se encuentra otra residencia de la casa real de Saboya también Patrimonio de la Humanidad, el castillo del Valentino. Justo en la confluencia del Stura di Lanzo está la primera isla fluvial importante de su curso, la Isolone di Bertolla, que tiene casi 2,5 km de longitud.

El Po en Turín
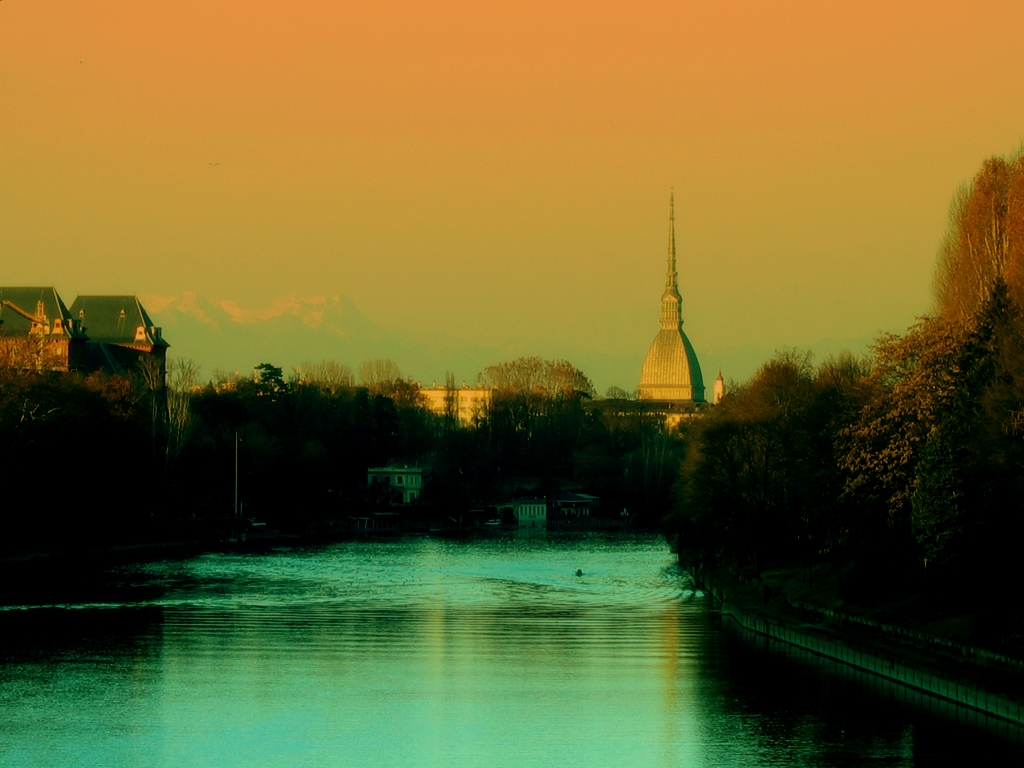
El Po en Turín.
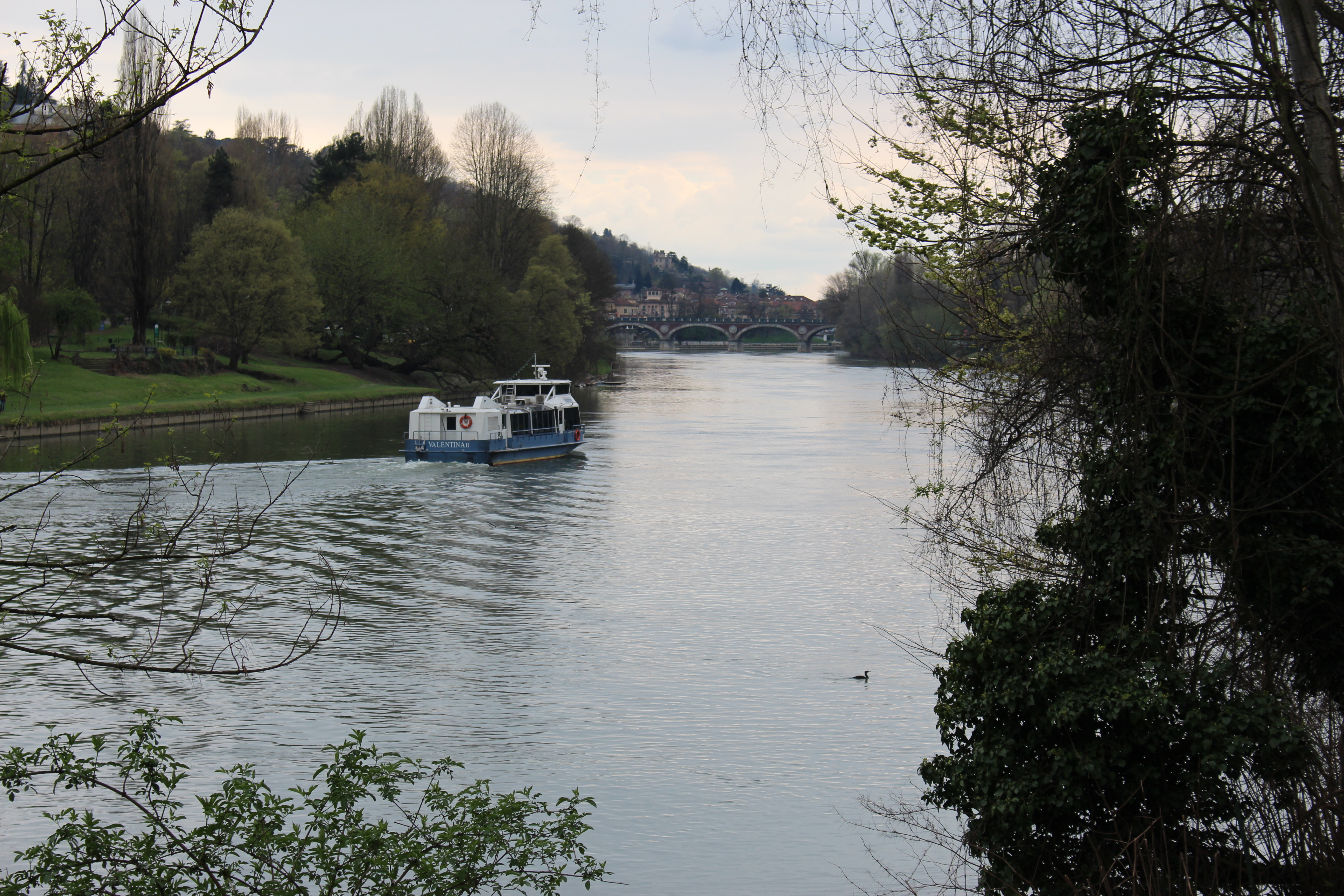
El Po visto desde el Parco del Valentino.
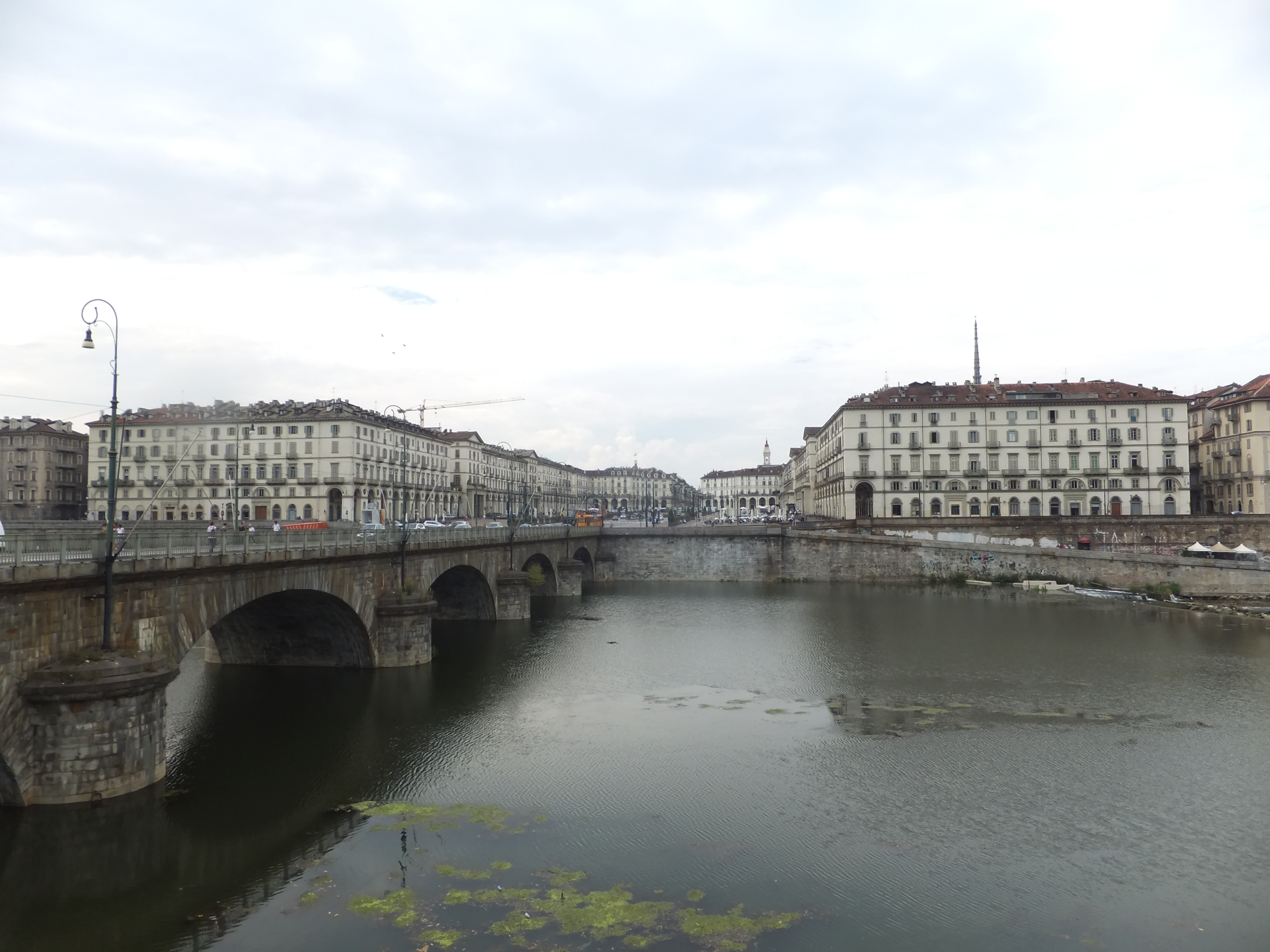
La piazza Vittorio Veneto y el puente de Gran Madre.
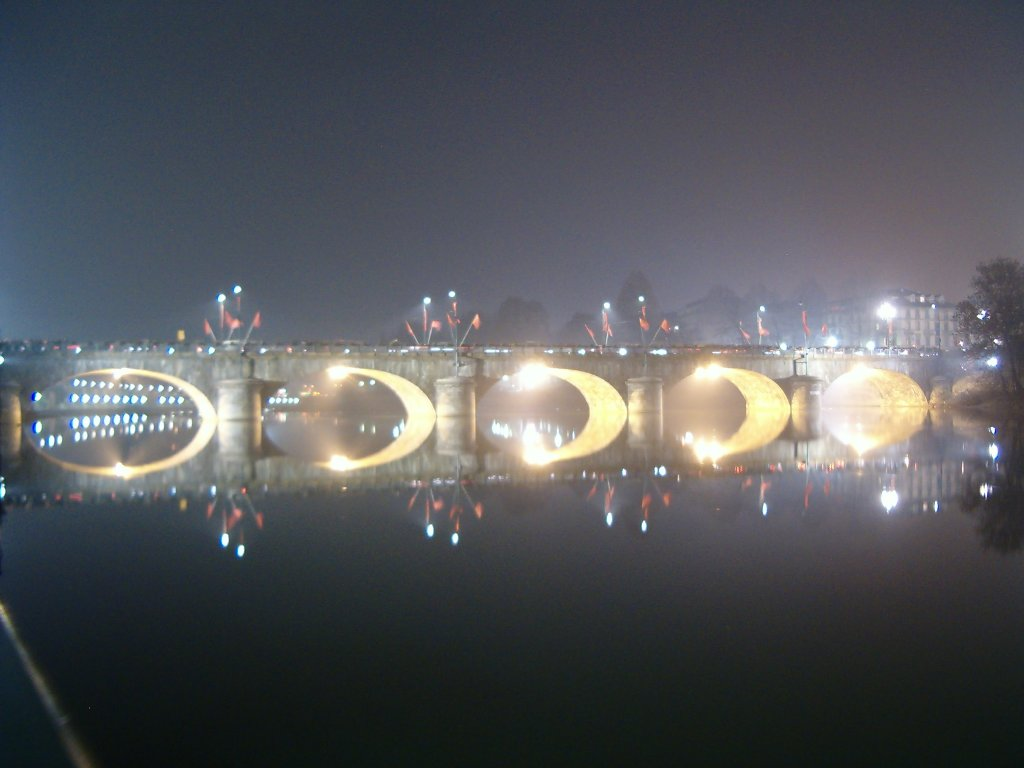
Vista nocturna del puente Umberto I.

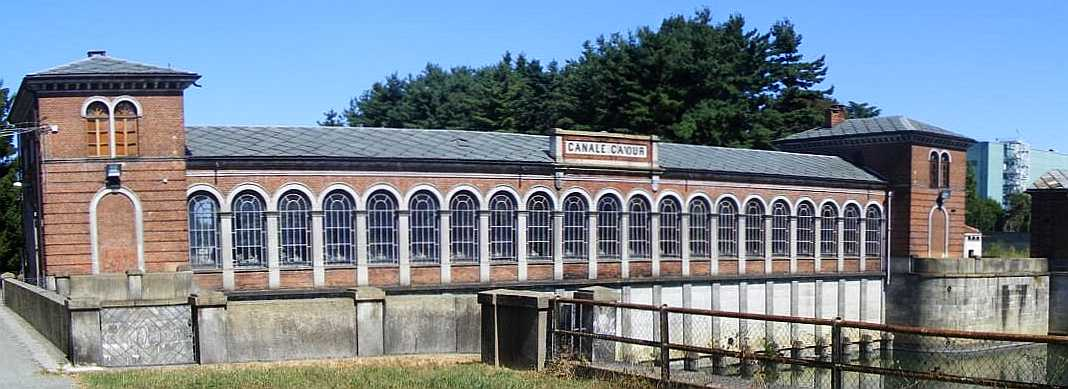
Vista del edificio de la esclusas (boca del canal Cavour) en Chivasso (TO).

Dejada atrás Turín el Po pasa por San Mauro Torinese (18 925 hab.), donde está el parque fluvial Luigi Einadi y donde el dique Cimeno permite derivar agua, por la derecha, al canal Cimeno. El Po continúa bordeando Settimo Torinese (47 785 hab.), Piana San Raffaele y Brandizzo (8297 hab.). Recibe al torrente Malone (47,72 km) y al torrente Orco (89,5 km), que lo abordan casi juntos por la izquierda, en un área protegida como «Reserva natural especial de la confluencia del Orco y del Malone». En la ribera del Orco hay un depósito petroquímico de Esso que puede almacenar 36 000 m³. Al poco el Po, alcanza la ciudad de Chivasso (26 728 hab.), donde nace el canal Cavour, un largo canal de 83,2 km que deriva aguas por la margen izquierda y que se dirige al noreste para la irrigación de cultivos, en especial de arroz, y que acaba desaguando en el río Ticino. Justo en la derivación del canal está la central termoeléctrica de Chivasso, propiedad de ENEL, una central de gas de ciclo combinado renovada en 2015 para reducir sus emisiones. Luego el Po vira hacia el este, siguiendo un tramo en que sus riberas pasan a estar protegidas en el «Parque fluvial del Po y del Orba», con varias reservas naturales más, entre ellas la de la confluencia del Dora Baltea (160 km).
Aquí el río marcará el límite provincial en un tramo entre las provincias de Turín, al sur, y Vercelli, al norte. En este tramo fronterizo llega a Crescentino (7984 hab.) y luego pasa frente a la Central Nuclear Enrico Fermi, construida en 1961–1964, que cuenta con un único reactor de 260 MW, hoy en desmantelamiento por SOGIN. Tras pasar por la pequeña localidad de Trino (7345 hab.), entra en la provincia de Alessandria, en la región histórico-geográfica del Monferrato, que en 2014, fue declarada Patrimonio de la Humanidad por la UNESCO como parte del «Paisaje vitícola del Piamonte: Langhe-Roero y Monferrato». El Po cruza brevemente el Monferrato por su parte septentrional entrando en la llanura vercellesa. Llega enseguida a Pontestura (1485 hab.), Morano sul Po (1530 hab.) y Casale Monferrato (34 437 hab.). Recibe en este tramo, por la derecha, al Stura del Monferrato (36,7 km). Sigue por Frassineto Po (1463 hab.) y luego se ve reforzado por el aporte del río Sesia (138 km), que le aborda por la margen izquierda, llegando desde el norte, en el límite provincial entre Vercelli y Pavia, comenzando a tener el Po dimensiones majestuosas.

El Po en el Piamonte después de Turín
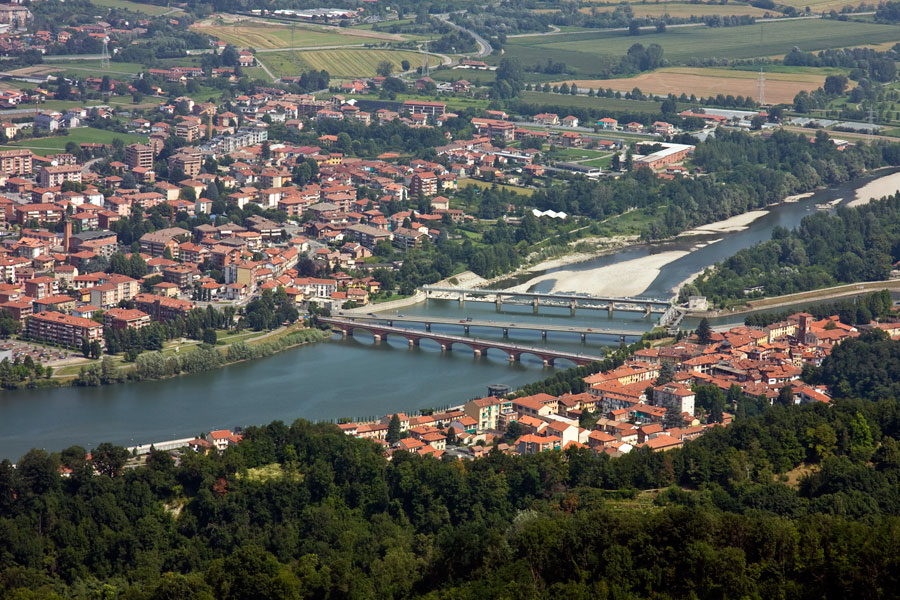
El Po en San Mauro Torinese.
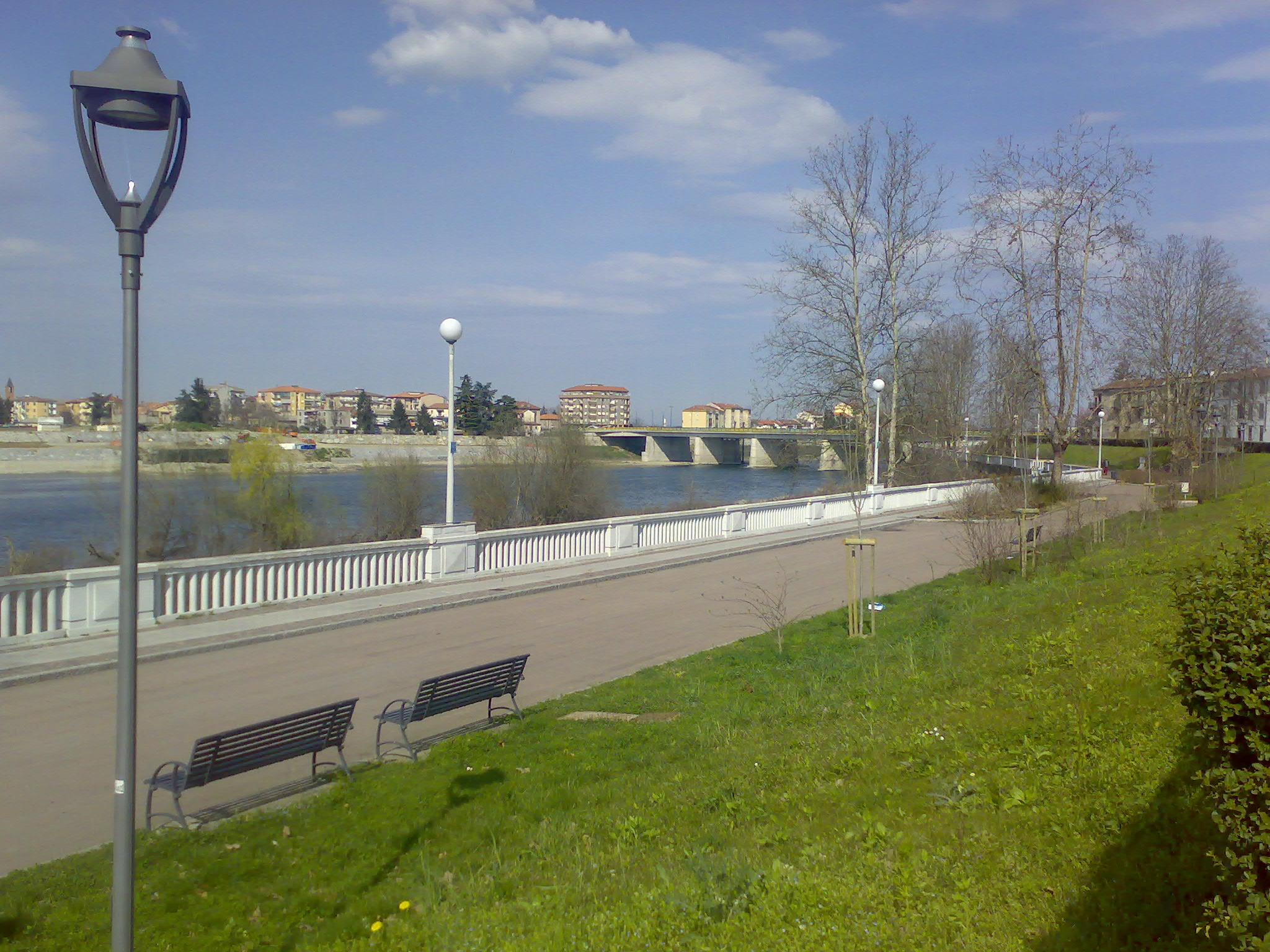
Lungo Po en Casale Monferrato.
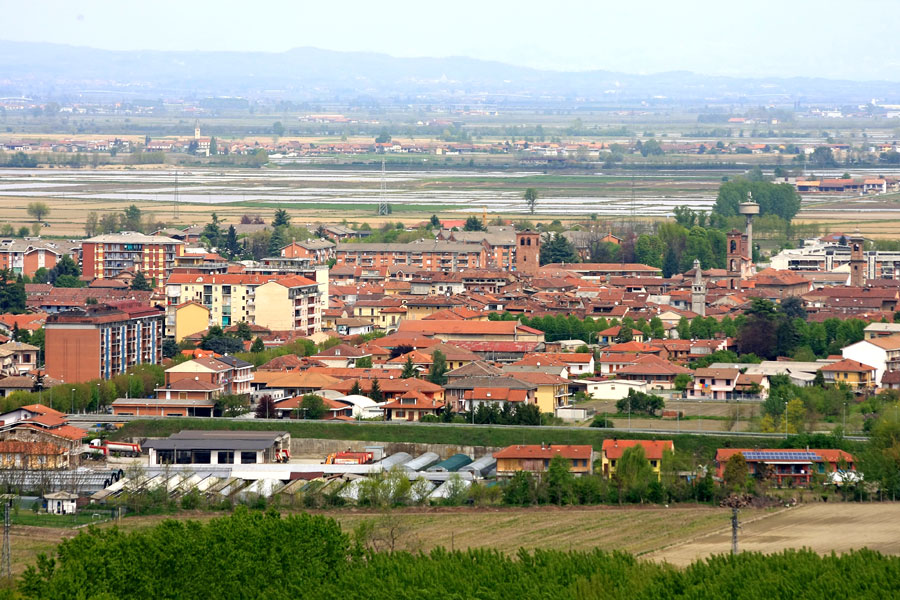
El río pasando por Crescentino.
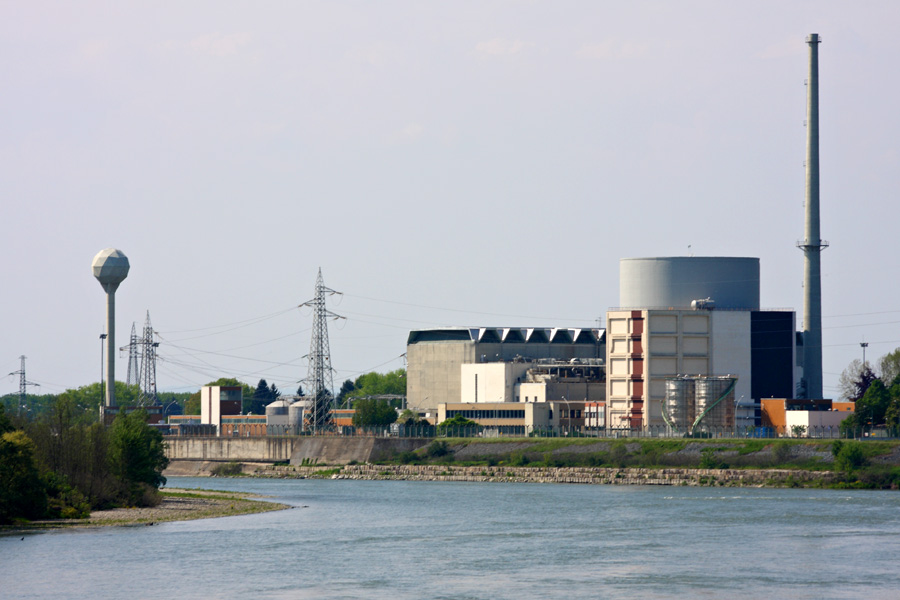
Central Nuclear Enrico Fermi.
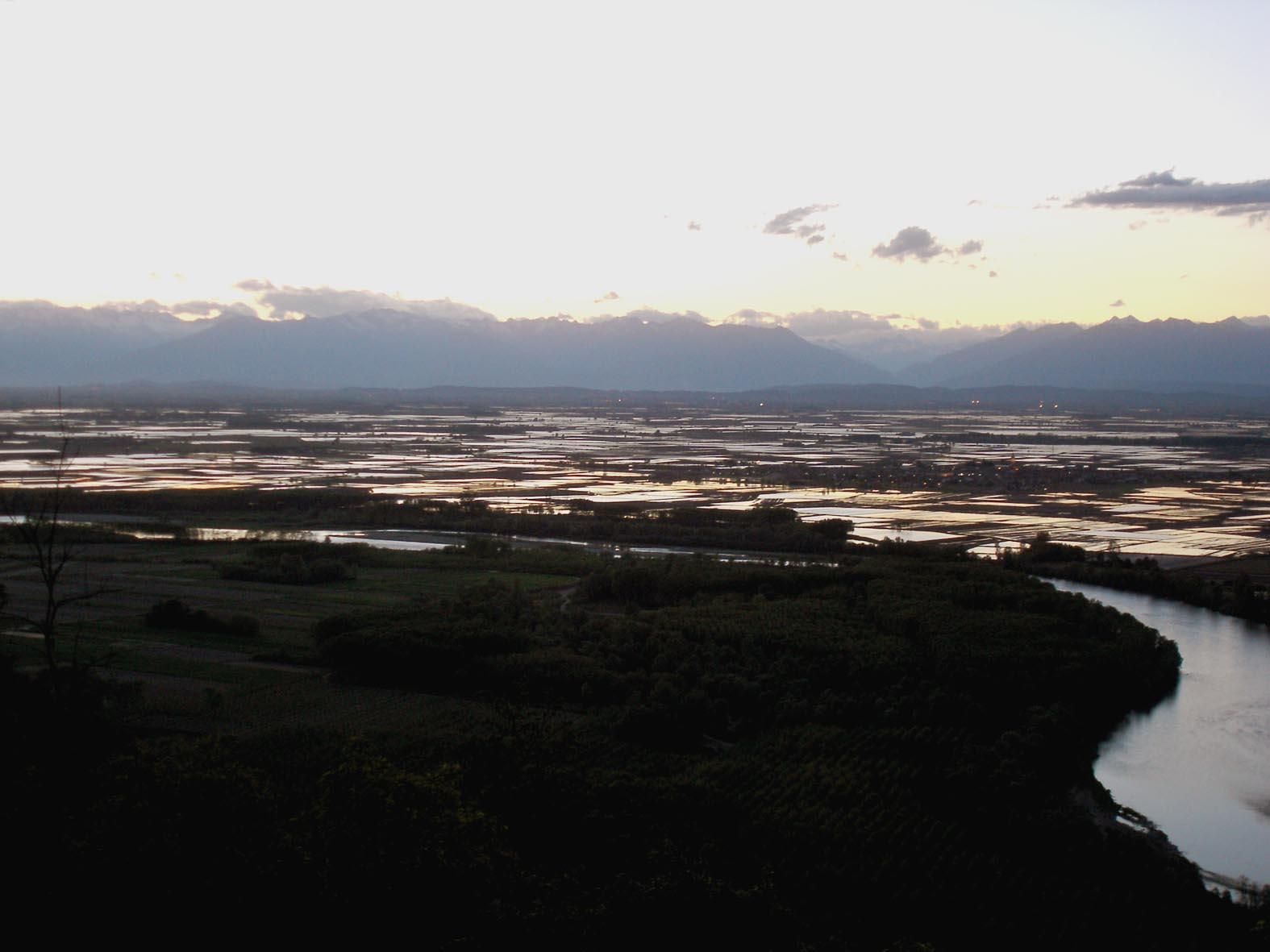
Los campos de arroz en Trino.

#### Curso límite regional Piamonte-Lombardía

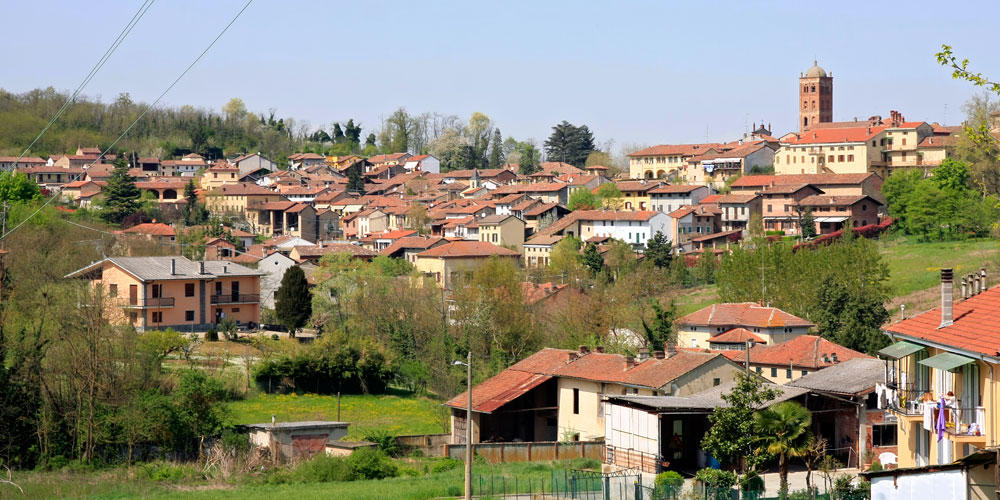
Vista de Pomaro Monferrato, una de las localidades de la alta ribera derecha.

Después de esta confluencia con el Sesia el Po vira casi hacia el sur, en un tramo en el que marcará, durante varias decenas kilómetros, el límite entre las regiones del Piamonte (provincia de Alessandria, al sur) y Lombardía (provincia de Pavia, al norte). El río prosigue su lento avance pasando por Breme (AL) (872 hab.), donde en 929 se fundó una importante abadía que ha llegado hasta hoy. La ribera izquierda forma parte de la región histórico-geográfica de la Lomellina, situada frente a las últimas estribaciones del Monferrato, en la orilla occidental, que el Po bordea pasando a los pies de Valmacca (1040 hab.), Bozzole (326 hab., Pomaro Monferrato (386 hab.), pequeñas localidades localizadas todas. Luego llega a Valenza (19 178 hab.) una histórica ciudad que cambió muchas veces de manos a lo largo de la historia entre italianos, españoles y franceses.
Tras pasar por la «Reserva Natural Integral Garzaia di Valenza», el Po se encamina definitivamente hacia el este y pasa a poca distancia de Frascarolo (1241 hab.), donde aún se conserva un buen castillo medieval que ya ha perdido su primigenia estampa defensiva. Sigue después por Mugarone (1772 hab. en 2010) y Bassignana (1772 hab.) y luego, gracias al aporte del río Tanaro (276 km), su principal afluente por la derecha que le aborda llegando desde el sur, ya tiene un gran caudal (más de 500 m³/s). Pasa por las pequeñas localidades de Capraglia, Isola Sant'Antonio (742 hab. en 2011) y Cornale (747 hab. en 2010), donde recibe por la derecha al pequeño torrente Scrivia (117,2 km), en un punto que marca el lugar en que el Po se hace plenamente lombardo, adentrándose en la provincia de Pavia.

#### Curso en Lombardía

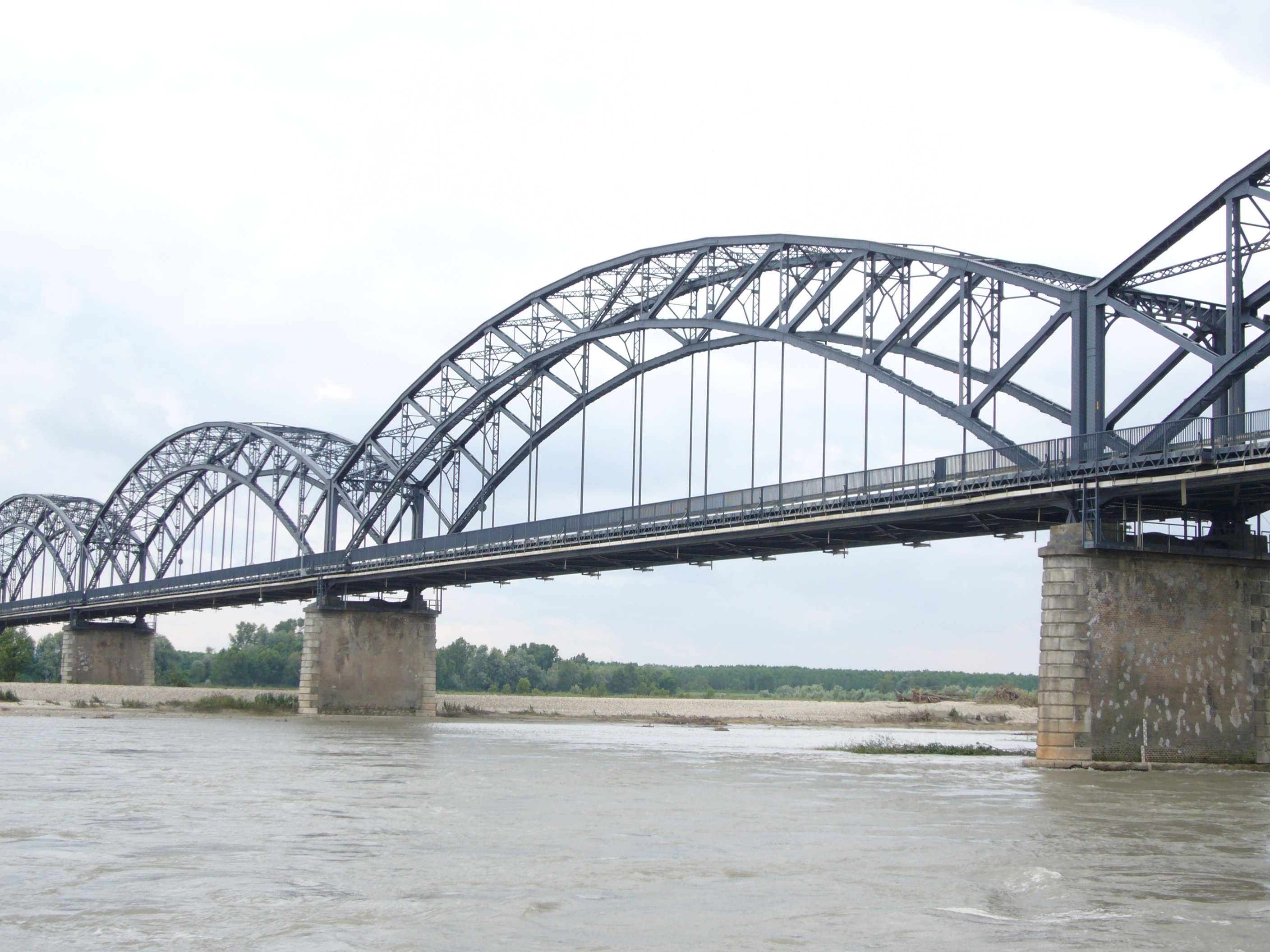
Puente sobre el Po en Balossa Bigli.

Ya en la provincia de Pavía, casi frente a la boca del Scrivia, en la margen izquierda, está la confluencia con el Agogna (140 km), en la pequeña localidad de Balossa Bigli de la comuna de Mezzana Bigli. Tras dejar atrás Ghiaie, recibe por la derecha al río Staffora (65 km). La Autostrada A7 (Génova-Milán) cruza luego el Po, que sigue por las pequeñas localidades de Mezzana Robattone, Bastida Pancarana (1047 hab. en 2010) y Mezzana Corti. Luego recibe por la derecha al corto y escaso torrente Coppa (32 km), en Bressana Bottarone (3560 hab. en 2010). En Mezzanino (1509 hab. en 2010) desagua, por la derecha, el pequeño torrente Scuropasso (30 km) y al poco, en Vaccarizza, recibe, por la izquierda, al río Ticino (248 km), el río que baña la capital Pavía situada al norte a menos de 4 km del curso del Po. El Ticino es su principal afluente por volumen de agua y hace que el Po pase a ser navegable (gracias a que su caudal es de más de 900 m³/s) también para grandes barcos hasta la desembocadura. Continúa el Po su avance, y tras recibir por la derecha en Portalbera (1577 hab. en 2010) al corto torrente Versa (12 km), pasa frente a San Zenone al Po (625 hab. en 2010), donde recibe por la izquierda al corto Olona inferior o meridional (36 km) (no confundir con el cercano y más largo Olona, un afluente del Lambro). Sigue luego por Parpanese, donde su curso pasa a ser de nuevo límite regional.

#### Curso límite regional Lombardía-Emilia-Romaña

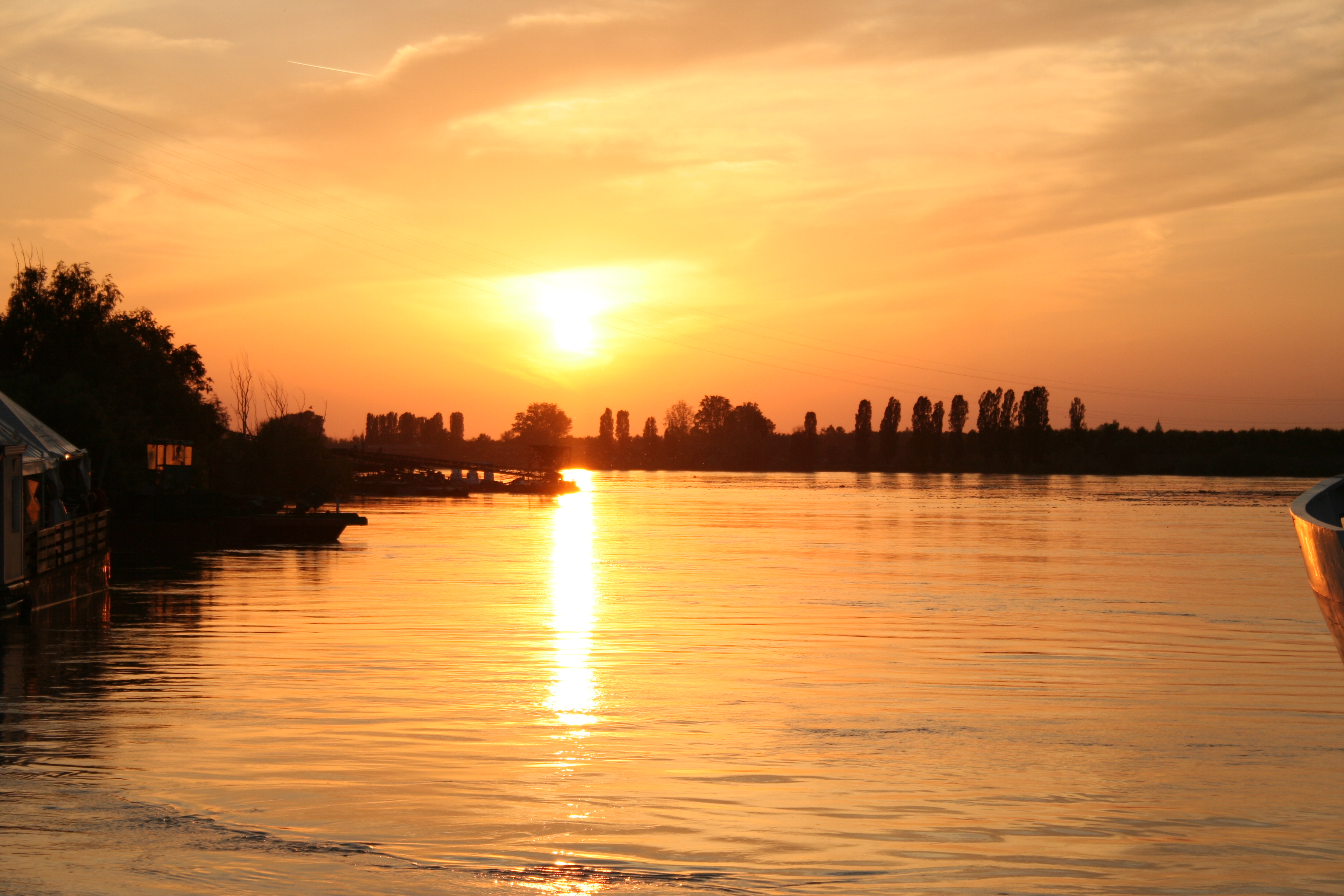
El río Po en Boretto.

El curso del Po marca de nuevo el límite regional, esta vez entre Lombardía, al norte, y Emilia-Romaña, al sur. Tras recibir primero por la derecha al torrente Tidone (47 km), a partir de la confluencia en Orio Litta por la izquierda con el río Lambro (130 km), el Po es el límite lombardo de la provincia de Lodi. Recibe después por la derecha al río Trebbia (118 km) justo antes de entrar en Piacenza (102 191 hab. en 2015), la capital provincial y ciudad más poblada en este tramo. Sigue por Mortizza y recibe a continuación, por la derecha, al río Nure (75 km). Pasa al poco frente a otra planta nuclear, la central nuclear de Caorso (la más potente y moderna de Italia en su día, cerrada en 1990 por decisión popular tras el referéndum de 1987 y desde el 1999 en desmantelamiento por SOGIN como la de Trino), localizada en la confluencia con el torrente Chiavenna (52 km), que también llega por la derecha. Tras pasar por la localidad de San Nazzaro, llega a la isla Serafini,  en Castelnuovo Bocca d'Adda, pero que se extiende unos 10 km² en el municipio de Monticelli d'Ongina. Recibe después, por la margen izquierda y en la ribera septentrional de la isla, al río Adda (313 km), un punto que marca la entrada en la provincia de Cremona. Alcanza luego enseguida la capital provincial, Cremona (71 901 hab. en 2016), otra de las importantes ciudades de este tramo medio, donde atraviesa una serie de canales denominados navigli, que le dan un aspecto muy característico a la zona.
El Po recibe después, por la ribera derecha, al río Arda (56 km), en un punto que marca la frontera entre las provincias de Piacenza y Parma y poco antes de pasar frente a Polesine Parmense (1432 hab. en 2014). Sigue por Zibello (1833 hab. en 2014) e Isole Pescaroli y luego le aborda, por la derecha y llegando desde los Apeninos genoveses, el río Taro (126 km) en la pequeña Gramignazzo, comuna de Sissa. Continúa el Po por Casalmaggiore (15 407 hab. en 2014), Isolone y Cicognara, casi frente a la boca del torrente Parma (92 km), que aborda al Po por la derecha llegando desde el sur y tras haber pasado por la capital provincial homónima, Parma (193 343 hab. en 2016), localizada a unos 20 km del Po. Abandona luego el Po por la ribera septentrional la lombarda provincia de Cremona y entra en la provincia de Mantua. Luego pasa por Viadana (20 083 hab. en 2014), Brescello y Boretto (5315 hab. en 2014), donde recibe, por la derecha, al río Enza (93 km). Sigue por Guastalla (15 225 hab. en 2015), localizada justo después de haber recibido por la margen derecha al torrente Crostolo (55 km). Tras pasar por Luzzara (9318 hab. en 2014), su curso deja de ser límite regional para adentrarse totalmente en la provincia de Mantua, de nuevo enteramente en Lombardía.

El Po en el límite Lombardía-Emilia-Romaña
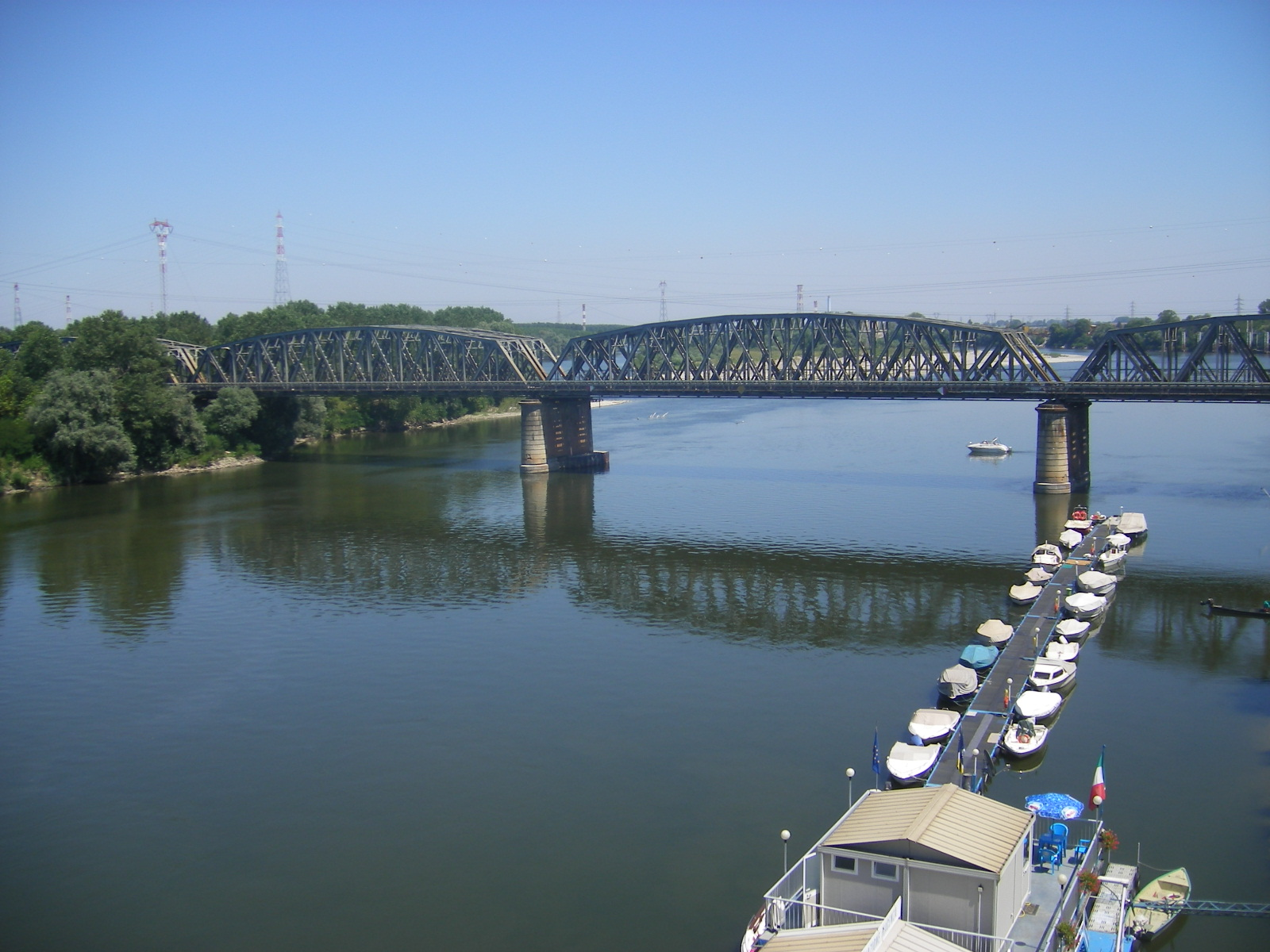
Puente ferroviario en Piacenza.
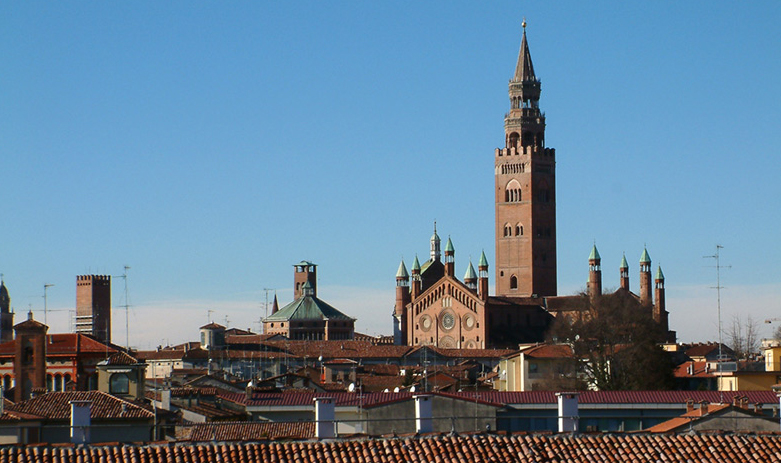
Cremona, una de las ciudades históricas que baña el Po.
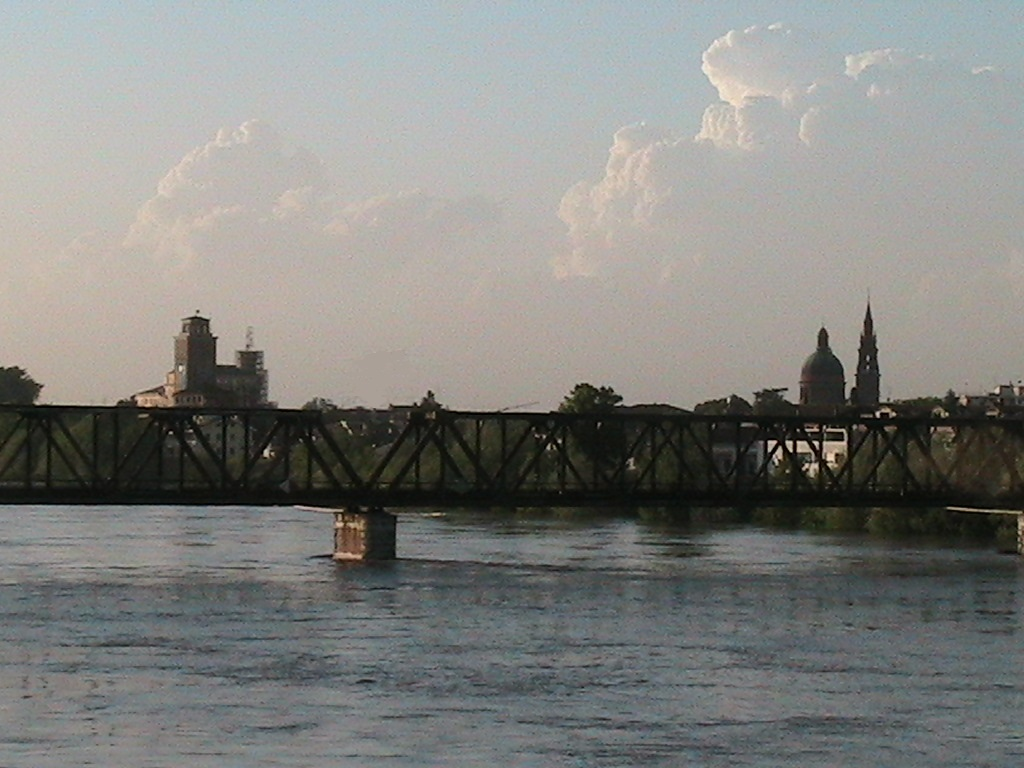
El Po, en crecida, en Casalmaggiore.
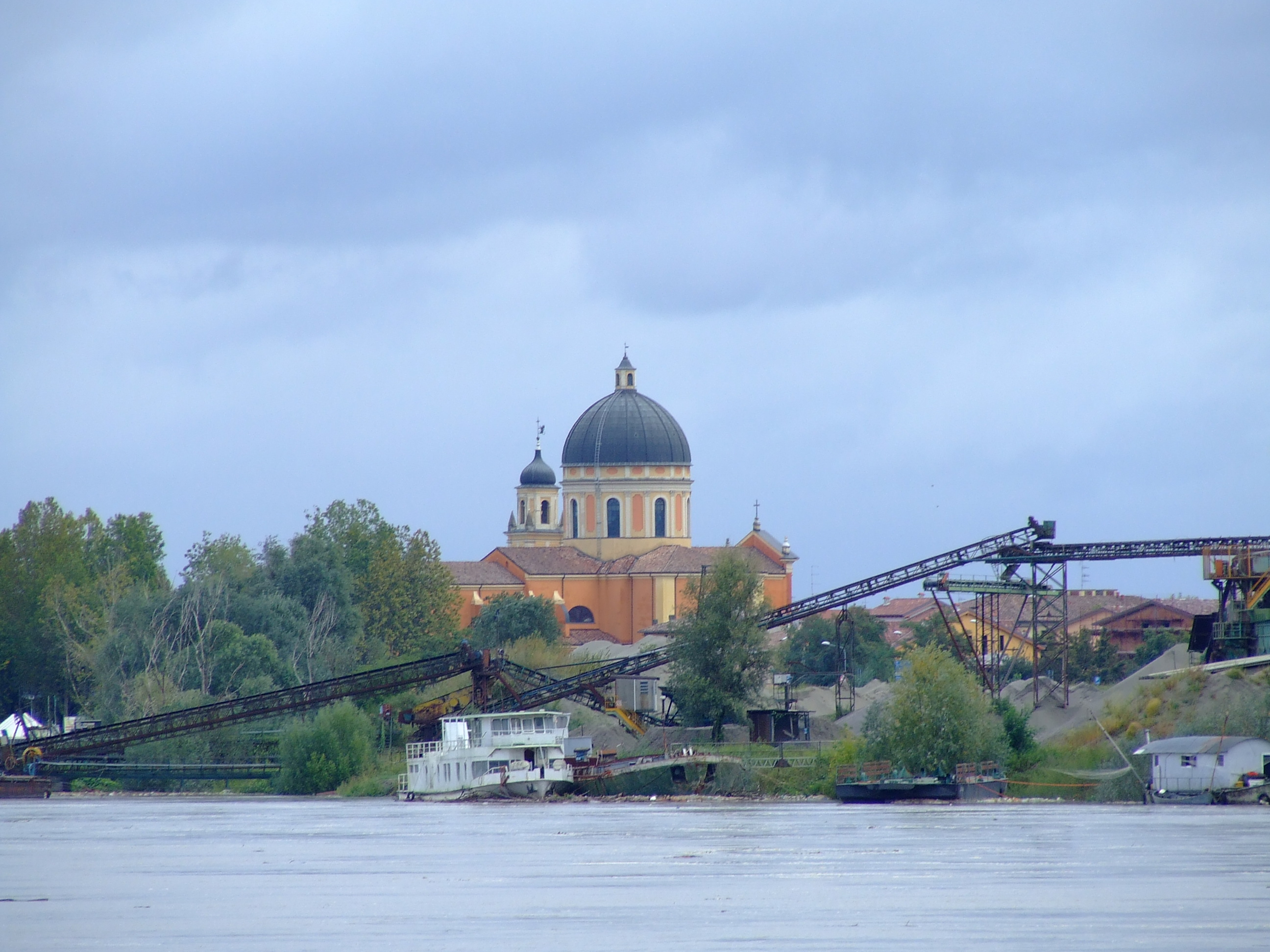
Boretto, visto desde Viadana.
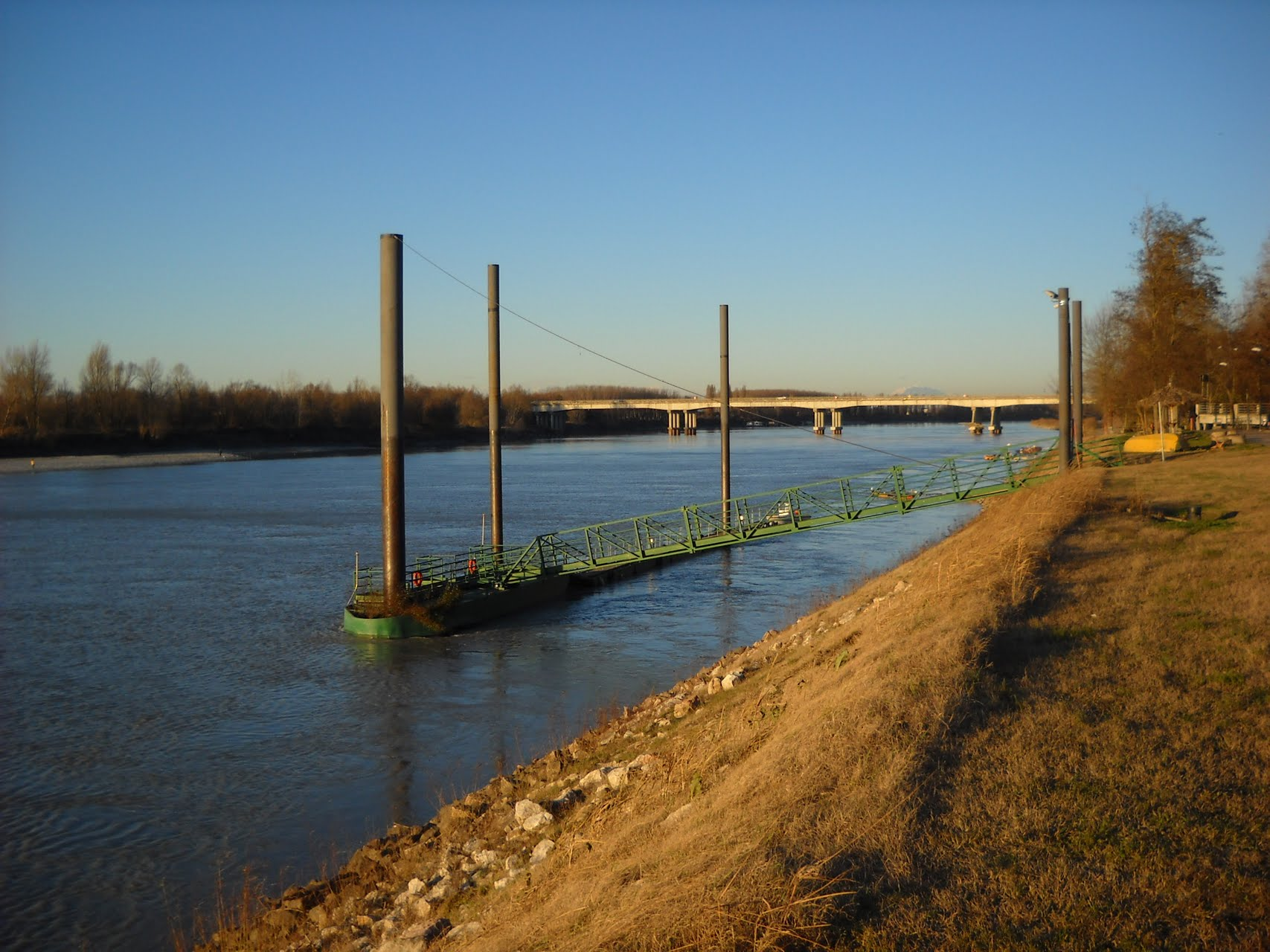
El río en Guastalla.

#### Curso en Lombardía (2.º tramo)

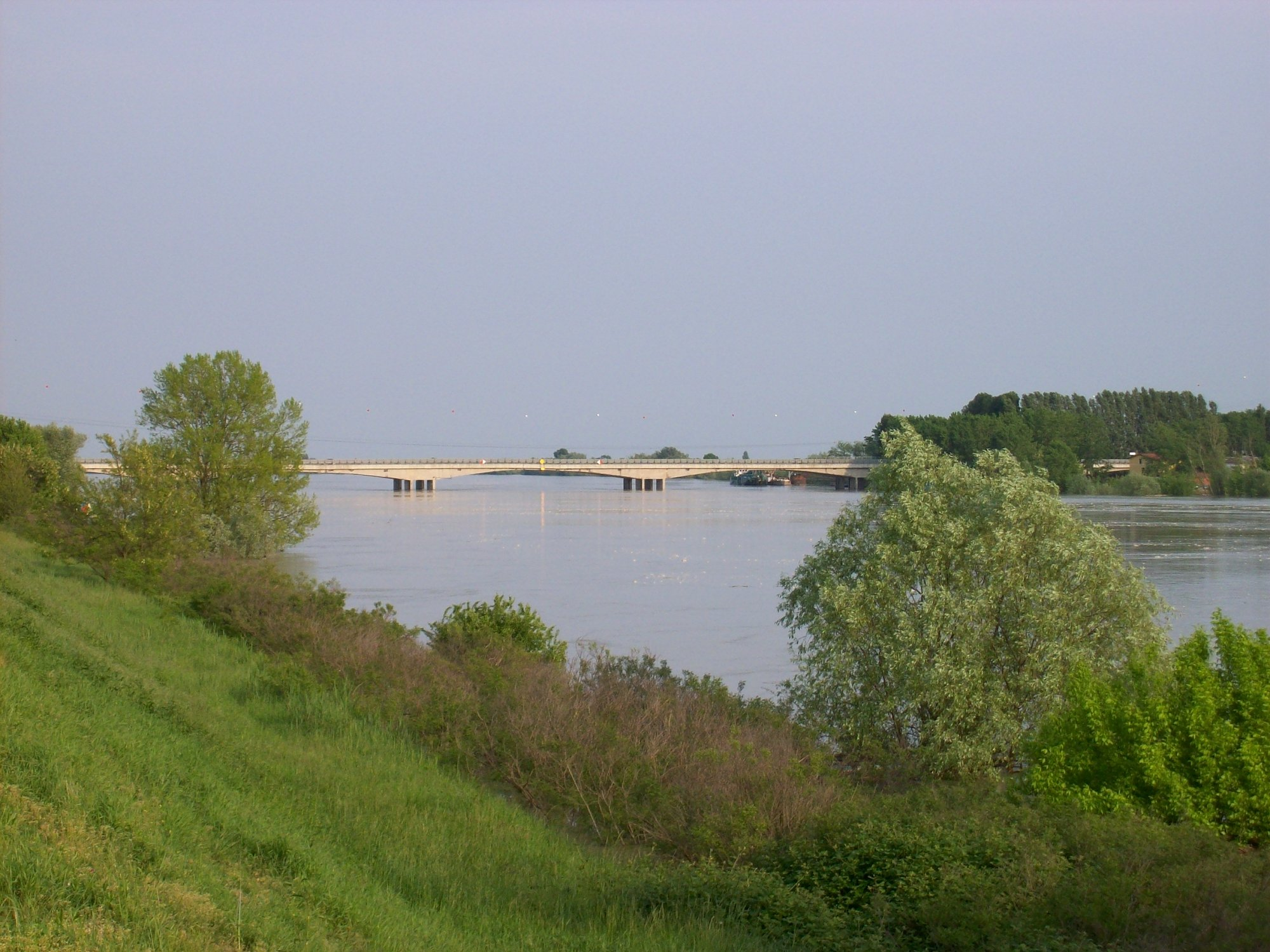
Puente de la SP413 sobre el Po en San Benedetto Po.

Sigue el Po su avance por la provincia de Mantua y, tras pasar frente a Suzzara (21 129 hab. en 2014) y la pequeña Cizzolo, recibe, por la izquierda, al río Oglio (265 km), en un área protegida desde 1988 como parque regional, el Parco dell'Oglio Sud. Sigue por las localidades de Borgoforte (3562 hab. en 2010), Moteggiana, Portiolo, San Giaccomo Po, San Benedetto Po (7486 hab. en 2014) y Correggio Micheli. Luego recibe, también por la izquierda, al río Mincio (75 km, pero que alcanza los 194 km, considerando el sistema Sarca-lago de Garda-Mincio). Tras recibir por la derecha al río Secchia (172 km), continúa el Po por Ostiglia (6830 hab. en 2015), Revere (2594 hab. en 2010), y Borgofranco sul Po (803 hab. en 2010), donde el río pasa a ser de nuevo límite regional, esta vez entre la provincia lombarda de Mantua y la provincia véneta de Rovigo.

#### Curso límite regional Lombardía-Véneto

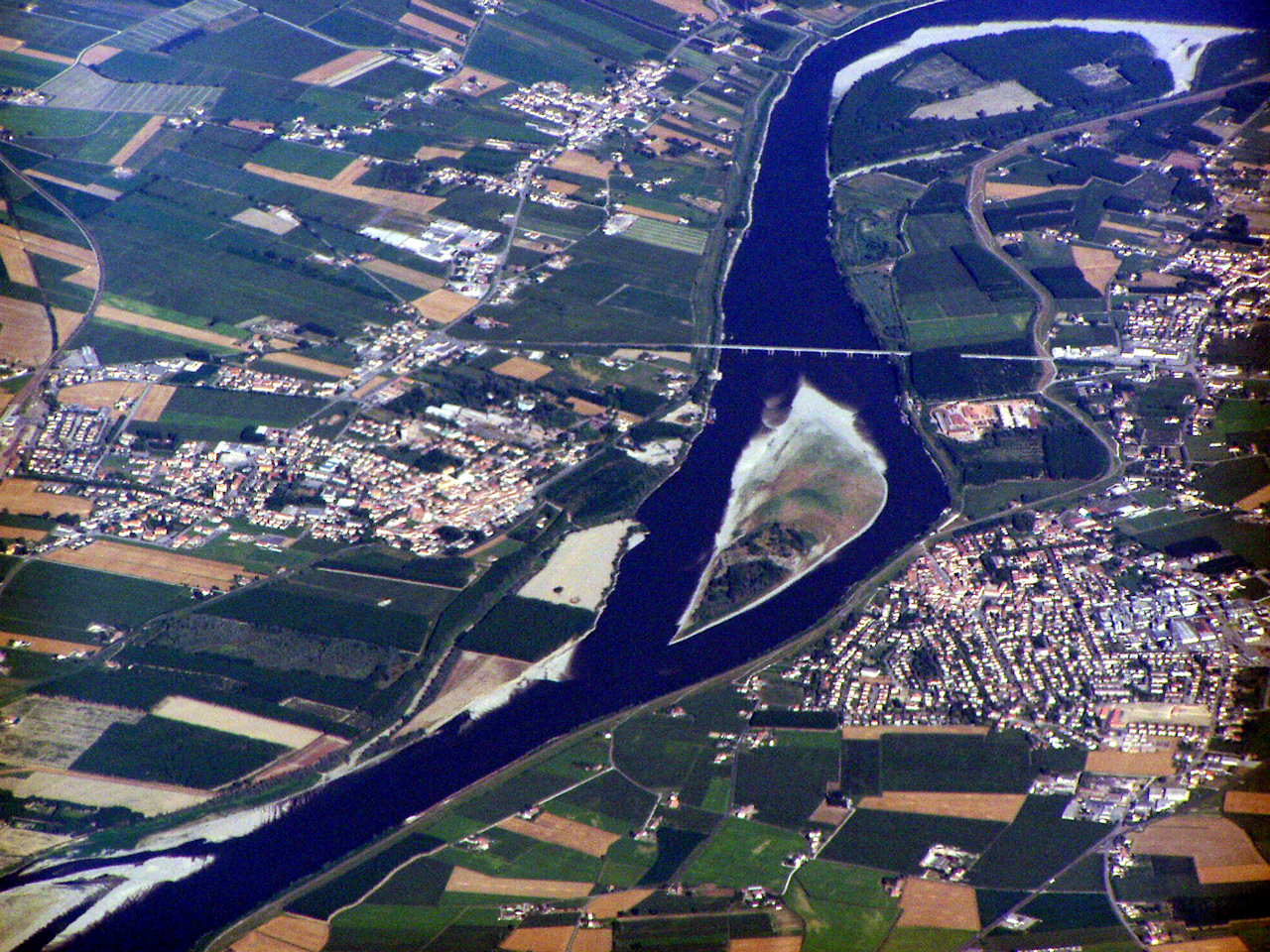
Castelmassa y Sermide, en ambas riberas del Po.

Sigue el Po su pausado avance hacia el este llegando a las pequeñas localidades de Carbonara di Po, Bergantino (2572 hab. en 2014), Carbonara di Po (1344 hab. en 2010) y las gemelas Castelmassa (4287 hab. en 2014) y Sermide (6428 hab. en 2010), enfrentadas a ambos lados del Po. Tras pasar frente a Stellata, el Po vuelve a ser límite regional, de nuevo de la Lombardía, aunque esta vez con el Véneto, con la provincia de Ferrara, en el sur. En Stellata el Po se ramificaba en un ramal del antiguo delta, ahora fósil, del Po di Volano, que atraviesa la ciudad de Ferrara y desagua en el Lido di Volano. Este ramal está ahora casi totalmente canalizado.

#### Curso límite regional Emilia-Romaña-Véneto
Nada más entrar en la provincia de Ferrara recibe por la margen derecha al río Panaro (148 km), casi en la misma embocadura del Cavo Napoleónico, un canal de 18 km comenzado a construir entre 1806-1814 (aunque finalizado en 1954-1963) que conecta con el río Reno.  De traza casi horizontal y con suficiente anchura, funciona como aliviadero bidireccional que puede evacuar entre ambas cuencas hasta 1000 m³/s. Sigue después el Po llegando a Ravalle, Zampine, Occhiobello (11 915 hab. en 2014), Santa Maria Maddalena y su gemela Pontelagoscuro. Aquí, el canal Boicelli conecta el Po con la capital Ferrara (133 155 hab. en 2016), localizada a menos de 4 km al sur, en un trayecto que corresponde al antiguo curso del Po di Volano. Luego el Po llega a Francolino, Fossa d'Albero, Alberone, Polesella (4075 hab. en 2014), Crespino (1910 hab. en 2014), Villanova Marchesana (964 hab. en 2014) y Berra (4954 hab. en 2014). A partir de aquí el Po se divide en dos, siguiendo el río principal hacia el este y yendo al sur el ramal del Po di Goro, dejando entre ambos la gran isla de Ariano, una isla aluvial de 178 km². Este punto se considera el comienzo del delta del Po.

El Po en el límite Emilia-Romaña-Véneto
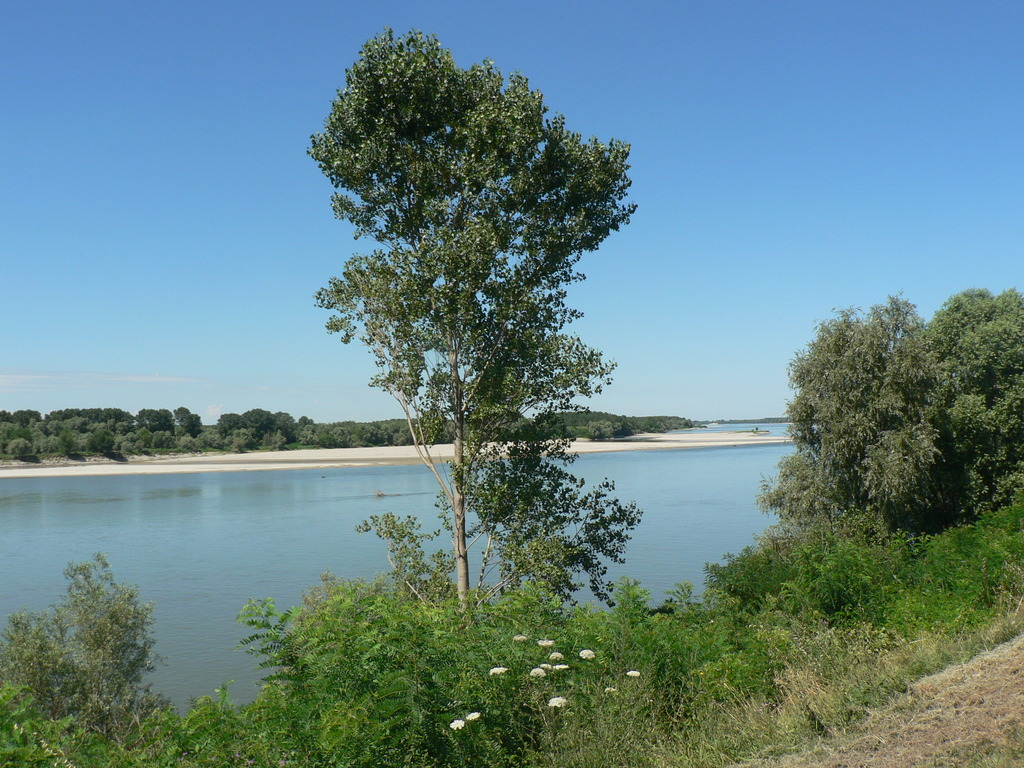
El Po en las proximidades de Occhiobello.
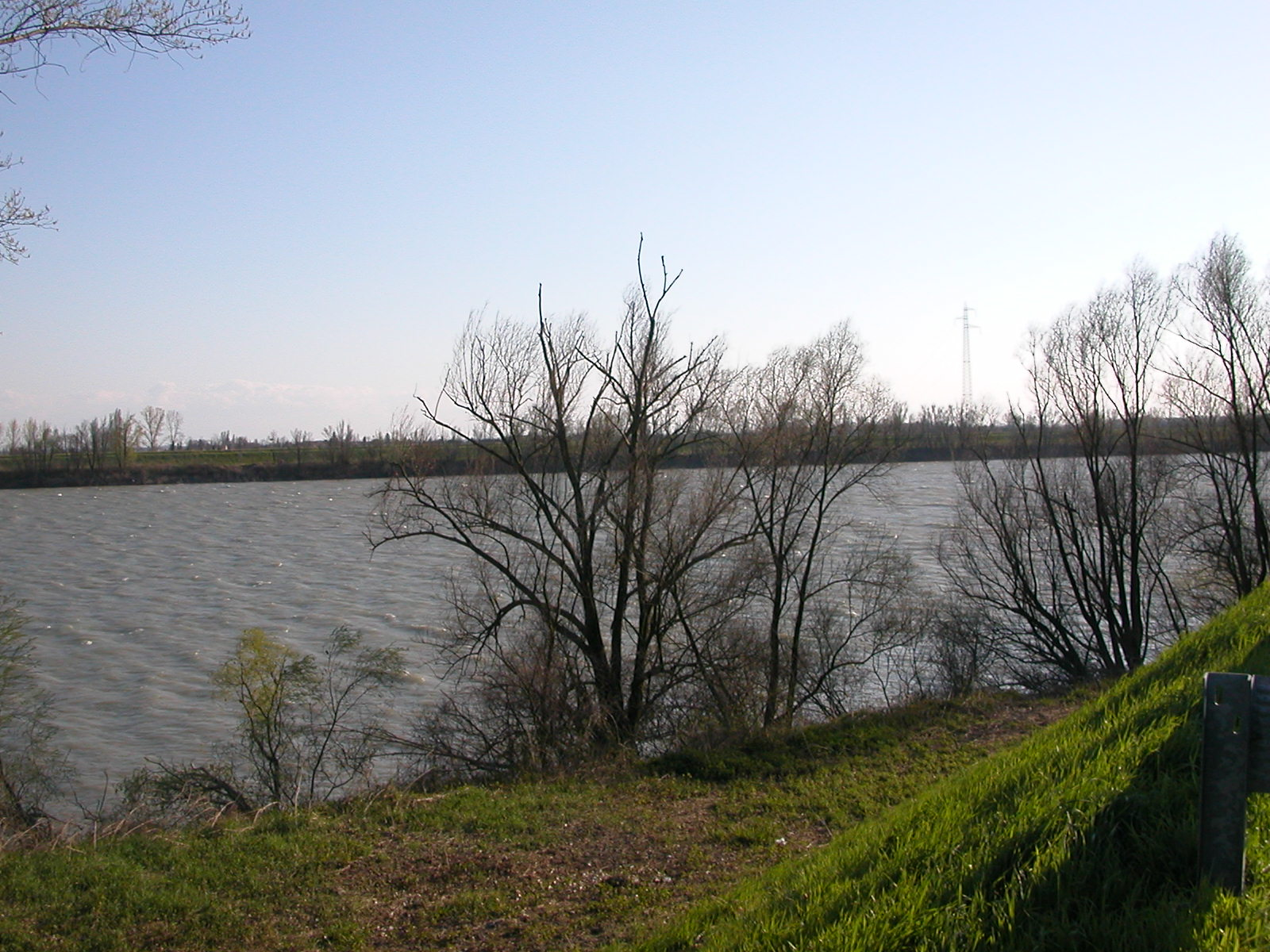
El Po en Polesella.
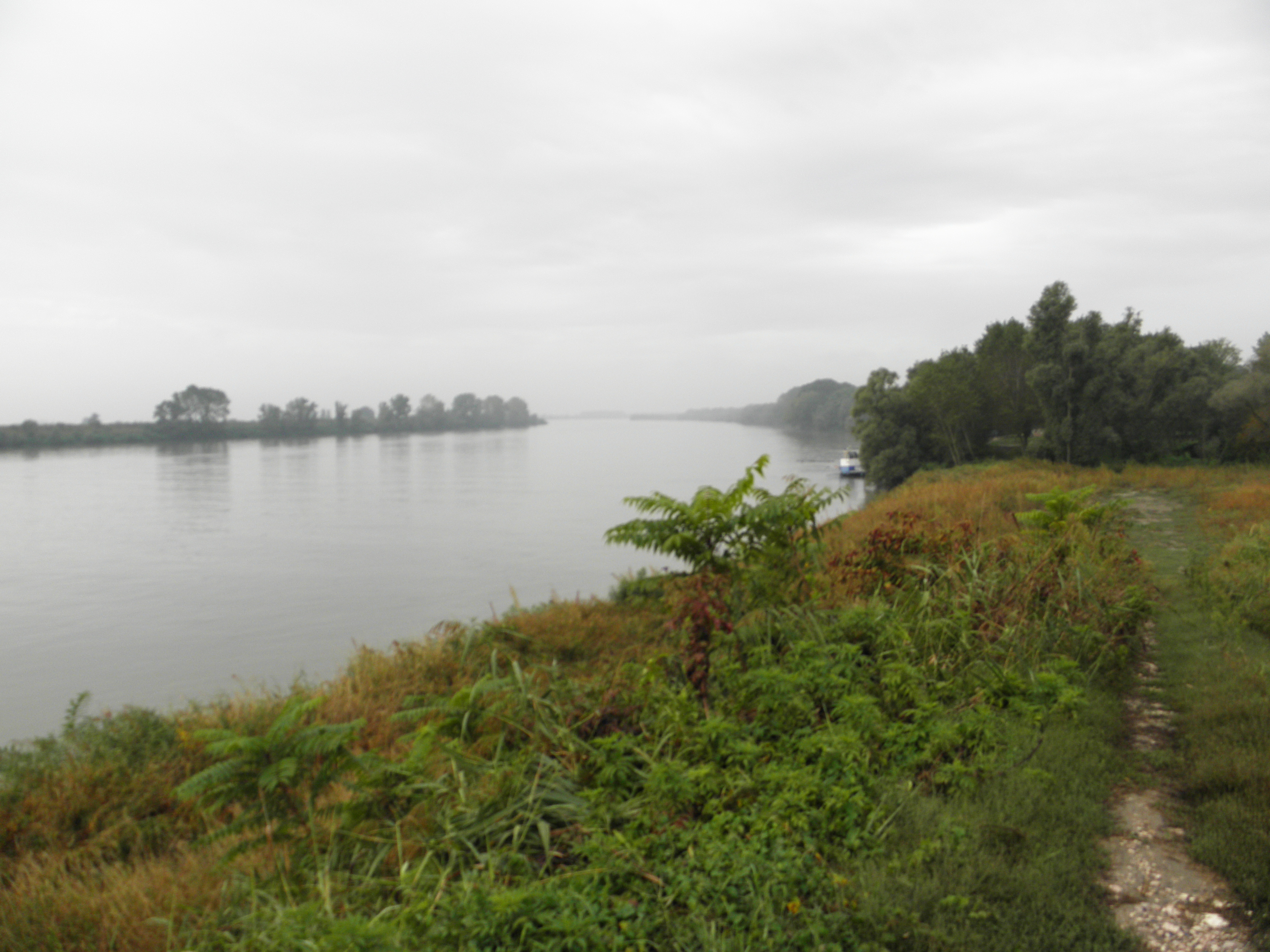
El Po en Villanova Marchesana.

#### Curso en el Véneto

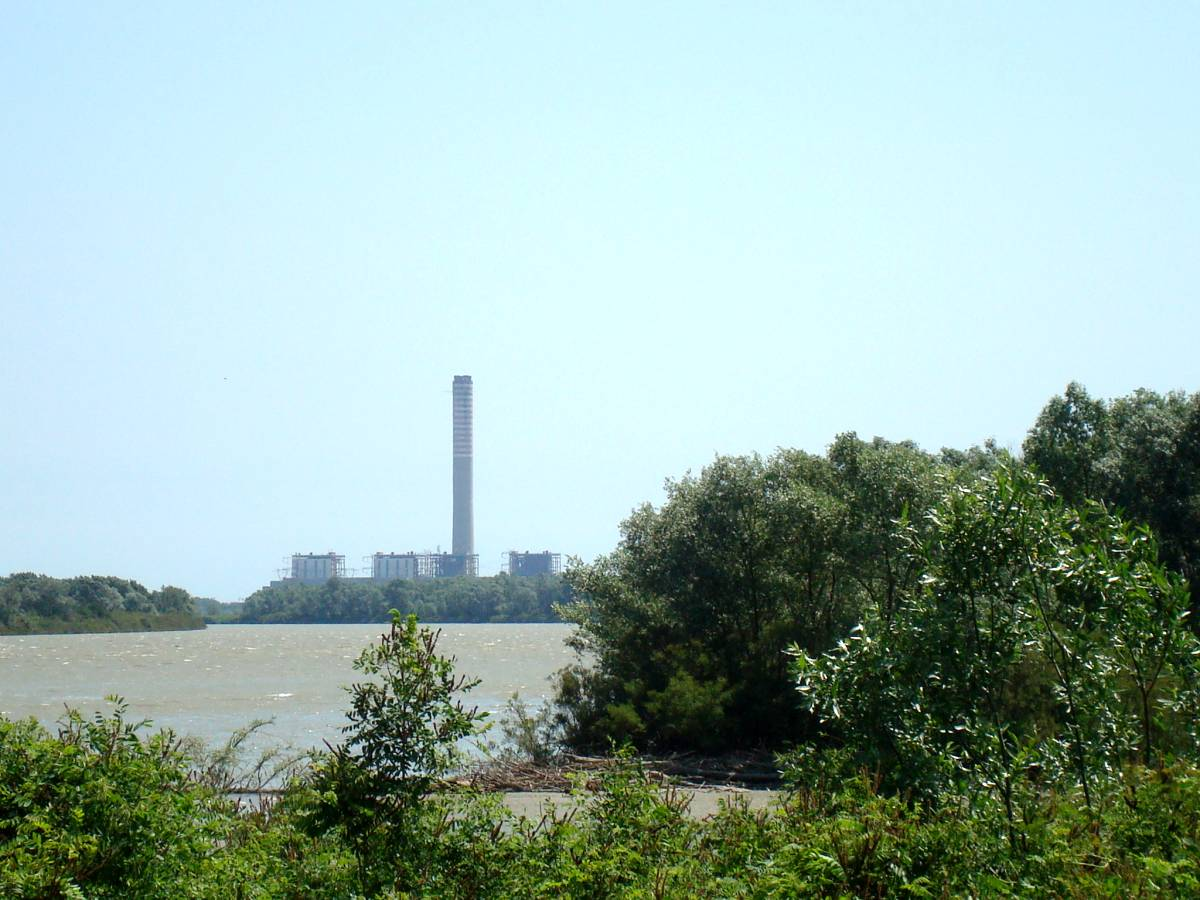
Central de Polesine a orillas del Po.

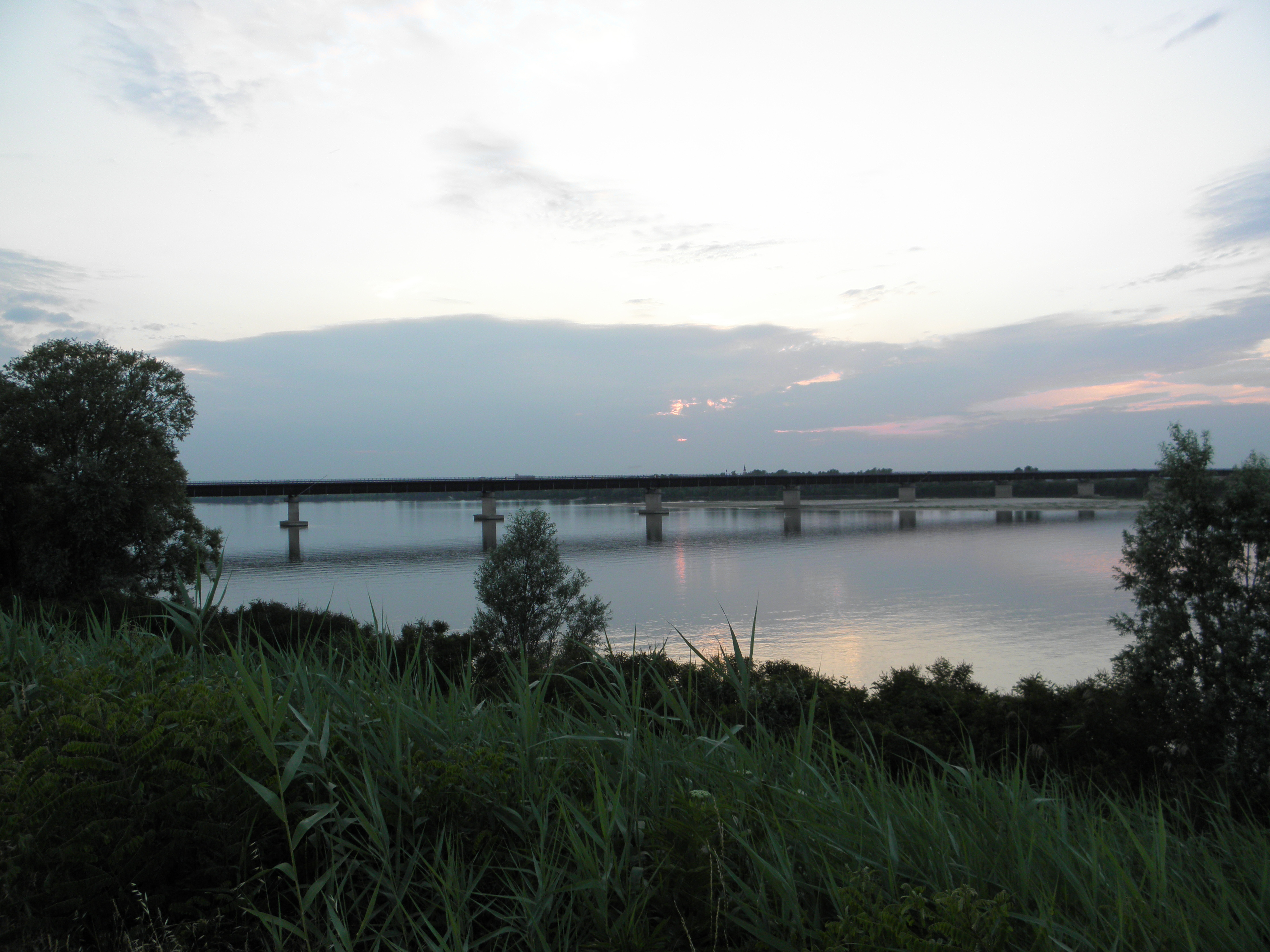
Puente de la provincial 495 en Corbola.

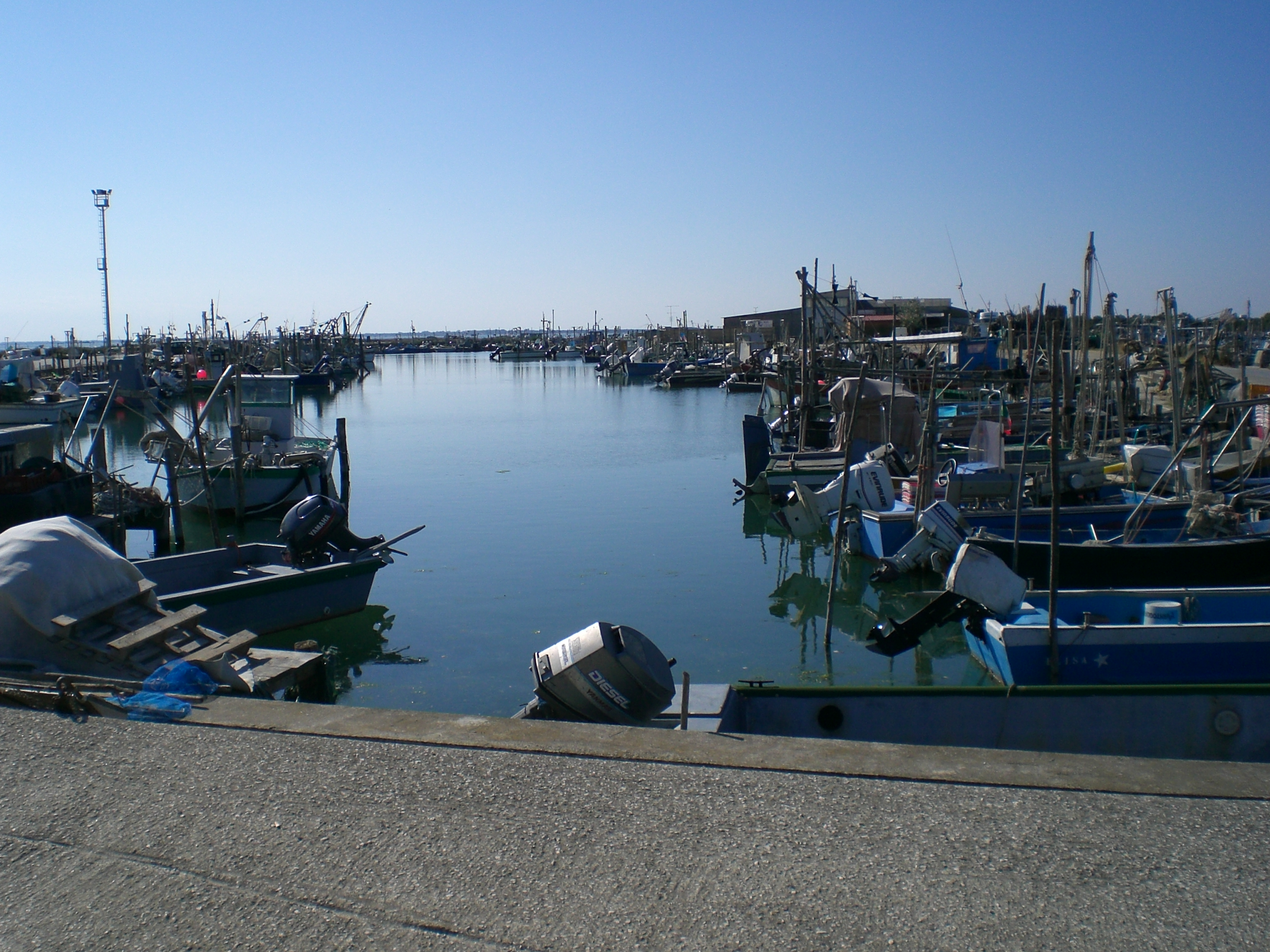
Puerto de Gorino, en Goro.

Aquí el río comienza su amplio delta (380 km²), en que se irá dividiendo en cinco ramas principales (Po di Maestra, Po della Pila, Po delle Tolle, Po di Gnocca y Po di Goro) y 14 bocas; una rama secundaria adicional (el Po di Volano) que atraviesa la ciudad de Ferrara, está ahora inactiva. El gran río desagua luego en el mar Adriático, cruzando los territorios pertenecientes a los municipios de Ariano nel Polesine, Goro (3828 hab. en 2014), Porto Tolle, Taglio di Po y Porto Viro. El delta fluvial, por su gran valor ambiental, ha sido declarado Patrimonio de la Humanidad por la UNESCO.
El ramal principal del Po deja de ser límite regional y entra totalmente en la provincia de Rovigo, en un tramo enteramente parte del Parque Regional véneto del Delta del Po. El curso principal sigue en este tramo final pasando frente a Corbola (2461 hab. en 2014), Curicchi, Mazzorno, Mazzorno Sinistro y Cavanella Po, donde arranca el ramal del Po di Levante, que pasa frente a Porto Viro (14 591 hab. en 2014). Sigue el curso principal por Taglio di Po (8351 hab. en 2014) y la gemela Contarina, al otro lado del río, pasando por Ca' Capellino, Veniero y Villareggia (1015 hab. en 2010), localizada frente a la boca del ramal de Po della Donzella. El Po continúa por Porto Tolle (9920 hab. en 2014), Tolle y Ca' Dolfin, justo antes de desaguar en el mar Adriático.
Resumidamente, el Po cruza (desde la fuente hasta la boca) 13 provincias: Cuneo, Turín, Vercelli y Alessandria (región de Piamonte), Pavia, Lodi, Cremona y Mantua (región de Lombardía), Piacenza, Parma, Reggio Emilia y Ferrara (región de Emilia-Romagna) y Rovigo (región del Véneto). Son 183 municipios ribereños (que tocan las orillas del río) pertenecientes a las citadas 13 provincias bañadas por el Po.

### Principales afluentes del Po
El Po tiene oficilamente 141 afluentes, de los que los más importantes, por longitud, cuenca o caudal, son los que siguen.

#### Afluentes de la izquierda
- Pellice, abundante torrente de 60 km de longitud, que con su afluente el Chisone, lleva al Po un promedio de 22,3 m³/s;

- Sangone, torrente de unos 47 km que desemboca en el Po entre Turín y Moncalieri;

- Dora Riparia, deriva su nombre de una de sus fuentes: el Ripa. Desde su surgente, que se encuentra entre los tres pasos del Monginevro, Colle del Frejus y Moncenisio, desciende por el Valle di Susa y desemboca en el Po, en Turín, con un caudal medio de 26 m³/s;

- Stura di Lanzo, que se origina un poco al sur del Gran Paradiso de la unión de las ramas del Viù, del Ala y del Valgrande y que, después de 65 km de curso, entra en el Po con un copioso caudal medio de 32 m³/s;

- Orco, otro río de la zona de Turín que nace en Gran Paradiso y después de unos 100 km de curso desemboca en el Po en Chivasso aportando una media de 24 m³/s;[21]

- Dora Baltea, importante río que fluye desde el Mont Blanc y está ricamente alimentado por los extensos glaciares del Monte Rosa, del Cervino y del Gran Paradiso. Toma su nombre del Balteo, que desciende desde el valle lateral del col del Pequeño San Bernardo, discurre por el Valle d'Aosta y entra en la llanura cerca de Ivrea. Al Po vierte mediamente, después de 160 km de curso drenando una cuenca de 4322 km², unos 110 m³/s, convirtiéndolo en el quinto afluente por caudal medio anual;

- Sesia, procedente del Monte Rosa y que discurre a través de un valle (la Valsesia) no muy importante en términos de transporte dado que no conduce a ningún paso por carretera. En los bancos de arena que deja a su paso, se encuentran rastros de oro. Baña la ciudad de Vercelli y se vierte en el Po a 10 km aguas abajo de Casale Monferrato después de 138 km de curso con un caudal medio de más de 70 m³/s;[21]

- Agogna, que nace del Mottarone, atraviesa la provincia de Novara, la provincia de Pavía y desagua en el Po después de 140 km de recorrido con un caudal medio de 13 m³/s;

- río Ticino, que nace en la región de San Gottardo y discurre hasta Biasca en un valle estrechísimo (Val Leventina), flanqueado por altas montañas cubiertas de nieve permanente y glaciares. En Biasca el valle se abre y el río, después de haber cruzado la capital ticinesa Bellinzona, desciende hasta el lago Maggiore, en el que desemboca el lago Toce (Val d'Ossola). Hasta aquí el curso del Ticino pertenece al territorio suizo (Cantón Ticino). El lago Maggiore interrumpe su curso unos setenta kilómetros; después de haber salido del lago en Sesto Calende, el río, enriquecido por el aporte de muchos afluentes importantes que desembocan directamente en el lago (Toce, Verzasca, Maggia, Tresa, etc.), prosigue, marcando la frontera entre el Piamonte y Lombardía durante un centenar kilómetros hasta el Po, con el que confluye poco después de Pavía. Su curso es navegable para barcos de tonelaje discreto. Tanto a derecha como a izquierda discurren importantes canales de navegación y riego: Canal Cavour, el Naviglio Grande, el Villoresi. También a lo largo de sus orillas se pueden rastrear las arenas auríferas. Aunque sea solo el cuarto afluente más largo del Po (248 km) es, con mucho, el 1.º por caudal medio anual (350 m³/s) y, sobre todo a finales de primavera (515 m³/s en junio, que asciende a más de la mitad del caudal del Po ese mes), ocupando el segundo lugar absoluto de Italia por caudal, después del mismo Po;

- Olona Meridional, a veces también se conoce como Olona inferior para distinguirlo del río homónimo —que nace en la provincia de Varese—, nace cerca de Bornasco en la provincia de Pavía y confluye con el Po cerca de San Zenone al Po. El Olona tiene 40 km y drena una cuenca hidrográfica de 130 km²;

- Lambro, río modesto proveniente del Triangolo Lariano, que atraviesa la Brianza y bordea Milán. Desemboca en el Po en Orio Litta con un caudal medio de 12 m³/s. El Lambro, también llamado Lambro Septentrional, tiene 130 km, y su principal afluente es el correspondiente Lambro meridional de aguas de muy mala calidad;

- Río Adda, el mayor afluente del Po por longitud (313 km) y el segundo por flujo medio en la boca (casi 190 m³/s); sus diversas fuentes surgen del yugo del Stelvio y del Gruppo de los Ortles. Desemboca en el Lago di Como, en la Valtellina; esto divide los Alpes réticos de los Alpes orobicos, es llano y fértil, rico y populoso; los centros más importantes son: Bormio, Tirano y Sondrio. En Lecco, el río retoma su curso hasta el Po; lo aborda en el tramo entre Piacenza y Cremona, después de haber recibido el aporte de dos ríos bergamascos: el Brembo y el Serio, que descienden de los Alpes Orobiche (Pico del Diavolo y pico Coca);

- Oglio, alimentado de las aguas que vienen del Cevedale, del Adamello-Presanella y de la Presolana, discurre impetuoso y rápido unos 80 km hasta el lago de Iseo (o Sebino) en un valle en la mayor parte estrecho: el Valcamonica. Después del lago, describe un arco y luego va paralelo al Adda y al Mincio, hacia el Po. El afluente más importante es el Chiese, que desciende del Adamello en la izquierda del Oglio, recorriendo el tramo medio de la Giudicarie. Con sus 280 km de curso es el 2.º afluente del Po por longitud, pero es el 3.º por caudal medio en la boca (137 m³/s);

- Sarca-Mincio, proveniente de la vertiente oriental del Adamello con el nombre de Sarca, es alimentado por el agua de los Dolomitas de Brenta entrando cerca de Riva en el lago de Garda y saliendo cerca de Peschiera con el nombre de Mincio notablemente enriquecido. Toca la ciudad de Mantua después de haber tallado el cordón de las colinas morrénicas de Solferino y San Martino, teatro de batalla de la Segunda Guerra de la Independencia. El sistema Sarca-Mincio, de 203 km de largo, constituye el afluente del Po de mayor regularidad de flujo, a causa de la acción calmieratrice fundamental del lago de Garda: el módulo medio es de cerca de 60 m³/s, con un caudal mínimo que nunca cae por debajo de 35 m³/s, mientras que el máximo rara vez excede de 150 m³/s, porque aguas abajo del lago no existen prácticamente afluentes.

#### Afluentes de la derecha
- Tanaro, con mucho, el mayor por longitud (276 km), superficie drenada (8324 km², después del Arno) y caudal medio en la boca (131,76 m³/s) de sus afluentes de la derecha. Por volumen medio de agua es también el 4.º de todos los afluentes, después del Ticino, Adda y Oglio. Nace en el monte Saccarello, en los Alpes ligures. Al principio parece dirigirse regularmente hacía Turín para desembocar en el Po, pero bastante cerca de Cherasco gira hacia oriente, marcando la frontera natural entre el Langhe y el Roero, donde abre una brecha enorme a través de las colinas morrénicas del Monferrato, después de lo cual se dirige hacia Asti, Alessandria y a la confluencia con el Po. Recibe por la derecha al Bormida y, por la izquierda, al Stura di Demonte: el primero desciende de los Alpes ligures y de los Apeninos Ligures, y el segundo del monte Argentera (col de la Maddalena).

- Scrivia, nace en los Apeninos Ligures, en monte de Génova, y discurre en el estrecho valle del mismo nombre hasta Serravalle, donde desemboca en la llanura con un caudal medio de 23 m³/s. A lo largo de su curso se desarrolla la gran vía de comunicación que desde Turín y de Milán, a través del Passo dei Giovi, desciende a Génova.

- Trebbia, nace en el monte Prelà (1406 m s. n. m.) en los Apeninos Ligures y pone en comunicación el territorio piacentino con el genovés, a través de Bobbio. Discurre en un valle estrechísimo, profundo y en gran parte salvaje; recibe al Aveto que le aporta la mitad del caudal, corta la vía Emilia cerca de Piacenza, donde cae en el Po. Después del Tanaro, el Secchia y el Taro es el 4.º afluente de la derecha por caudal medio en la boca, con casi 40 m³/s, a pesar de su relativamente breve curso (115 km).

- río Taro, nace en el monte Penna (aguas arriba de Rapallo). Desemboca, poco después de Fornovo, en la llanura Padana después de recibir al Ceno, con un alveo larguísimo (casi de 2 km), corta la vía Emilia justo antes de Parma y desemboca en el Po cerca de Gramignazzo. Es el 3.er afluente derecho por caudal medio en la boca (aproximadamente 41 m³/s), y el 4.º por longitud (126 km).

- Torrente Parma, nace del lago Santo parmense y de las lagunas Gemio y Scuro localizadas sobre la cresta en los sectores de los montes Orsaro y Sillara. Las dos ramas convergen aguas arriba de la localidad de Bosco para dar origen al torrente Parma propriamente dicho. El río recibe muchos afluentes, entre ellos el torrente Baganza, en la ciudad de Parma. Después de un recorrido de unos 100 km se une al Po en la localidad de Mezzano Superiore aportando una media de 11,3 m³/s.

- Enza, nace en el Passo del Lagastrello, justo al este de los Alpes di Succiso, recibe al Cedra, desemboca en la llanura en San Polo d'Enza y desemboca en el Po en Brescello, frente a la lombarda Viadana después de 93 km de curso con una aportación media de alrededor de 12 m³/s.

- Secchia, nace cerca del vallecito apenínico del Cerreto y desemboca en el Po, justo aguas abajo del punto en el que confluye el Mincio, en la ribera opuesta, después de 172 km de curso, siendo el segundo afluente derecho por longitud y caudal (42 m³/s).

- Panaro, desciende del Passo del Giovo del Monte Rondinaio y recoge una gran variedad de afluentes de la sección más alta de los Apeninos septentrionales. Después de haber desembocado en la llanura emiliana al sureste de Módena, cerca de Vignola, confluye en el Po al oeste de Ferrara resultando, con sus 148 km de curso y un caudal medio de 37 m³/s respectivamente, el tercer afluente derecho por longitud y el 5.º por volumen de agua.

### El valle del Po

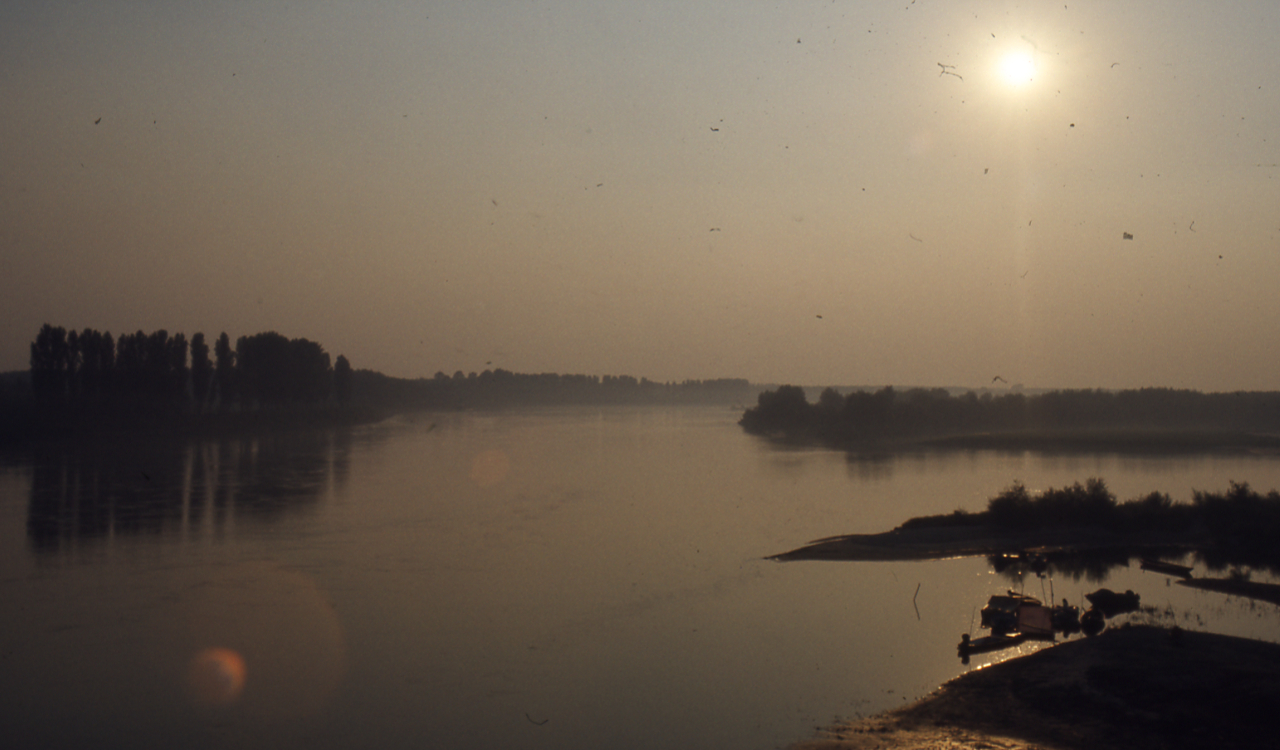
El río Po fotografiado por Paolo Monti. Fondo Paolo Monti, BEIC.

Al extenso valle alrededor del Po se le llama cuenca del Po o valle del Po (en italiano: Pianura Padana o Val Padana); con el tiempo se convirtió en la principal zona industrial del país. En 2002, más de 16 millones de personas vivían en ella, en ese momento casi un ⅓ de la población total de Italia.
Los dos principales usos económicos del valle son la industria y la agricultura. Los centros industriales, como Turín y Milán, se encuentran en terrenos más altos, alejados del río. Se basan en la energía de las numerosas centrales hidroeléctricas en, o en los flancos de, los Alpes, y en las centrales térmicas de carbón/petróleo que utilizan el agua de la cuenca del Po como refrigerante. El drenaje de la vertiente norte del valle está mediada por varios grandes lagos, de un fuerte carácter paisajístico. Los flujos están controlados por tantas presas que ralentizan la velocidad de sedimentación del río, causando problemas geológicos. La expansiva llanura de inundación, húmeda y fértil, está reservada principalmente para la agricultura y está sujeta a inundaciones estacionales, a pesar de que la cantidad total de agua es menor que en el pasado e inferior a la demanda. Los principales productos de las granjas alrededor del río son los cereales, incluyendo —inusualmente para Europa— el arroz, que requiere un fuerte riego. Estos usos cerealistas son el principal consumidor de agua superficial, mientras que el consumo industrial y humano hacen uso de las aguas subterráneas.

### El delta del Po

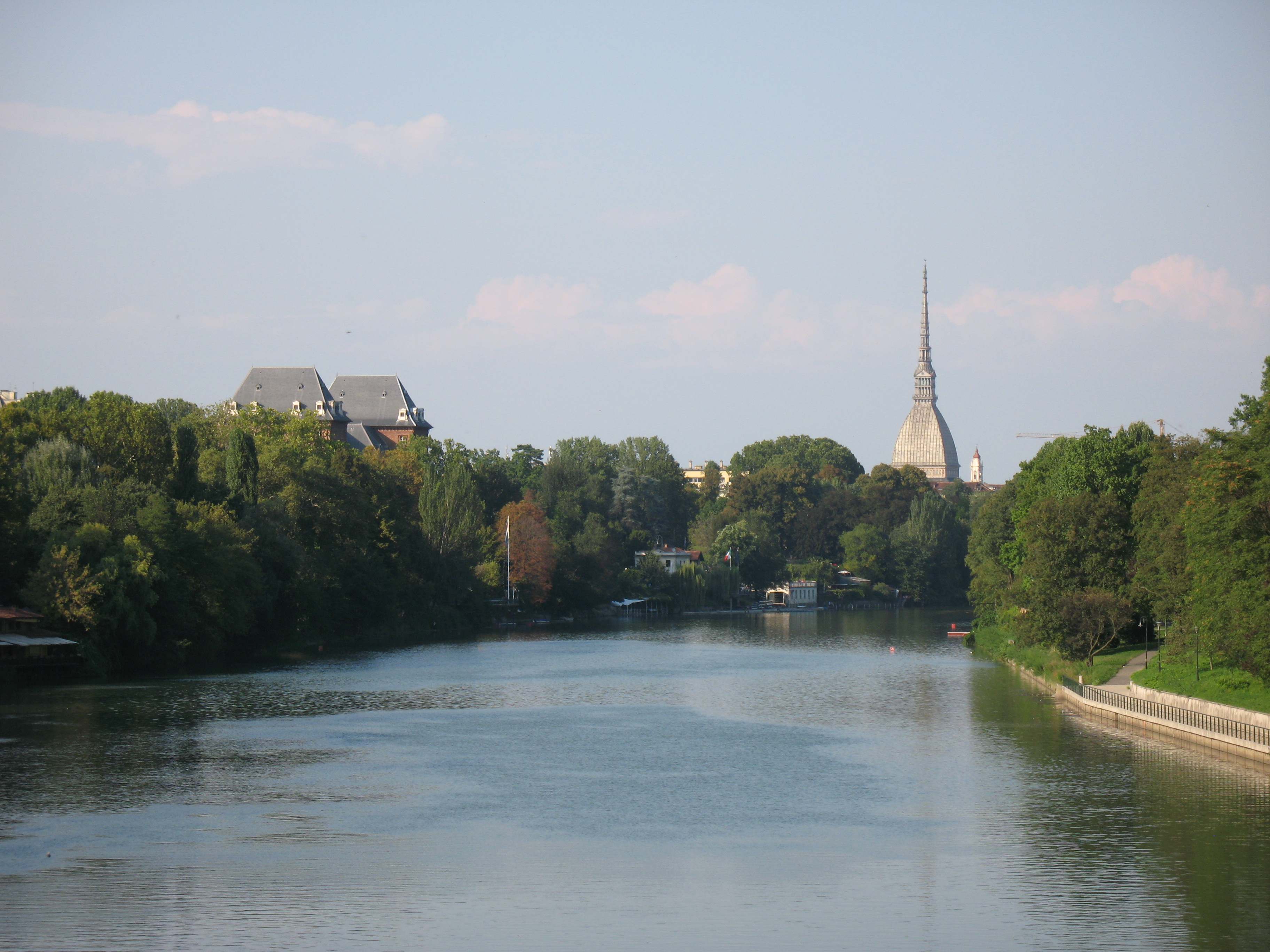
El Po atravesando la ciudad de Turín.

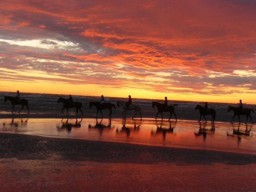
Caballos en el delta del Po.

#### El delta activo
La parte más reciente del delta, que se proyecta en el Adriático entre Chioggia y Comacchio, tiene canales que realmente conectan con el mar Adriático y por eso las autoridades del parque lo llaman el delta activo (en comparación con el delta fósil, que tiene canales que ya no conectan con el mar pero que antes sí lo hacían). El delta activo fue creado en 1604 cuando la república de Venecia desvió la corriente principal, el Po grande o Po di Venezia, desde su canal al norte de Porto Viro hasta el sur de Porto Viro en un canal que llamaron la Taglio di Porto Viro, (atajo de Porto Viro). Su intención era detener la migración gradual del Po hacia la laguna de Venecia, que podría haberla llenado con sedimentos. La subsiguiente localidad de Taglio di Po creció en torno a las obras del desvío. La esclusa de la Volta Grimana bloquea el antiguo canal, ahora el Po di Levante, que fluye en el Adriático a través de Porto Levante.
A continuación del Taglio di Po el Parco Regionale Veneto, uno de los tramos bajo la autoridad del Parco Delta del Po, tiene los últimos ramales del Po: el Po di Gnocca, hacia el sur, seguido por el Po di Maestra, hacia el norte en Porto Tolle. En Tolle sigue aguas abajo el Po di Venezia que se divide en el Po delle Tolle, hacia el sur, y el Po della Pila, al norte. El primero sale por Bonelli. Y el último se divide de nuevo en Pila en la Busa di Tramontana, al norte, y la Busa di Scirocco, hacia el sur, mientras que la corriente principal, la Busa Dritta, entra en Punta Maistra y sale finalmente pasado el faro de Pila.
A pesar de que la administración del parque establece que el delta activo comience en Porto Viro, hay otro canal activo aguas arriba en Santa María in Punta, donde el río Po se divide en el Po di Goro y el Po di Venezia.

#### El delta fósil
El Po fósil es la región de los canales ahora inactivos que salían del Po al mar. Se inicia aguas arriba de Ferrara. El Po fluye actualmente hacia el norte de Ferrara y es en realidad el resultado de un desvío en Ficarolo hecho en 1152 con la esperanza de aliviar las inundaciones en las proximidades de Rávena. El canal de desviación fue en un principio llamado Po di Ficarolo. El río Po, hasta ese momento, seguía el Po di Volano, que desde entonces ya no está conectado al Po, que corre por el sur de Ferrara y salía cerca de Volano. En la época romana no salía allí, pero corría hacia el sur como el Padus Vetus ("viejo Po") saliendo cerca de Comacchio, desde donde partía el Po di Primaro saliendo cerca de Rávena.
Antes de 1152 la extensión hacia el mar del delta actual, no existían alrededor de 12 km. Toda la región desde Rávena a Chioggia eran pantanos densos, lo que explica por qué la vía Emilia se construyó entre Rímini y Piacenza y no comenzase más al norte.

#### Áreas protegidas en el delta
Los humedales del delta del Po han sido protegidos con la institución de dos parques regionales en el Véneto y Emilia-Romaña. El Parque Regional Delta del Po de Emilia-Romagna, el más grande, consta de cuatro parcelas de tierra en la orilla derecha del Po y hacia el sur. Creado por ley en 1988, es administrado por el Consorzio per la gestione de Parco, al que pertenecen las provincias de Ferrara y Rávena, así como nueve comunas: Comacchio, Argenta, Ostellato, Goro, Mesola, Codigoro, Ravena, Alfonsine y Cervia. El poder ejecutivo reside en una asamblea de los presidentes de las provincias, los alcaldes de las comunas y el consejo de administración. Emplean un Comité Técnico-Científico y un Consejo del Parque para llevar a cabo las directivas. En 1999 el parque fue designado Patrimonio de la Humanidad por la UNESCO y fue añadido a «Ferrara, ciudad renacentista, y su delta del Po». Las 53 653 ha del parque contienen humedales, bosque, dunas y salinas. Tiene una alta biodiversidad, con 1000-1100 especies vegetales y 374 especies de vertebrados, de los cuales 300 son aves.

### Ciudades y localidades a lo largo del Po
A lo largo del Po se encuentran muchas ciudades y localidades. Las más destacas se recogen en la tabla que sigue, destacándose en negrilla las de más de (20 000 hab.) (entre paréntesis, se recoge el código provincial).

### Áreas protegidas en la cuenca del Po
En la cuenca del Po hay muchas áreas que gozan de algún tipo de protección. Se recogen en la tabla que sigue.

## Régimen hídrico
La zona de captación del Po (que alcanza unos 71 000 km²) cubre gran parte de la vertiente meridional de los Alpes y de la septentrional de los Apeninos ligures y tosco-emilianos. Tiene por ello un régimen fluvial mixto de tipo alpino (crecidas a finales de la primavera y del verano y estío en invierno) y apenínico (crecidas en primavera y en otoño y estío estival), pero prevaleciendo en todo caso, el régimen apenínico, ya que, a pesar de la alimentación estival de los glaciares alpinos, el caudal mínimo se experimenta durante el verano (por lo general en agosto), un fenómeno acentuado en las últimas décadas por la progresiva reducción de los glaciares alpinos.
Las inundaciones del río, por lo general concentradas en el otoño debido a las lluvias, son bastante frecuentes y pueden ser impresionantes y devastadoras como sucedió varias veces en el siglo pasado. Son determinantes en las inundaciones principalmente los afluentes piamonteses (Dora Baltea, Sesia y Tanaro, en particular) y lombardos (Ticino). Para dar algunos ejemplos, durante la crecida en noviembre de 1994 el río mostró ya en el Piamonte, después de la confluencia del Tanaro, un caudal de 11 000 m³/s, casi comparable con el que transita mucho después aguas abajo en el valle, en Polesine. Lo mismo ocurrió también en octubre de 2000, de nuevo en el Piamonte, donde el río pasó ya en la comuna de Valenza con 10 000 m³/s de caudal máximo, principalmente a causa de las fuertes contribuciones del Dora Baltea y del Sesia.
Los valores máximos absolutos del caudal del Po se lograron durante las inundaciones de 1951 y 2000, con un pico de más de 13 000 m³/s en el curso medio-bajo.

### Caudal medio mensual
| Caudal medio mensual del Po en la estación de Pontelagoscuro |
|                                                              |

### Crecidas e inundaciones

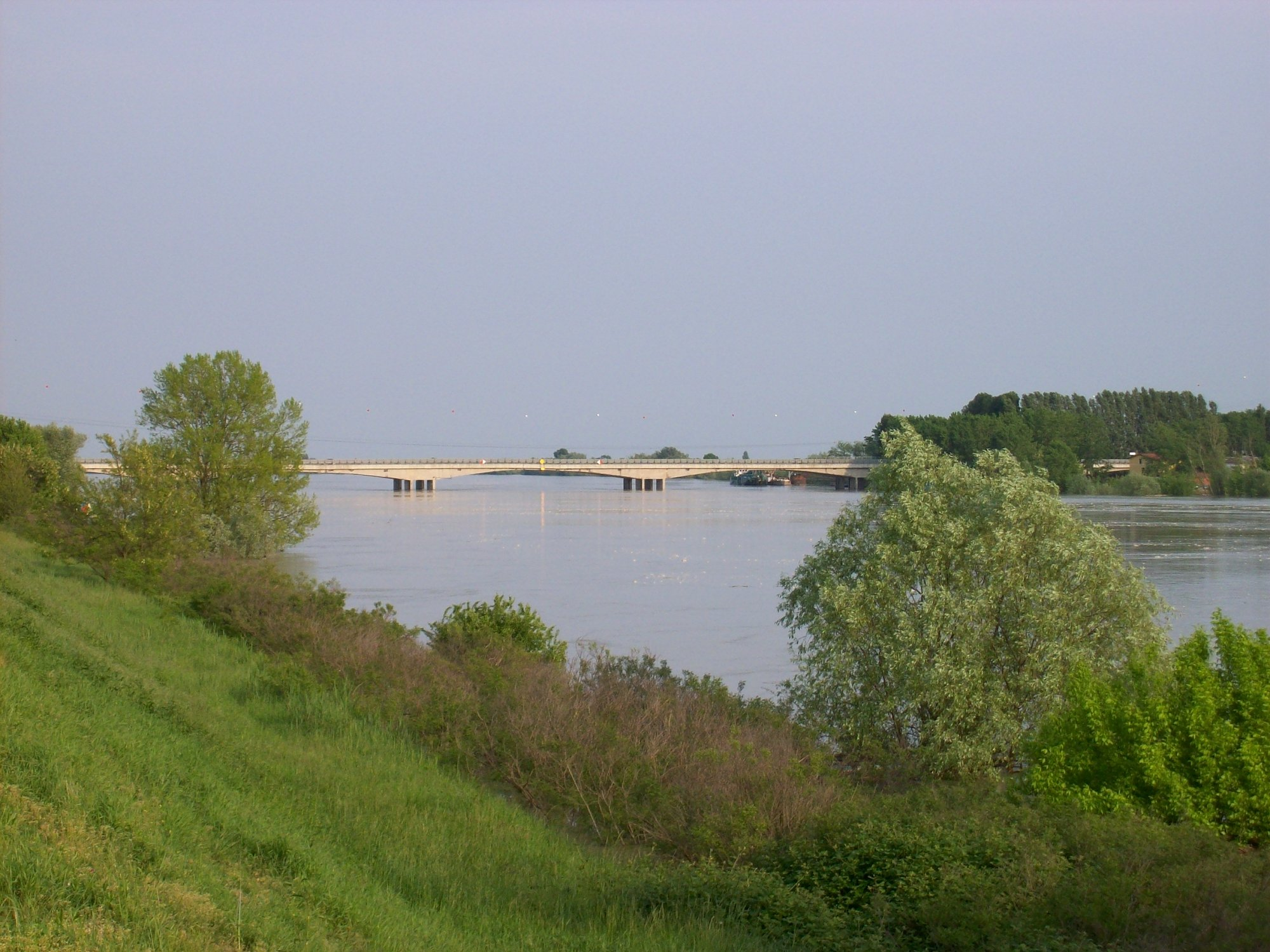
El Po ingresando en S. Benedetto (MN), mayo de 2009.

La primera inundación causada por el Po de la que se tiene información confiable se remonta al 204 a. C. según ha informado Tito Livio. Desde entonces se han conocido 138 eventos (una media de aproximadamente una crecida extraordinaria cada 16 años). Las más importantes fueron:
- 589: Rotta della Cucca. Crecida que supuso un cambio sustancial de la hidrografía de la llanura véneto-padana.
- 1152: Rotta di Ficarolo. Inundación en Polesine con el nacimiento del Po di Venezia. El Po permaneció desviado durante unos 20 años.
- 1330: Inundación del Polesine y del Mantovano. 10 000 fallecidos.
- 1705: Inundación en el Modenese, Ferrarese y Mantovano con la muerte de 15.000 personas.
- 1839: Rotta en Bonizzo y la consiguiente inundación del Mirandolano. El pueblo de Noceto, entre Caselle Landi y San Rocco al Porto fue completamente destruido por el agua.

En el siglo XX las crecidas más importantes fueron:
- Mayo y junio de 1917: dos inundaciones con la plena participación del Po (25 de mayo y 4 de junio). La segunda de las cuales superó en el hidrómetro de Polesella el máximo valor conocido anterior de 1872 (8,17 m, contra 7,46 m del registro anterior).[29] El río se mantuvo por encima del nivel de peligro durante más de 40 días. Había roto en Meleti, Castelnuovo Bocca d'Adda y Mortizza, cerca de la confluencia con el Adda. En Pontelagoscuro se midió un caudal máximo de 8900 m³/s.

- Noviembre de 1951: Esta fue la peor inundación del siglo. El Po se rompió en Occhiobello inundando 113.000 hectáreas de tierra y causando 89 muertes. En Pontelagoscuro el caudal máximo llegó a 10 300 m³/s, máximo histórico desde el inicio de las mediciones en 1807.[30]

- Noviembre de 1994: fuertes y continuas lluvias que afectaron a los afluentes piamonteses y lombardos. Las rotas y las consiguientes inundaciones se produjeron aguas abajo de la confluencia del Orco y el Dora Baltea, golpeando en particular, Chivasso, Trino, Crescentino, Morano sul Po y, más abajo, a Ghiarole. Hubo 70 víctimas. En Pontelagoscuro se registró un máximo de 8700 m³/s.

- Octubre de 2000: se trata de la segunda crecida más importante, en cuanto a la capacidad máxima del siglo XX: en Pontelagoscuro de hecho registró un pico de 9600 m³/s,,[31] mientras que en Ponte Becca el caudal fue de 13 220 m³/s.[32] Hubo inundaciones en Piamonte, Lombardía y Emilia-Romaña. Hubo 23 víctimas, 11 desaparecidos y 40.000 desplazados.

Nota: el caudal en Pontelagoscuro a menudo ha sufrido la rotura de presas aguas arriba, por lo que no hay incompatibilidad con caudales más altos medidos en los sectores aguas más arriba.

## Geología
La cuenca mediterránea es una depresión en la corteza terrestre causada por el deslizamiento de la placa africana bajo la placa euroasiática. Como es habitual en la historia geológica de la depresión se llenó con agua de mar, un mar conocido con diversos nombres geológicos, como el de mar de Tetis. En el último periodo del Mioceno, el Mesiniense (hace entre 5 y 7 ma), la crisis salina del Messiniense, casi el secado del Mediterráneo, causada por la caída del nivel del mar por debajo del umbral del estrecho de Gibraltar y por el desequilibrio entre la evaporación y la reposición, favoreció la evaporación. En ese momento, el valle del Po y la depresión del Adriático constituían un único sistema de un cañón de cientos de metros de profundidad. En el suroeste, los montes Apeninos bordean una masa de tierra denominada geológicamente Tyrrhenis. Su orogenia solo fue completada en el Mioceno. En el norte, la orogenia alpina ya había creado los Alpes.
Al final del Mesiniense el océano rompió a través de la solera y el Mediterráneo se volvió a llenar. El Adriático transgredió todo el norte de Italia. En el posterior Plioceno vertidos sedimentarios, principalmente desde los Apeninos, llenaron el valle y el Adriático centro en general, hasta una profundidad de 1000−2000 m, pero de entre 2000−3000 m frente a la desembocadura actual del Po, con picos que llegaron a los 6000 m. Al inicio del Pleistoceno el valle estaba lleno. Los ciclos de transgresión y regresión son detectables hasta la parte central del valle del Po y en el mar Adriático meridional.
La alternancia de los sedimentos marítimos y aluviales del Pleistoceno se produjo hacia el oeste hasta Piacenza. Las secuencias exactas se han estudiado en detalle en varios lugares. Al parecer, el mar avanzó y retrocedió sobre el valle de conformidad a un equilibrio entre la sedimentación y el avance o recesión de los glaciares, en intervalos de 100 000 años y con fluctuaciones del nivel del mar de 100−120 m. Comenzó un avance después del último máximo glacial de hace alrededor de 20 000 años, lo que supuso que el Adriático estuviera en un punto alto hace unos 5500 años.
Desde entonces, el delta del Po ha sido progradante. La tasa de progradación de la zona costera entre 1000 a. C. y 1200 d. C. fue de 4 m/yr. Algunos factores humanos, sin embargo, trajeron consigo un cambio en el equilibrio en la mitad del siglo XX, causando que toda la costa del Adriático norte sea ahora degradante. Venecia, que fue construida originalmente en islas cercanas a la costa, se encuentra en mayor riesgo debido a la subsidencia, pero el efecto también afecta al delta del Po. Las causas son, en primer lugar, una disminución de la velocidad de sedimentación debida al bloqueo de los sedimentos detrás de las presas hidroeléctricas y a la excavación deliberada de arena del cauce de los ríos para fines industriales. En segundo lugar, el uso agrícola del río es intenso; durante picos de consumo el caudal en algunos lugares deja el cauce seco, causando una contención local. Como resultado de la disminución del caudal, el agua salada se introduzce en los acuíferos y en el agua subterránea costera. La eutrofización de las aguas estancadas y las corrientes de bajo caudal están incrementándose. El valle está subsidiendo debido a la eliminación de las aguas subterráneas.

## Fauna íctica
El Po y sus afluentes tienen una fauna íctica originaria del más alto interés biogeográfico y ecológico, con una tasa muy alta de endemismos. Por desgracia, en la segunda mitad del siglo XX se han introducido muchas especies alóctonas que han contaminado esa extraordinaria biodiversidad lo que ha llevado al agotamiento de muchas especies endémicas y ha amenazado a algunas de extinción. Algunas especies endémicas o subendémicas en el valle del Po se detallan a continuación:
| Acipenseriformes            |                      |  |
| Acipenseridae               |                      |  |
| Acipenser naccarii          | Storione cobice      |  |
| Acipenseriformes            |                      |  |
| Acipenseridae               |                      |  |
| Acipenser sturio            | Storione comune      |  |
| Cypriniformes               |                      |  |
| Cobitidae                   |                      |  |
| Sabanejewia larvata         | Cobite mascherato    |  |
| Cyprinidae                  |                      |  |
| Barbus caninus              | Barbo canino         |  |
| Barbus plebejus             | Barbo italico        |  |
| Chondrostoma genei          | Lasca                |  |
| Chondrostoma soetta         | Savetta              |  |
| Rutilus aula                | Triotto              |  |
| Rutilus pigus               | Pigo                 |  |
| Telestes muticellus         | Vairone              |  |
| Perciformes                 |                      |  |
| Gobiidae                    |                      |  |
| Knipowitschia panizzae      | Ghiozzetto di laguna |  |
| Knipowitschia punctatissima | Ghiozzetto striato   |  |
| Padogobius bonelli          | Ghiozzo padano       |  |
| Pomatoschistus canestrinii  | Ghiozzetto cenerino  |  |
| Petromyzontiformes          |                      |  |
| Petromyzontidae             |                      |  |
| Lethenteron zanandreai      | Lamprea padana       |  |
| Salmoniformes               |                      |  |
| Salmonidae                  |                      |  |
| Salmo trutta marmoratus     | Trucha marmorata     |  |

A continuación se muestra una lista parcial de algunas de las especies alóctonas más extendidas:
- Abramis brama - Brema
- Ameiurus melas - Pez gato
- Aspius aspius - Aspio
- Barbus barbus - Barbo danubiano
- Blicca bjoerkna - Blicca o brema blanca
- Carassius auratus - Carassio
- Ctenopharyngodon idella - Carpa herbívora o Amur
- Gambusia affinis - Gambusia
- Gymnocephalus cernuus - Acerina
- Hypophthalmichthys molitrix - Carpa testa grossa o Temolo russo
- Ictalurus punctatus - Pez gato maculato
- Lepomis gibbosus - Perca sol
- Micropterus salmoides - Perca atruchada
- Oncorhynchus mykiss - Trucha irisada
- Pseudorasbora parva - Pseudorasbora o Cebacek
- Rhodeus sericeus - Rodeo
- Rutilus rutilus - Gardón
- Sander lucioperca - Lucioperca o Sandra
- Silurus glanis - Siluro

El 23 de agosto de 2006 en el río Po, en la provincia de Ferrara, fue capturada una tortuga boba papuana (Carettochelys insculpta) hoy acogida en el acuario de Génova Poco tiempo después, también se encontró una tortuga mordedora (Chelydra serpentina).
En agosto de 2009 fue capturada en el río una piraña de la especie Pygocentrus nattereri.

### Impactos ecológicos
Numerosas especies de peces autóctonas y endémicas están amenazadas por varias causas, siendo una de las más importante la presencia de especies no autóctonas: algunas de estas especies (especialmente siluros, y también aspios, luciopercas y peces gato) son extremadamente dañinas como depredadores, mientras que otras (como brema, blicca, gardón o rutilo,  rodeo, etc.) dañan la fauna local como competidores. A estos se puede añadir el cangrejo rojo de la Luisiana (Procambarus clarkii), que también es capaz de tener un impacto significativo sobre las poblaciones de peces, el medio ambiente y las obras hidráulicas. Otras amenazas son la contaminación y la construcción de presas carentes de ascensores de peces, como la de Casale Monferrato, que impiden que las especies migratorias como el esturión común, el esturión cobice y el sábalo sean capaz de remontar el río para desovar.
En 2022, el nivel de agua del río era muy baja y se han impuesto restricciones en el consumo de agua en muchos municipios de la región.

## Aspectos humanos

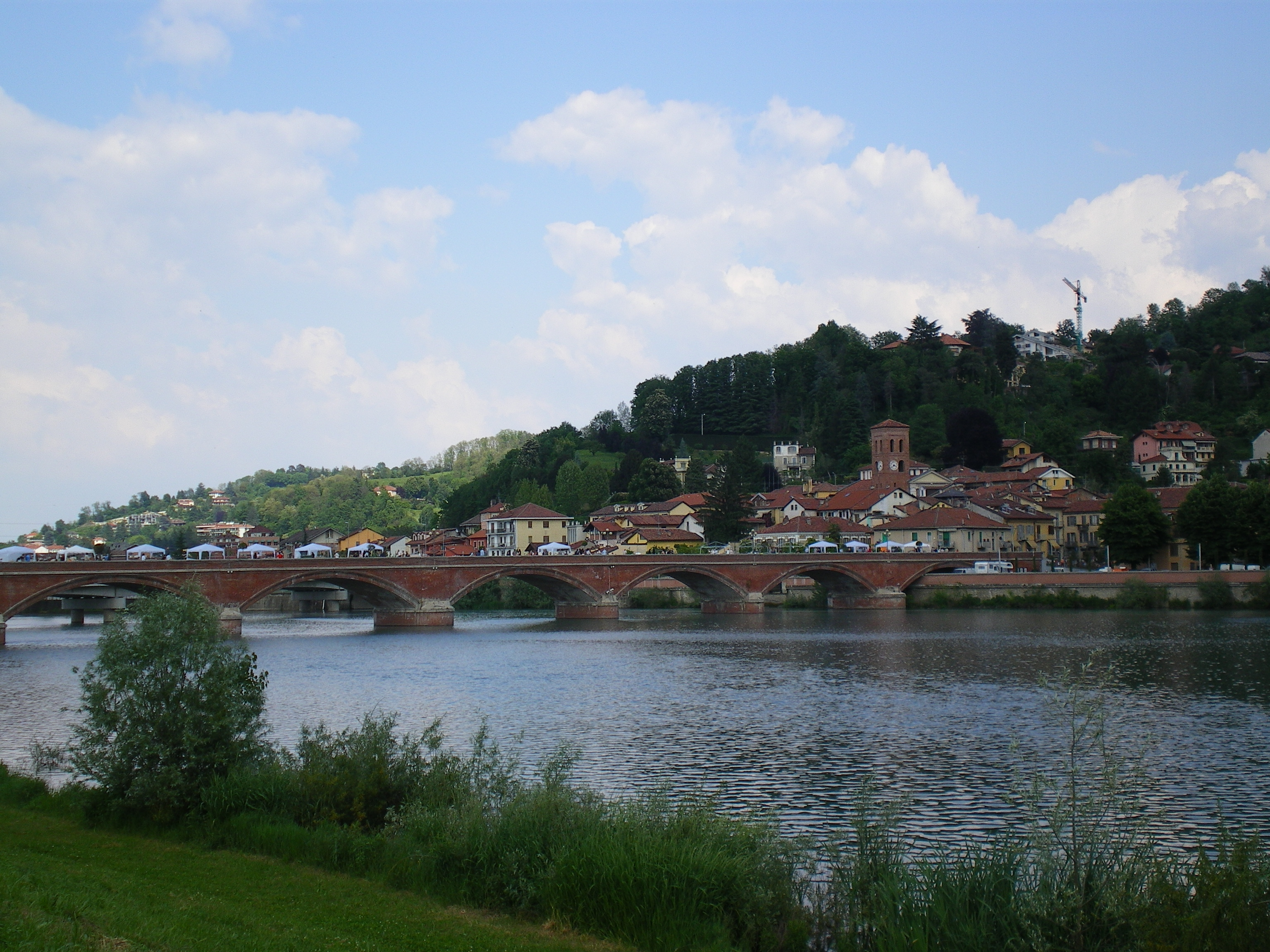
El puente Vittorio Emanuele II y centro histórico de San Mauro Torinese.

### Navegación en el Po
En una época el Po fue el canal de comunicación más importante entre el mar Adriático y el noroeste del país. Desde la Antigüedad se incorporó al corazón de Lombardía, transportando a personas y bienes. Con el tiempo, el tráfico se intensificó, interesando también a los ríos Ticino, Mincio, Adda y a toda la red de canales artificiales construidos entre la Edad Media y hoy.
El río era recorrido en ambas direcciones por embarcaciones cada vez más numerosas y significativas en tamaño. El descenso era, en muchos casos, problemático y para mantener la ruta, era común en la mayoría de los casos el uso de remos y de timón de arrastre de cadenas en el fondo del río. Para la remontada del río, además de velas, se utilizaban equipos de caballos, asnos, bueyes e incluso hombres. El barquero también se servía de un palo largo para empujarse a sí mismo, recorriendo la barca de delante a atrás.
Las barcas de diferentes tipos (Bucentauro, gabarra, rascone, magàne, barbotte, burchi), variaban por su tamaño, pero tenían todas la proa elevada y un fondo plano que les permitía navegar en zonas de altos fondos.
Actualmente, el Po es navegable unos 389 kilómetros desde la desembocadura del Ticino hasta el mar. Hay servicios activos de navegación comercial desde Cremona al mar (292 km).

### Contaminación
Siempre propenso a la niebla, el valle está sujeto a un pesado smog debido a las emisiones atmosféricas industriales, especialmente desde Turín
En 2002, la ciudad de Milán no tenía ninguna planta de tratamiento de aguas residuales. El agua residual era arrojada a través de canales directamente al Po, por lo que la Agencia Europea de Medio Ambiente advirtió a la ciudad. Desde 2005, todas las aguas residuales de Milán son tratadas en tres plantas diferentes en Nosedo, San Rocco y Peschiera Borromeo. Las tres plantas pueden tratar colectivamente las aguas residuales equivalentes de más de 2,5 millones de habitantes.
En 2005, se descubrió que las aguas del Po contenían cantidades de benzoilecgonina, que era excretaba en la orina por los consumidores de cocaína. Sobre la base de estas cifras, se estimó el consumo de cocaína en alrededor de 4 kg diarios, o 27 dosis por día por cada mil adultos jóvenes en las zonas que alimentan al río, un número casi tres veces mayor que las estimaciones anteriores.
El 24 de febrero de 2010 el Po fue contaminado por un derrame de petróleo procedente de una refinería en Villasanta a través del Lambro, estimando la Agenzia Nazionale Stampa Associata que el derrame había sido de unos 600.000 litros.

### Gestión de las fuentes de agua

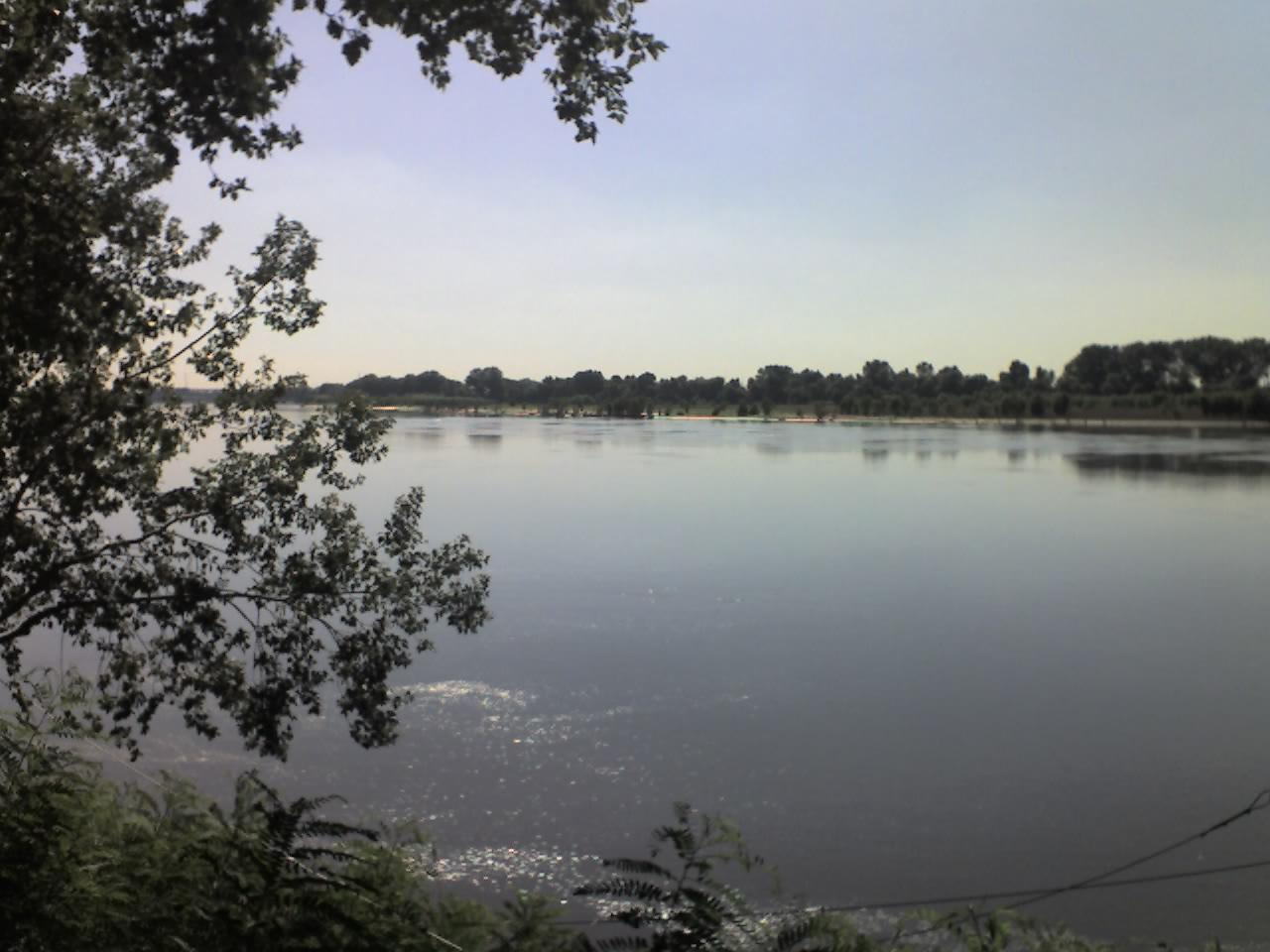
El río Po sirve como una frontera natural entre Emilia Romagna (lado próximo, provincia de Ferrara) y Véneto (lado lejano, provincia de Rovigo).

Hasta 1989, los recursos hídricos eran administrados a nivel regional o local. La principal autoridad en el Bajo Po era el Magistrato alle Acque di Venezia, habiendo sido un cargo instituido en el siglo XVI en la República de Venecia. Tomaba todas las decisiones relativas a la desviación de la parte baja del río. La mayor parte del delta se encuentra todavía en el Véneto.
En 1907 bajo el Reino de Italia, la agencia se convirtió en Magistrato alle Acque y se hizo cargo de todos los recursos hídricos en el noreste de Italia. En la actualidad es una institución descentralizada del Ministerio de Obras Públicas, dirigida por un presidente designado por el jefe de Estado y el Consejo de Ministros. Su sede se encuentra en Venecia. Su dominio es la gestión y protección del sistema de agua en el Véneto, Mantua, Trento, Bolzano y Friul-Venecia Julia.
En 1989, en respuesta a los principales problemas geológicos detectados a lo largo del río, se aprobó la Ley n.º 183/89 autorizando a la Autoridad de cuenca del río Po (Autorità di bacino del fiume Po), que dirigiera las operaciones relativas a los recursos hídricos en la cuenca del Po (véase abajo Valle del Po). Su sede ha estado en Parma desde su creación en 1990. Se considera a sí misma una sinergia entre todas las instituciones que se ocupan de la conservación y el desarrollo de la cuenca del Po. Es administrada por funcionarios elegidos entre las administraciones de las regiones y las provincias constituyentes.
En el año 2009, la Autoridad de cuenca dio inicio a un plan de gestión de cuenca integrado de conformidad con la Directiva Marco del Agua 2000/60/EC de la Unión Europea (EU). El plan incluye muchos de los planes de gestión del agua y de riesgos de inundación que ya estaban aprobados. El Proyecto del Valle del Po (la implementación del plan) contemplaba llevar a cabo entre 2009 y 2015 más de 60 medidas para levantar y fortalecer los diques, aumentar las zonas de retención naturales, recuperar el transporte de sedimentos, recuperar las características hidromorfológicas, ampliar los humedales, forestar, restaurar el estado natural, promover la biodiversidad y promover el uso recreativo, entre otros.

### Presas
En el pueblo de Isola Serafini en el municipio de Monticelli d'Ongina, provincia de Piacenza, 40 km aguas abajo de Piacenza, una presa de 362 m de largo atraviesa el Po, con una esclusa de 20 m con once, de 30 m, aberturas cerradas por esclusas de elevación vertical. Nueve puertas tienen 6,5 m de altura y dos son de 8 m para limitar los sedimentos. Un aliviadero hacia la derecha pasa a través de una estación hidroeléctrica con cuatro generadores de 76 MW cada uno operado por una columna de agua de 3,5 m - 11 m. El aliviadero conecta con un canal de distracción que subtiende 12 km de bucle del Po. Una esclusa de buques de 85 m de largo y 12 m de ancho, próxima a la estación, permite que pase algún tráfico a través del canal, pero por encima de la presa el tráfico es principalmente de barcazas. El caudal medio en la presa es de 854 m³/s, con un máximo de 12.800 m³/s.

## Puentes sobre el Po

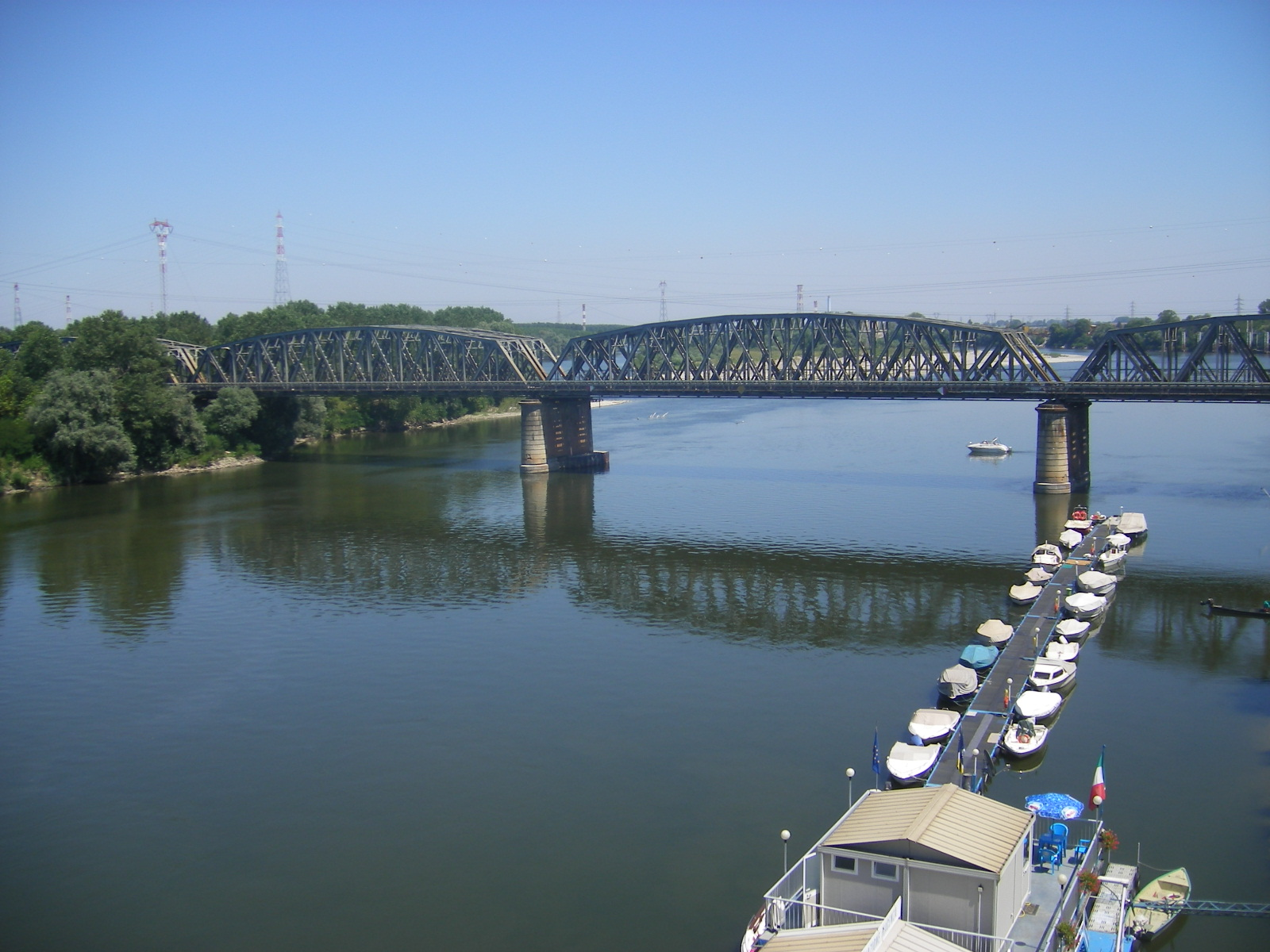
Puente ferroviario de Piacenza.
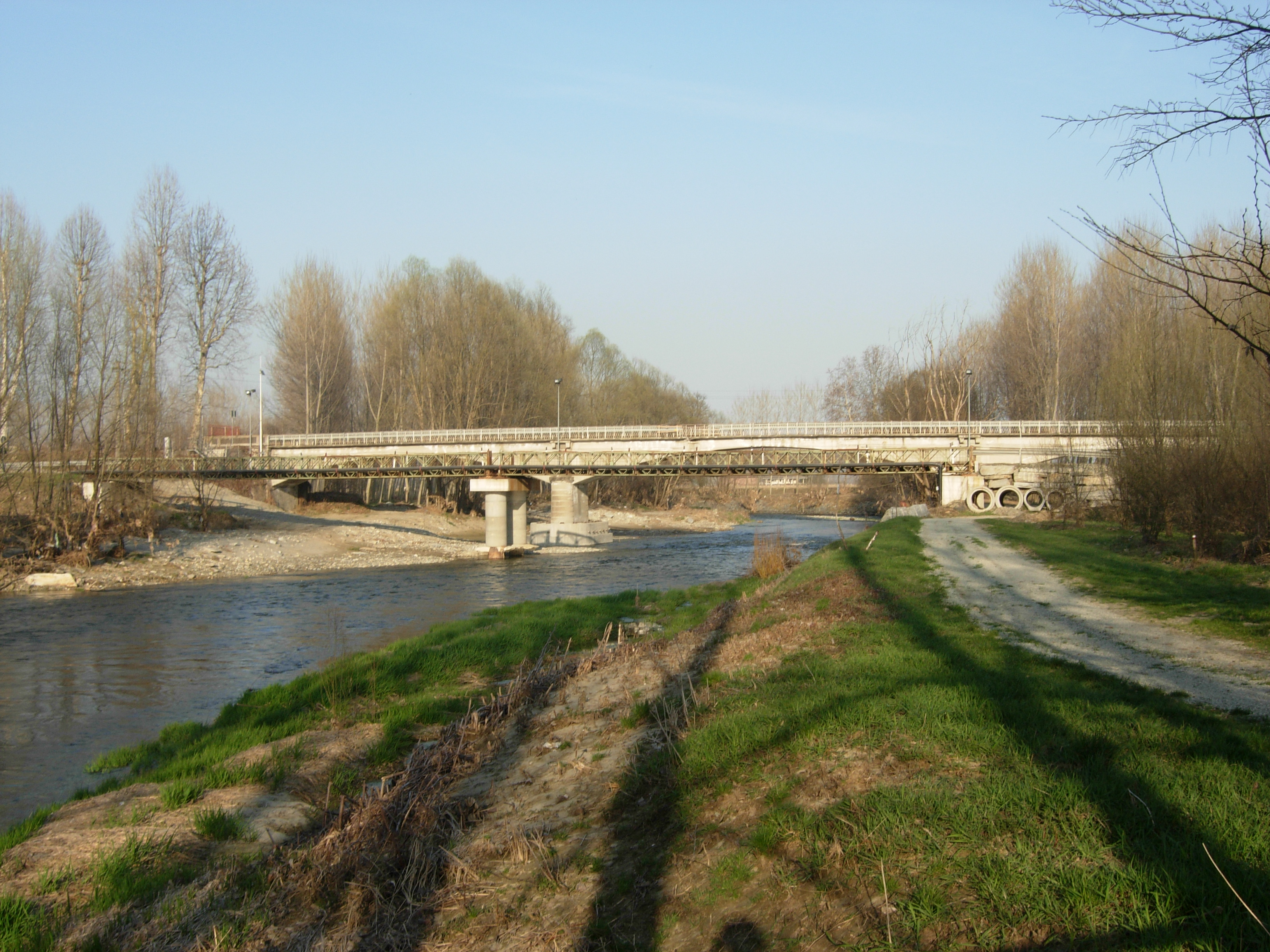
El puente en Cardè.
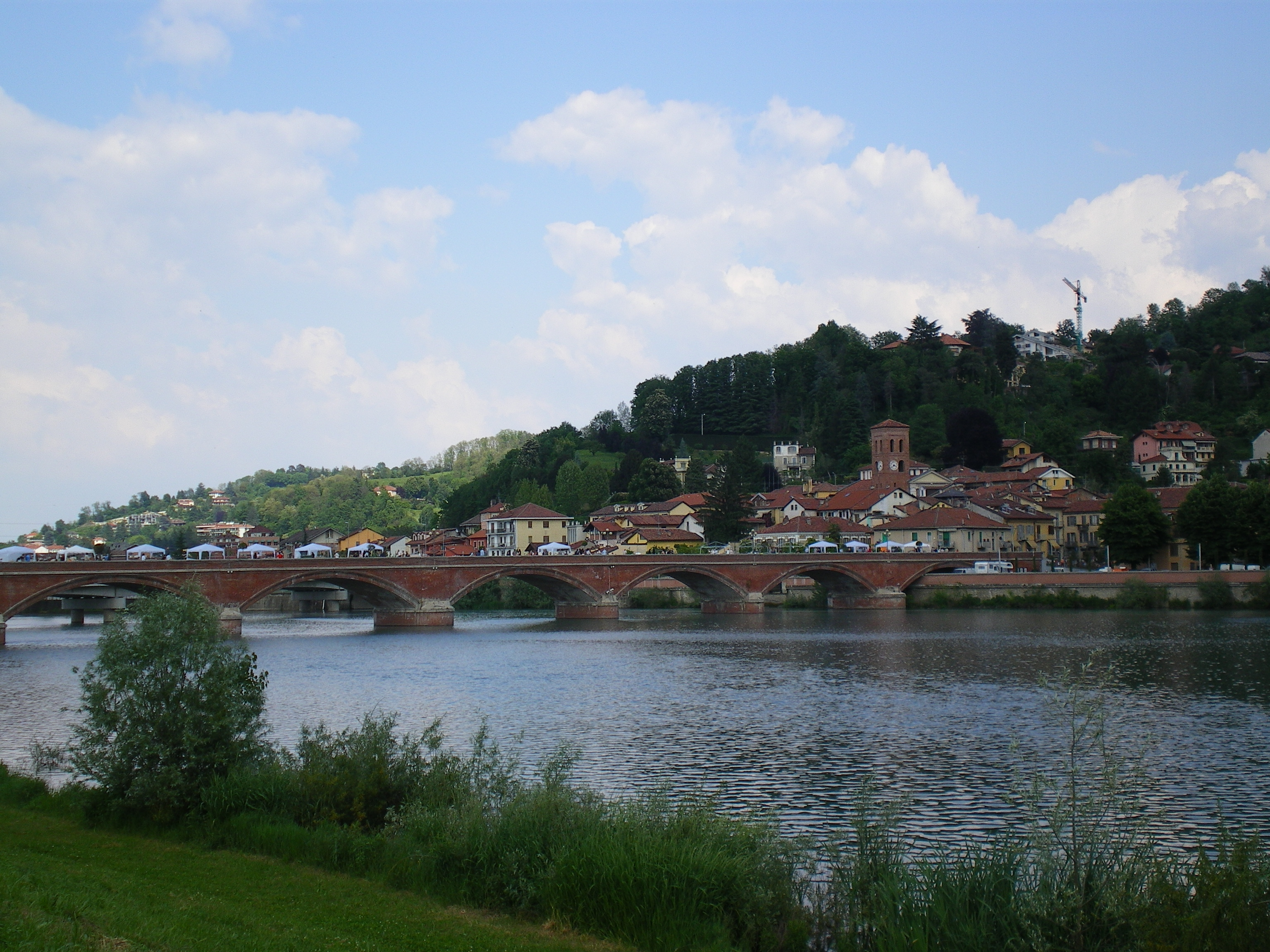
Puente Vittorio Emanuele III y centro histórico de San Mauro Torinese.
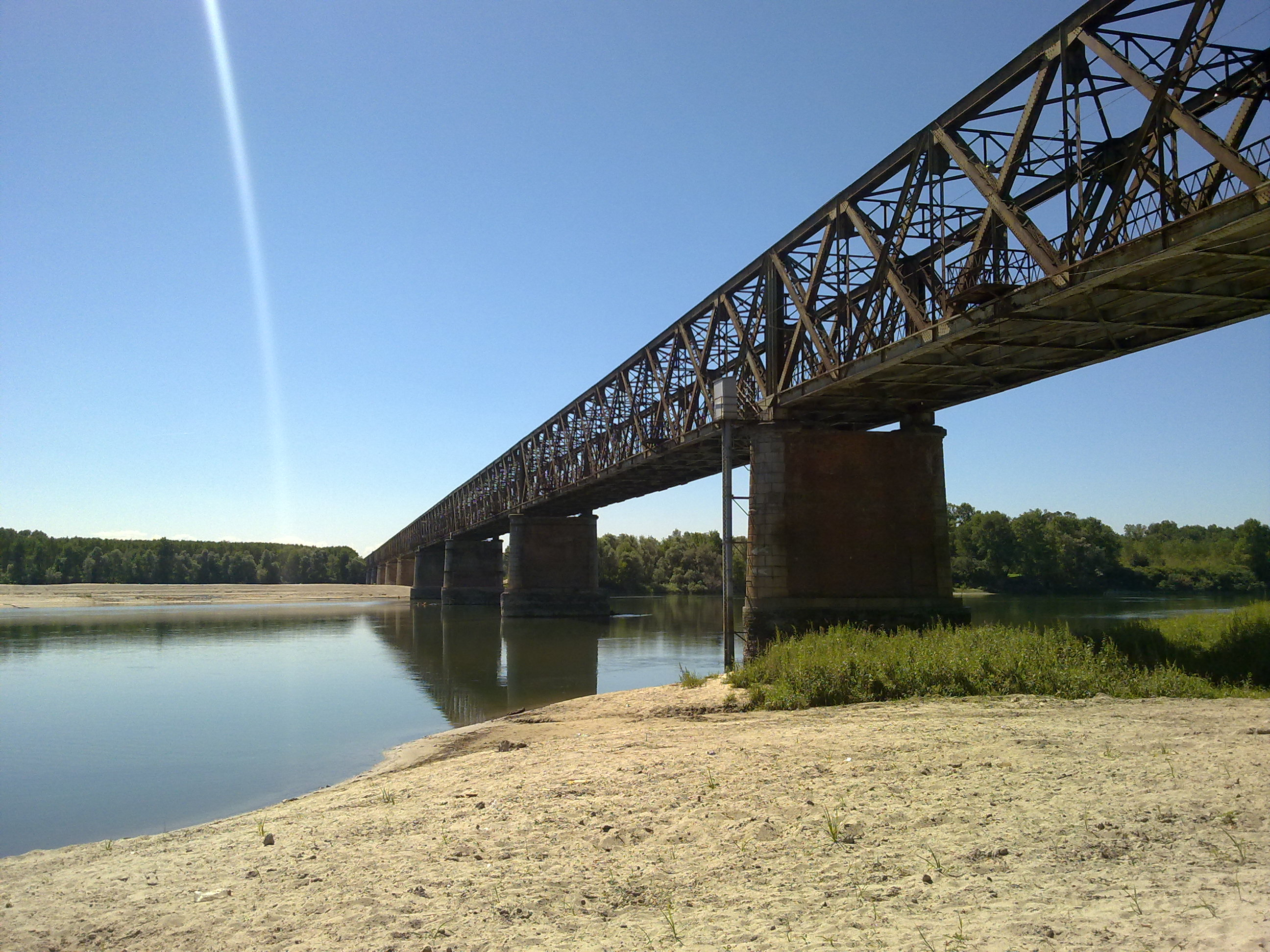
Puente de la Becca.
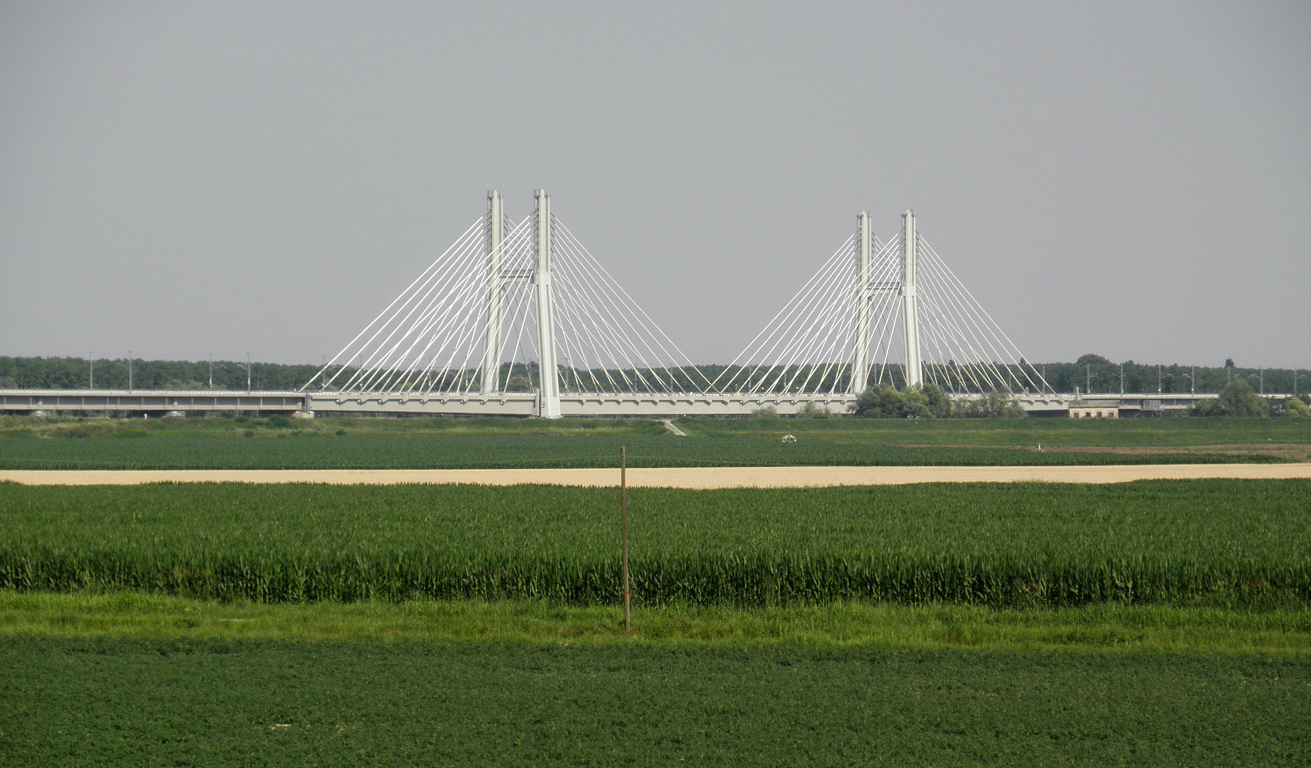
Puente strallato de Piacenza.
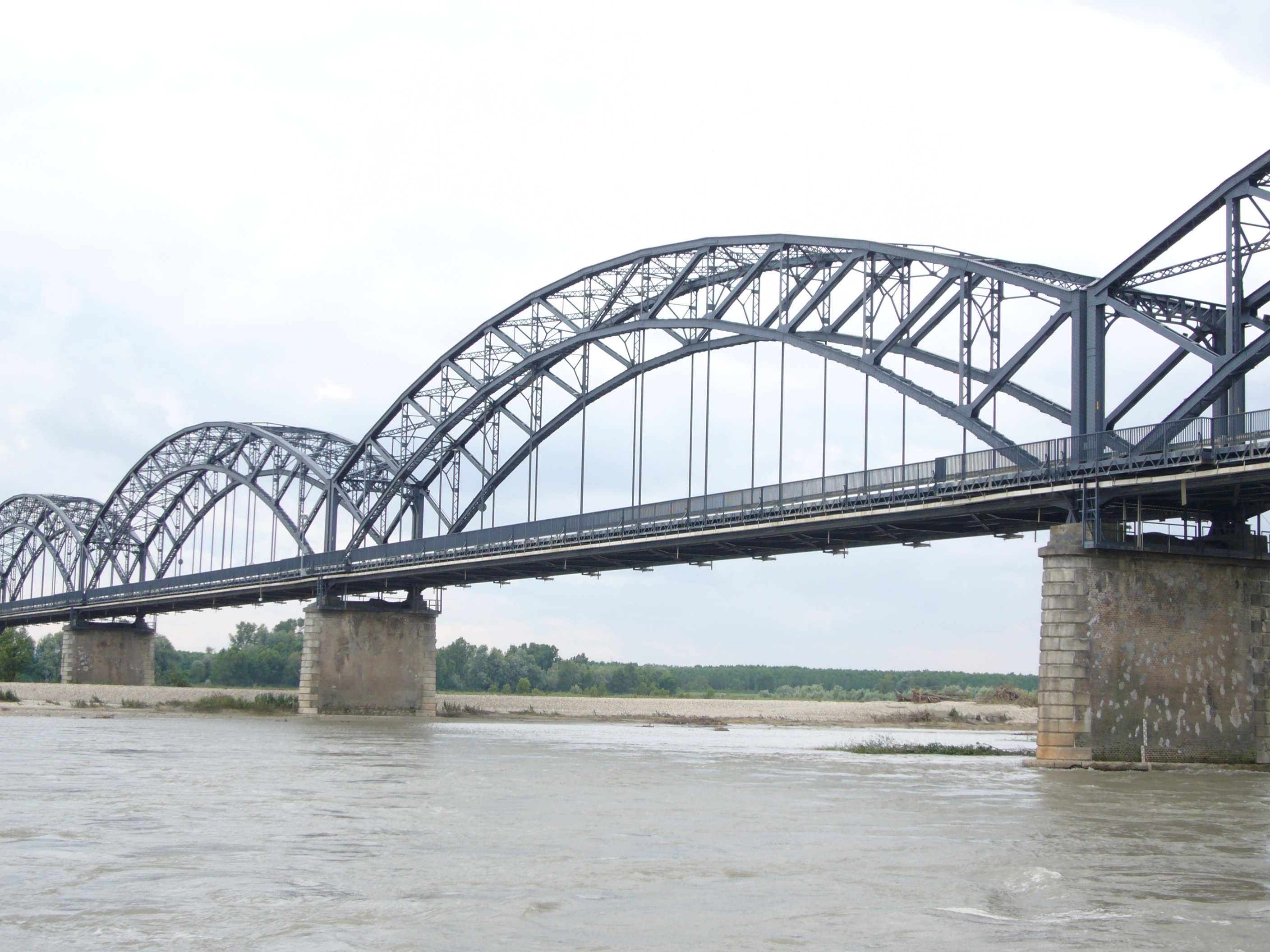
El puente de la Gerola.
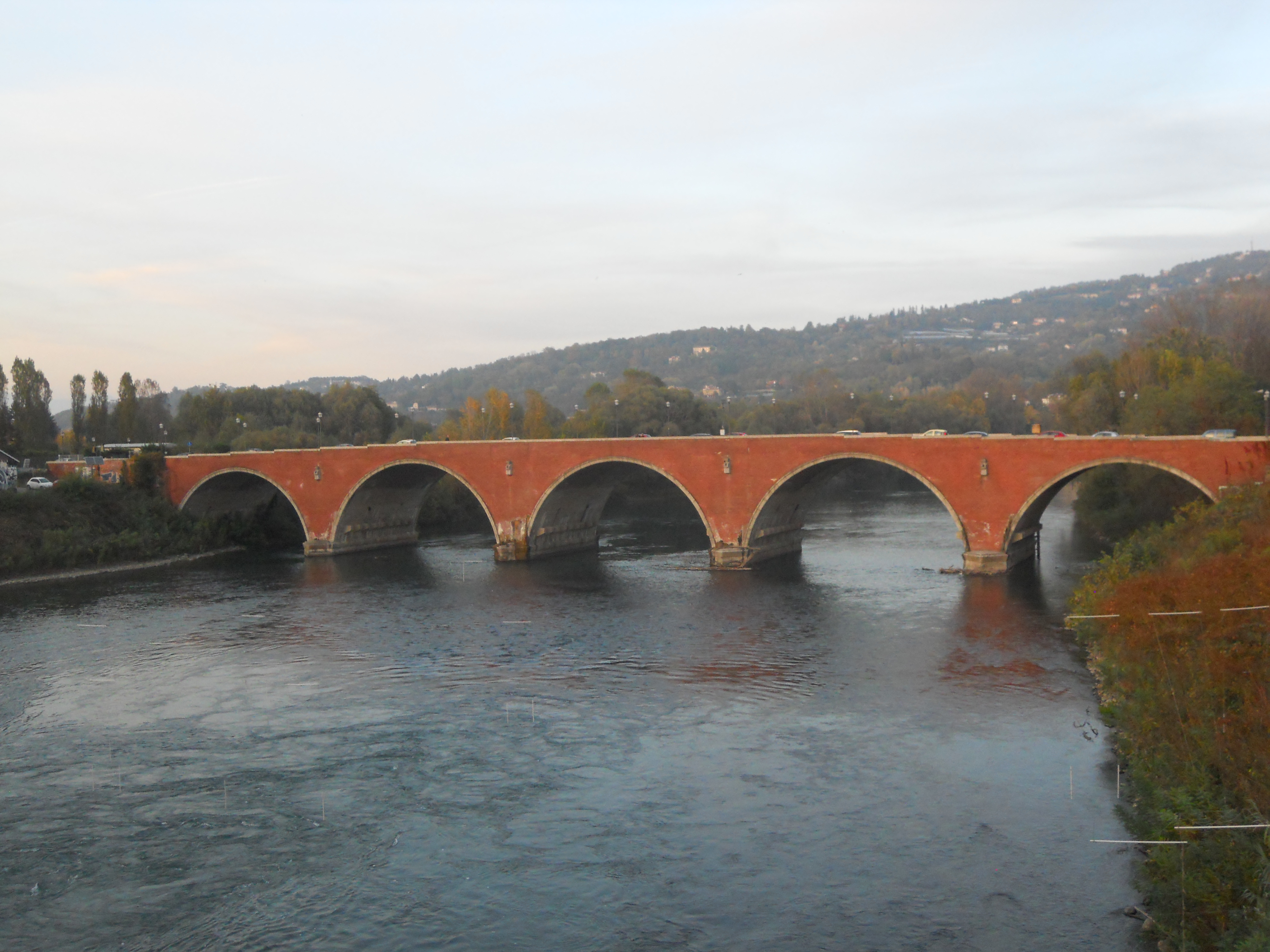
El puente considerado de los "Cavalieri Templari" en Moncalieri.
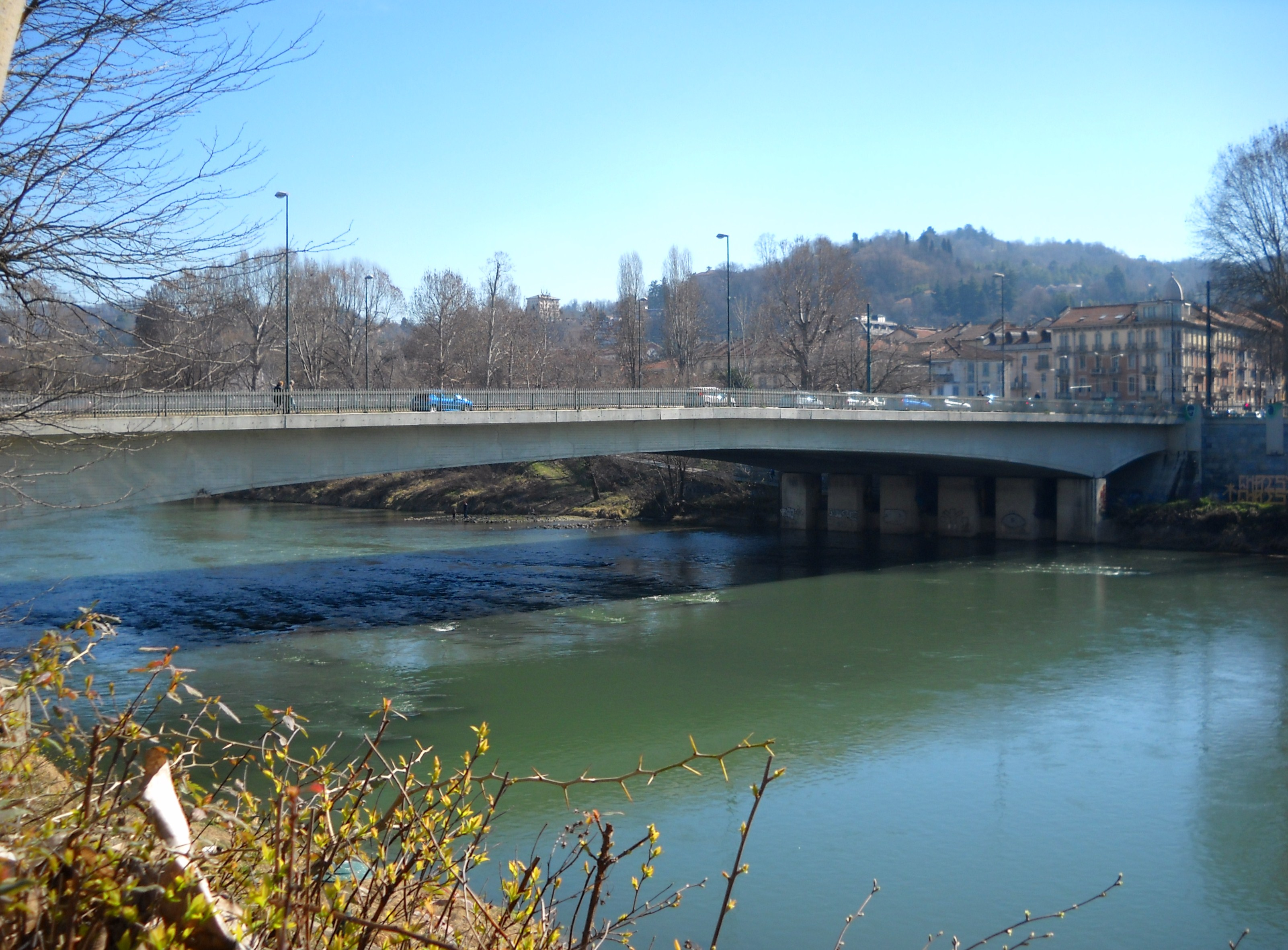
Vista del Puente Regina Margherita en Turín.
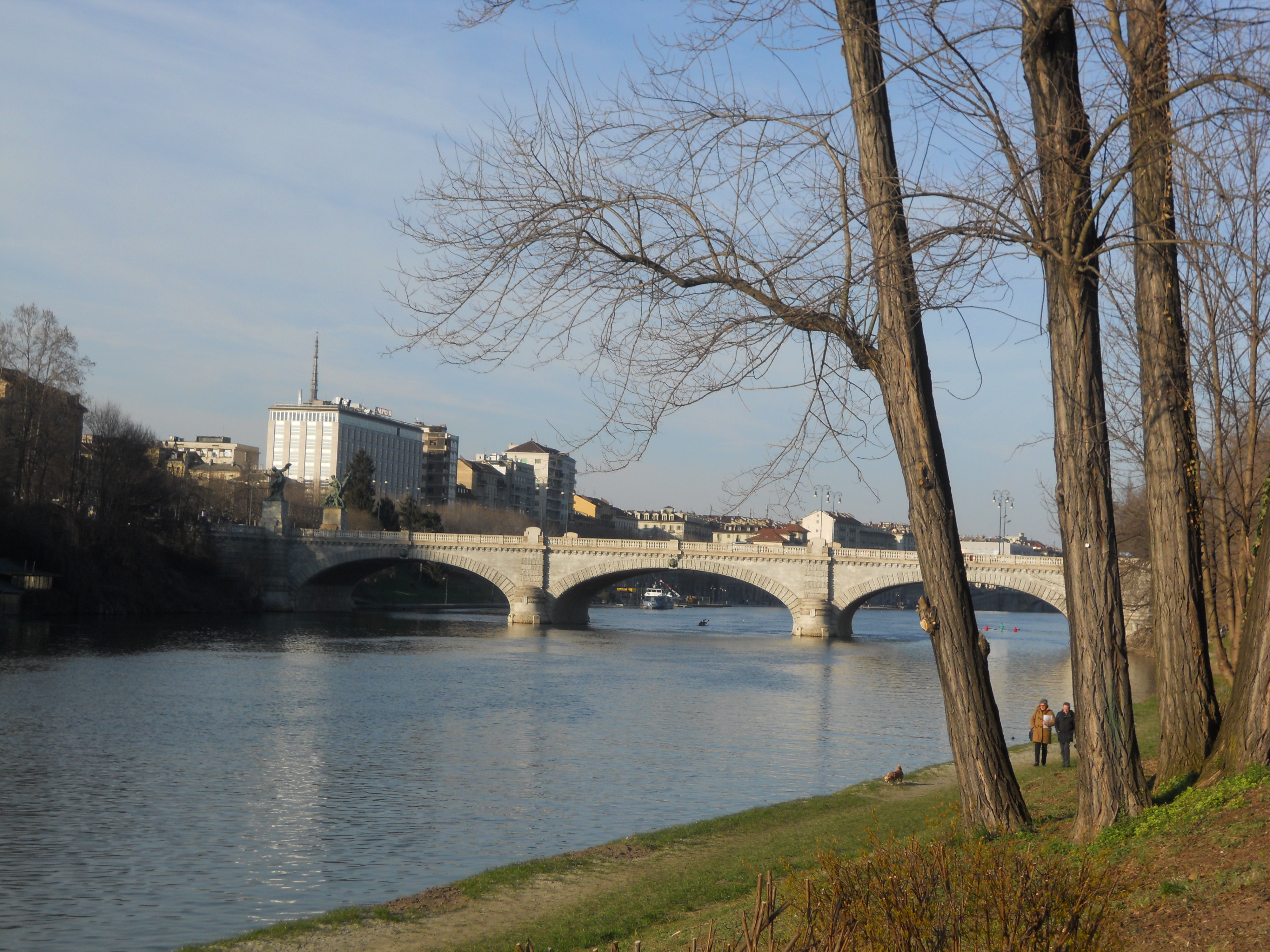
Puente Umberto I en Turín visto desde la ribera derecha del Po.

## El sistema fluvial del río Po
Los principales afluentes del Po (tiene un total de 141) se recogen en la tabla que sigue. Los afluentes se ordenan geográficamente, siguiendo el río desde su nacimiento hasta la desembocadura, y la dirección en la que desembocan los afluentes, izquierda-derecha, se consideran también aguas abajo.
| Ramal | Ramal | Nombre afluente              | Nombre afluente              | Nombre afluente              | Nombre afluente              | Nombre afluente              | Desembocadura     | Longitud (km) | Cuenca (km²) | Caudal (m³/s) | Provincia(s) por la(s) que fluye el río                                                                                                  | Tramo administrativo | Tramo administrativo |
| I     | —     | Ghiandone                    | Ghiandone                    | Ghiandone                    | Ghiandone                    | Ghiandone                    | Po                | 23,8          | 100,1        | 1,8           | Provincia de Cuneo | Cuneo                | Piamonte             |
| I     | —     | Pellice                      | Pellice                      | Pellice                      | Pellice                      | Pellice                      | Po                | 60            | 974,03       | 22,3          | Provincia de Turín | Cuneo                | Piamonte             |
| -     | -     | -                            | Río Chisone                  | Río Chisone                  | Río Chisone                  | Río Chisone                  | Pellice           | 70            |              | 11,3          | Provincia de Turín | Cuneo                | Piamonte             |
| —     | D     | Río Varaita                  | Río Varaita                  | Río Varaita                  | Río Varaita                  | Río Varaita                  | Po                | 92,4          | 604,9        | 15,68         | Provincia de Cuneo | Cuneo                | Piamonte             |
| —     | D     | Río Maira                    | Río Maira                    | Río Maira                    | Río Maira                    | Río Maira                    | Po                | 111,1         | 1213,6       | 19,5          | Provincia de Cuneo Provincia de Turín | Cuneo-Turín          | Piamonte             |
| —     | D     | Meletta                      | Meletta                      | Meletta                      | Meletta                      | Meletta                      | Po                | 26,4          | 267,5        | 4,6           | Provincia de Cuneo Provincia de Turín | Turín                | Piamonte             |
| —     | D     | Banna                        | Banna                        | Banna                        | Banna                        | Banna                        | Po                | 28            | 484,3        | 5,7           | Provincia de Asti Provincia de Turín | Turín                | Piamonte             |
| —     | D     | Tepice                       | Tepice                       | Tepice                       | Tepice                       | Tepice                       | Po                | 17,6          | 53,29        | 0,6           | Provincia de Turín | Turín                | Piamonte             |
| I     | —     | Chisola                      | Chisola                      | Chisola                      | Chisola                      | Chisola                      | Po                | 39,4          | 536,89       | 9,4           | Provincia de Turín | Turín                | Piamonte             |
| I     | —     | Sangone                      | Sangone                      | Sangone                      | Sangone                      | Sangone                      | Po                | 46,1          | 268,14       | 4,6           | Provincia de Turín | Turín                | Piamonte             |
| I     | —     | Río Dora Riparia             | Río Dora Riparia             | Río Dora Riparia             | Río Dora Riparia             | Río Dora Riparia             | Po                | 101,09        | 1340,26      | 27,8          | Provincia de Turín | Turín                | Piamonte             |
| I     | —     | Río Stura di Lanzo           | Río Stura di Lanzo           | Río Stura di Lanzo           | Río Stura di Lanzo           | Río Stura di Lanzo           | Po                | 68,8          | 885,9        | 26,1          | Provincia de Turín | Turín                | Piamonte             |
| —     | D     | Rio de Valle Maggiore        | Rio de Valle Maggiore        | Rio de Valle Maggiore        | Rio de Valle Maggiore        | Rio de Valle Maggiore        | Po                | 12,47         |              |               | Provincia de Turín | Turín                | Piamonte             |
| I     | —     | Malone                       | Malone                       | Malone                       | Malone                       | Malone                       | Po                | 47,72         | 360,8        | 6,8           | Provincia de Turín | Turín                | Piamonte             |
| I     | —     | Río Orco                     | Río Orco                     | Río Orco                     | Río Orco                     | Río Orco                     | Po                | 89,57         | 889,4        | 23,9          | Provincia de Turín | Turín                | Piamonte             |
| —     | D     | Leona                        | Leona                        | Leona                        | Leona                        | Leona                        | Po                | 16,35         |              |               | Provincia de Turín | Turín                | Piamonte             |
| I     | —     | Río Dora Baltea              | Río Dora Baltea              | Río Dora Baltea              | Río Dora Baltea              | Río Dora Baltea              | Po                | 160           | 3920         | 110           | Provincia de Turín Provincia de Vercelli                                                                                                 | Turín-Vercelli       | Piamonte             |
| —     | D     | Stura del Monferrato         | Stura del Monferrato         | Stura del Monferrato         | Stura del Monferrato         | Stura del Monferrato         | Po                | 36,7          | 190,41       | 3,2           | Provincia de Asti Provincia de Alessandria                                                                                               | Alessandria          | Piamonte- Lombardía  |
| I     | —     | Río Sesia                    | Río Sesia                    | Río Sesia                    | Río Sesia                    | Río Sesia                    | Po                | 138           | 3051         | 76            | Provincia de Vercelli Provincia de Novara Provincia de Alessandria Provincia de Pavía                                                    | Vercelli-Pavía       | Piamonte- Lombardía  |
| -     | -     | -                            | Río Cervo                    | Río Cervo                    | Río Cervo                    | Río Cervo                    | Sesia             | 65            | 1024         | 21,9          | Provincia de Biella Provincia de Vercelli                                                                                                | Vercelli-Pavía       | Piamonte- Lombardía  |
| —     | D     | Rotaldo                      | Rotaldo                      | Rotaldo                      | Rotaldo                      | Rotaldo                      | Po                | 40            |              | 1,6           | Provincia de Alessandria | Alessandria          | Piamonte- Lombardía  |
| —     | D     | Grana del Monferrato         | Grana del Monferrato         | Grana del Monferrato         | Grana del Monferrato         | Grana del Monferrato         | Po                | 47            | 183,6        | 3,2           | Provincia de Asti Provincia de Alessandria                                                                                               | Alessandria          | Piamonte- Lombardía  |
| —     | D     | Río Tanaro                   | Río Tanaro                   | Río Tanaro                   | Río Tanaro                   | Río Tanaro                   | Po                | 276           | 8324         | 131,76        | Provincia de Cuneo Provincia de Alessandria Provincia de Asti Provincia de Imperia                                                       | Alessandria          | Piamonte- Lombardía  |
| -     | -     | -                            | Río Belbo                    | Río Belbo                    | Río Belbo                    | Río Belbo                    | Tanaro            | 86            | 516          | 8             | | Alessandria          | Piamonte- Lombardía  |
| -     | -     | -                            | Río Bormida                  | Río Bormida                  | Río Bormida                  | Río Bormida                  | Tanaro            | 154           | 2609         | 40            | | Alessandria          | Piamonte- Lombardía  |
| -     | -     | -                            | -                            | Río Orba                     | Río Orba                     | Río Orba                     | Bormida           | 73            |              | 20,1          | | Alessandria          | Piamonte- Lombardía  |
| -     | -     | -                            | -                            | Río Bormida di Millesimo     | Río Bormida di Millesimo     | Río Bormida di Millesimo     | Bormida           | 98            |              |               | | Alessandria          | Piamonte- Lombardía  |
| -     | -     | -                            | -                            | Río Bormida di Spigno        | Río Bormida di Spigno        | Río Bormida di Spigno        | Bormida           | 80            | 440          | 9             | | Alessandria          | Piamonte- Lombardía  |
| -     | -     | -                            | Río Stura di Demonte         | Río Stura di Demonte         | Río Stura di Demonte         | Río Stura di Demonte         | Tanaro            | 111           | 1579         | 47            | | Alessandria          | Piamonte- Lombardía  |
| —     | D     | Torrente Scrivia             | Torrente Scrivia             | Torrente Scrivia             | Torrente Scrivia             | Torrente Scrivia             | Po                | 117,2         | 1145         | 19,2          | Provincia de Pavía Provincia de Alessandria                                                                                              | Pavía-Alessandria    | Piamonte- Lombardía  |
| -     | -     | -                            | Río Grue                     | Río Grue                     | Río Grue                     | Río Grue                     | Scrivia           | 52            |              |               | Provincia de Alessandria | Pavía-Alessandria    | Piamonte- Lombardía  |
| I     | —     | Río Agogna                   | Río Agogna                   | Río Agogna                   | Río Agogna                   | Río Agogna                   | Po                | 140           | 995          | 16            | Provincia de Novara Provincia de Pavía Provincia de Verbano-Cusio-Ossola                                                                 | Pavía                |                      |
| I     | —     | Terdoppio                    | Terdoppio                    | Terdoppio                    | Terdoppio                    | Terdoppio                    | Po                | 65            | 515          | 3,7           | | Pavía                |                      |
| —     | D     | Curone                       | Curone                       | Curone                       | Curone                       | Curone                       | Po                | 59,48         |              | 3,7           | Provincia de Pavía Provincia de Alessandria                                                                                              | Alessandria          |                      |
| —     | D     | Staffora                     | Staffora                     | Staffora                     | Staffora                     | Staffora                     | Po                | 65            | 337,5        | 4−5           | Provincia de Pavía | Pavía                |                      |
| I     | —     | Río Tesino · (llega de Suiza | Río Tesino · (llega de Suiza | Río Tesino · (llega de Suiza | Río Tesino · (llega de Suiza | Río Tesino · (llega de Suiza | Po                | 248           | 7228         | 350           | Provincia de Milán Provincia de Novara Provincia de Pavía Provincia de Varese                                                            | Pavía                |                      |
| -     | -     | -                            | Lago Maggiore                | Lago Maggiore                | Lago Maggiore                | Lago Maggiore                | Río Tesino        |               |              |               | Provincia de Verbano-Cusio-Ossola Provincia de Novara Provincia de Varese                                                                | Pavía                |                      |
| -     | -     | -                            | -                            | Río Toce                     | Río Toce                     | Río Toce                     | Lago Maggiore     | 83,2          |              | 70            | Provincia de Verbano-Cusio-Ossola | Pavía                |                      |
| —     | D     | Torrente Coppa               | Torrente Coppa               | Torrente Coppa               | Torrente Coppa               | Torrente Coppa               | Po                | 32            | 110          |               | Provincia de Pavía | Pavía                |                      |
| —     | D     | Torrente Scuropasso          | Torrente Scuropasso          | Torrente Scuropasso          | Torrente Scuropasso          | Torrente Scuropasso          | Po                | 30            | 70           |               | Provincia de Pavía | Pavía                |                      |
| —     | D     | Torrente Versa               | Torrente Versa               | Torrente Versa               | Torrente Versa               | Torrente Versa               | Po                | 12            | área         | cau           | Provincia de Pavía | Pavía                |                      |
| I     | —     | Río Olona                    | Río Olona                    | Río Olona                    | Río Olona                    | Río Olona                    | Po                | 36            | 160          | 3,08          | Provincia de Pavía | Pavía                |                      |
| —     | D     | Torrente Tidone              | Torrente Tidone              | Torrente Tidone              | Torrente Tidone              | Torrente Tidone              | Po                | 47            |              | 8             | Provincia de Piacenza Provincia de Pavía                                                                                                 | Piacenza             |                      |
| I     | —     | Río Lambro                   | Río Lambro                   | Río Lambro                   | Río Lambro                   | Río Lambro                   | Po                | 130           | 1950         | 5,8           | Provincia de Como Provincia de Lecco Provincia de Monza y Brianza Provincia de Milán Provincia de Lodi Provincia de Pavía                | Pavía-Lodi           |                      |
| -     | -     | -                            | Río Lambro Meridional        | Río Lambro Meridional        | Río Lambro Meridional        | Río Lambro Meridional        | Lambro            | 46            | 170          | 2,6           | Provincia de Varese Provincia de Milán                                                                                                   | Pavía-Lodi           |                      |
| -     | -     | -                            | -                            | Río Olona                    | Río Olona                    | Río Olona                    | Lambro Meridional | 71            | 911          | 6,9           | Provincia de Varese Provincia de Milán                                                                                                   | Pavía-Lodi           |                      |
| —     | D     | Río Trebbia                  | Río Trebbia                  | Río Trebbia                  | Río Trebbia                  | Río Trebbia                  | Po                | 118           | 1000         | 40            | Provincia de Génova Provincia de Piacenza Provincia de Pavía                                                                             | Piacenza             |                      |
| —     | D     | Río Nure                     | Río Nure                     | Río Nure                     | Río Nure                     | Río Nure                     | Po                | 75            |              | 15            | Provincia de Lodi Provincia de Piacenza                                                                                                  | Piacenza             |                      |
| —     | D     | Chiavenna                    | Chiavenna                    | Chiavenna                    | Chiavenna                    | Chiavenna                    | Po                | 52            | 360,1        | 3             | Provincia de Piacenza | Piacenza             |                      |
| I     | —     | Río Adda                     | Río Adda                     | Río Adda                     | Río Adda                     | Río Adda                     | Po                | 313           | 7979         | 187           | Provincia de Sondrio Provincia de Como Provincia de Lecco Provincia de Bérgamo Provincia de Milán Provincia de Cremona Provincia de Lodi | Lodi                 |                      |
| -     | -     | -                            | Río Serio                    | Río Serio                    | Río Serio                    | Río Serio                    | Adda              | 124           | 1256         | 23            | | Lodi                 |                      |
| -     | -     | -                            | Río Brembo                   | Río Brembo                   | Río Brembo                   | Río Brembo                   | Adda              | 74            | 935          | 30            | | Lodi                 |                      |
| —     | D     | Río Arda                     | Río Arda                     | Río Arda                     | Río Arda                     | Río Arda                     | Po                | 56            | 440          | 5             | Provincia de Parma Provincia de Piacenza                                                                                                 | Piacenza-Parma       |                      |
| —     | D     | Río Taro                     | Río Taro                     | Río Taro                     | Río Taro                     | Río Taro                     | Po                | 126           | 2026         | 30            | Provincia de Parma | Parma                |                      |
| -     | -     | -                            | Río Ceno                     | Río Ceno                     | Río Ceno                     | Río Ceno                     | Taro              | 63            | 540          | 12            | | Parma                |                      |
| I     | —     | Torrente Parma               | Torrente Parma               | Torrente Parma               | Torrente Parma               | Torrente Parma               | Po                | 92            | 796          | 11,3          | Provincia de Parma | Parma                |                      |
| -     | -     | -                            | Río Baganza                  | Río Baganza                  | Río Baganza                  | Río Baganza                  | Parma             | 55            |              |               | Provincia de Parma | Parma                |                      |
| —     | D     | Río Enza                     | Río Enza                     | Río Enza                     | Río Enza                     | Río Enza                     | Po                | 93            | 2899         | 12,1          | Provincia de Parma Provincia de Reggio Emilia                                                                                            |                      |                      |
| —     | D     | Torrente Crostolo            | Torrente Crostolo            | Torrente Crostolo            | Torrente Crostolo            | Torrente Crostolo            | Po                | 55            | 409,7        | 1,2           | Provincia de Reggio Emilia | Reggio Emilia        |                      |
| I     | —     | Río Oglio                    | Río Oglio                    | Río Oglio                    | Río Oglio                    | Río Oglio                    | Po                | 265           | 4469         | 137           | Provincia de Brescia Provincia de Bérgamo Provincia de Cremona Provincia de Mantua                                                       | Mantua               |                      |
| -     | -     | -                            | Río Chiese                   | Río Chiese                   | Río Chiese                   | Río Chiese                   | Oglio             | 160           | 960          | 36            | | Mantua               |                      |
| -     | -     | -                            | Río Mella                    | Río Mella                    | Río Mella                    | Río Mella                    | Oglio             | 96            | 1038         | 11            | | Mantua               |                      |
| I     | —     | Río Mincio                   | Río Mincio                   | Río Mincio                   | Río Mincio                   | Río Mincio                   | Po                | 75 (194)      | 2859         | 60            | Provincia de Brescia Provincia de Trento Provincia de Verona                                                                             | Mantua               |                      |
| -     | -     | -                            | Lago de Garda                | Lago de Garda                | Lago de Garda                | Lago de Garda                | Mincio            | 52            | 2260         |               | Provincia de Mantua Provincia de Trento Provincia de Verona                                                                              | Mantua               |                      |
| —     | D     | Río Secchia                  | Río Secchia                  | Río Secchia                  | Río Secchia                  | Río Secchia                  | Po                | 172           | área         | 42            | Provincia de Mantua Provincia de Módena Provincia de Reggio Emilia                                                                       | Mantua               |                      |
| —     | D     | Río Panaro                   | Río Panaro                   | Río Panaro                   | Río Panaro                   | Río Panaro                   | Po                | 148           | 2292         | 37            | Provincia de Modena Provincia de Ferrara                                                                                                 | Ferrara              |                      |